# Andreasstraße (Berlin)
Die Andreasstraße im Berliner Ortsteil Friedrichshain des Bezirks Friedrichshain-Kreuzberg ist ein 870 Meter langer Verkehrsweg südlich der Karl-Marx-Allee. Den Namen erhielt sie nach der St.-Andreas-Kirche, die im Zweiten Weltkrieg zerstört und nicht wieder aufgebaut wurde.
Vom (1964 einbezogenen) Andreasplatz geht die Kleine Andreasstraße ab. Mit der Nachkriegsbebauung um 1960 wurde sie eine Seitenstraße bis Krautstraße, ohne direkte Anbindung an die Andreasstraße.

## Lage im Straßennetz

### Verlauf
Die Andreasstraße liegt im Straßenzug von An der Schillingbrücke und der Lebuser Straße im Verkehrsstrom von Kreuzberg, der B 96a und der auf gemeinsamer Trasse verlaufenden Bundesstraßen B 1/B 5 sowie zur B 2. Allerdings wurde der Hauptverkehr mit den Umgestaltungen der 1950er bis 1970er Jahre im Bezirk Friedrichshain durch die besser ausgebaute Lichtenberger Straße zwischen Schillingbrücke und Platz der Vereinten Nationen über Strausberger Platz ermöglicht.

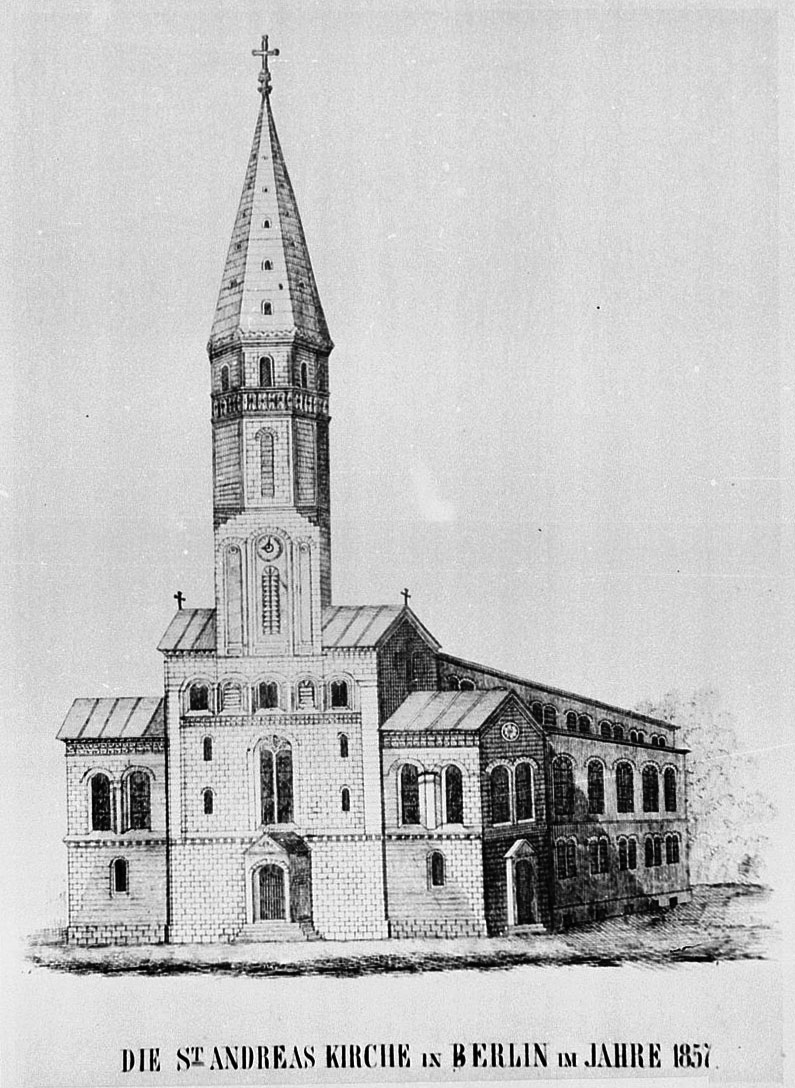
Andreaskirche, 1857

Benannt ist die Straße seit dem 23. Januar 1863 nach der Andreaskirche, die am südlichen Ende der Straße am Stralauer Platz stand und im Zweiten Weltkrieg zerstört wurde. Die Andreasstraße besitzt Hufeisenzählung von Süd nach Nord zur Karl-Marx-Allee. Die Grundstücke begannen am Stralauer Platz mit 1, wo sich nunmehr eine Grünfläche befindet. Die Grundstückszählung wechselte an der Großen Frankfurter Straße mit 45 (Ostseite) zu 46 an der Westseite zurück. Sie endete an der Holzmarktstraße mit Nummer 78. Der Straßenzug wird von An der Schillingbrücke fortgesetzt. Seit dem Bau der querstehenden Bauten der Stalinallee endet die Zählung auf der rechten Seite mit 36 an dem 175 Meter langen Wohnblock Andreasstraße 29–36. Eine dahinterliegende Kindertagesstätte trägt die Nummer 37. Auf der linken (westlichen) Seite von Nord nach Süd setzen sich die Hausnummern mit 46 fort. Dieses Haus zwischen Karl-Marx-Allee und Blumenstraße wurde mit dem Block B Süd der Stalinallee errichtet. Es folgen die Altbauten 47–51 und die Blumen-Grundschule 52. An der Ecke Holzmarktstraße steht südlich der Stadtbahnbrücke ein 2010er Hotelneubau als Andreasstraße 77 auf den Grundstücken 76/78.
Die Andreasstraße verläuft ohne Höhenunterschied: an den Kreuzungen von Nord nach Süd mit 35,9 m (Karl-Marx-Allee), 35,7 m (Blumenstraße), 35,4 m (Singer Straße), 35,1 m (Lange Straße), 35,1 m (Am Ostbahnhof), 35,7 m (Holzmarktstraße) ist dies zu erkennen. Die Breite der Straße entspricht mit 22,6 m dem Standard der Zeit vor 1900. Diese Breite verteilt sich auf je eine Richtungsfahrbahn von 3,4 m, an deren Seite Radwege (2,3 m) liegen. Abgesehen von Kreuzungsbereichen liegt die Parkspuren und zur Grundstücksgrenze die Gehwege, meist in vier Meter Breite. Der Neu- und Ausbau von Gebäuden blieb seit den ersten Planungen ohne Einfluss auf die Fluchtlinien der Straße. Um den Unterschied zu den Mietshäusern der Vorkriegszeit zu manifestieren, wurden Wohn-Neubauten seit den 1970er Jahren von der Straße zurückgesetzt hinter Grünstreifen.

### Statistische Daten
Die Andreasstraße hat im Berliner System die Straßennummer 40182. Sie ist im Straßenentwicklungsplan in ihrer Verkehrsbedeutung in Kategorie IV für „Ergänzungsstraße“ eingetragen. Nach OKSTRA gehört sie zur Klasse „G“, damit ist die Straßenbehörde im Bezirksamt Friedrichshain-Kreuzberg für diesen Verkehrszug zuständig, der nach den Ausstattungsvorschriften der RBS-Klasse als „STRA“ (Fahrstraße) und „B“ (in beiden Richtungen befahrbar) eingetragen ist.
Für die Bezirksplanung sind die Gebäude der Andreasstraße dem statistischen Gebiet 117 zugeordnet. Nach dem städteplanerischen Instrument „Lebensweltlich orientierte Räume“ (LOR) gehört sie zum Planungsraum „Andreasviertel“. Dessen Kennziffer „02040701“ steht für Planungsraum „01“ (Andreasviertel), Bezirksregion „07“ (Karl-Marx-Allee Süd), Prognoseraum „04“ (Friedrichshain West) und letztlich wird der Bezirk Friedrichshain-Kreuzberg innerhalb Berlins als „02“ geführt.
Die Andreasstraße gehört mit allen Adressen zum Postleitzahlbereich 10243 (Zustellbereich). Beim Anlegen der Straße war die Angabe des Postbezirks „Berlin O“ noch ausreichend. Nach der Anweisung von 1873 lag in „Alt-Berlin“ das zuständige Postamt in der Wallnertheaterstraße, der Postamtsbezirk hieß „O 27“. Als 1938 die Bezirksgrenzen korrigiert wurden, kam die Andreasstraße ab 14. Februar 1938 zum Postbezirk O 17 (Schlesischer Bahnhof). Mit den vierstelligen DDR-Postleitzahlen wurde seit 1964 aus O 17 der Zustellbereich „1017 Berlin“.
Historisch gehörte die Andreasstraße zum Stralauer Viertel und lag in dem 1863 als General-Bebauungsplan entworfenen Hobrecht-Plan in Abteilung XV, sie war schon mit (amtlichem) Namen eingetragen. Ende der 1860er Jahre war die Andreasstraße dem Stadtbezirk 100 und dem Polizeirevier 24 zugeordnet. Die Bewohner gehörten zum Kirchenspiel I und wurden im Bedarfsfall von der „Armencommission 55“ betreut. Die Gegend mit Andreaskirche, Andreasplatz und Andreasstraße führte schon früh zum „Andreasviertel“, dem Viertel nordöstlich vom Bahnhof. Mit der Gründung von Groß-Berlin im Jahr 1920 kam die Straße zum Verwaltungsbezirk V Friedrichshain, der während der Zeit des Nationalsozialismus in Horst-Wessel-Stadt umbenannt war. 1925 gehörte im Verwaltungsbezirk die Andreasstraße 68 zum Stadtbezirk 149, Andreasstraße 45 und 46 zu 153, zum Stadtbezirk 162 gehörten die Häuser 29–44 und 47–59, zu 163 dann 14–28 und 61–67, schließlich lagen die Grundstücke (1–13 und 69–79) südlich der Langen Straße im Stadtbezirk 165. Das Finanzamt VII und das Amtsgericht Mitte sowie das Landgericht I waren zuständig. Die Andreasstraße war (in Groß-Berlin) dem „Finanzamt Andreas“ zugeordnet, das verantwortlich für die benannten Stadtbezirke war, sich allerdings in Berlin SO 36, Pfuelstraße 5–8 befand.

### Querstraßen
Von Süd nach Nord entsprechend der Grundstückszählung der rechten (Ost-)Seite kreuzen oder münden folgende Querstraßen.
- Stralauer Platz: Er markiert an der Ostseite den Beginn der Straße. Hier stand die Andreaskirche, die der Straße (und wohl auch dem bahnhofsnahen Viertel) den Namen gab.
- Holzmarktstraße: Sie markiert an der Westseite (mit dem Ende der Grundstückszählung) den Abschluss der Straße im Süden.[15]
- Am Ostbahnhof: Seit 25. August 1844 wurde von der Holzmarkt- zur Koppenstraße mit dem Bau der Niederschlesisch-Märkischen Eisenbahn die Breslauer Straße neu angelegt. Dieser Straßenzug wurde am 20. März 1964[16] in die Straße Am Ostbahnhof einbezogen. Mit der Namensänderung des anliegenden Bahnhofs (1987–1998) hieß die Straße zeitweise Am Hauptbahnhof. Der Ursprung des Namens entstammt dem Abschnitt jenseits der Koppenstraße vor dem (damaligen) Bahnhofsgebäude Am Schlesischen Bahnhof.[17] Die Nordflächen der Breslauer Straße wurden 1987 in (erhöht liegenden) Gleisanlagen wegen verlängerter Bahnsteige westlich vom Ostbahnhof überbaut, als dieser zum Hauptbahnhof umgestaltet wurde.[18]
- Bahnunterführung: Eine Eisenbahnbrücke, die in einer Breite von 60 m die Straße überdeckt, entstand bei der Umgestaltung des Bahnhofs.[19] Die Länge unter der Bahn war vorher 18 m. Die Andreasstraße hat eine Breite von 21 m Seit dem Bau der Stadtbahn um 1880 liegen Andreasstraße 6 und Andreasstraße 74 unter der Bahnüberführung.
- Lange Straße: Die Lange Straße lag um 1800 (als Lange Gasse, auch Gruses Gasse) von der Holzmarktstraße (Ecke Rosenstraße seit 1861: Markusstraße, entsprach etwa dem Lauf der Lichtenberger Straße) in das Gartengelände, sie wurde anfangs von anliegenden Gärtnern bebaut. Sie reichte zur Koppenstraße, die weitere Trasse bis zur (Stralauer) Communication war als „Verlängerte Lange Straße“ vorhanden.[20][21] Mit zunehmender Besiedlung durch Stadtbürger kam die Wohnbebauung nach Osten. Die Kreuzung mit der (erst 1863 benannten) Andreasstraße lag auf Grundstück 23/24 sowie 37/38. Diese nicht fixierte Kreuzungslage bestand noch bis zum Ende der 1860er Jahre. Die Grundstücknummerierung wurde geändert als die Verlängerte Lange Straße 1867 einbezogen wurde. Damit lag die Andreasstraße zwischen 27 und 28 sowie zwischen 81 und 82/83.[22] Die städtische Vorkriegs-Bebauung an den vier Kreuzungsecken[23] ging durch die Kriegszerstörungen verloren. Im Nordwesten existiert eine grüne Sitzecke, nordöstlich steht das Wohnhochhaus 20, das City Carree II markiert nach Südwesten die Straßenecke, am „Bombardier-Grundstück“ wartet die umzäunte brache Südwestecke auf eine endgültigen[veraltet] Planung.
- Kleine Andreasstraße: Sie verlief vor dem Krieg am Südrand des Andreasplatz zur Krautstraße. Durch die Neubebauung der umgebenden Abrissfläche wurde das Straßenland um Weniges nach Norden geschoben. Auf der vormaligen Mündung der Kleinen Andreasstraße steht das Haus 60a und ein Teil wird als Parkplatz genutzt. Letzterer die auf dem nach 1955 beräumten ehemaligen Andreasplatz erbaute Kaufhalle (Singerstraße 29).
- Singerstraße: Um 1748 war der Grüne Weg „durch Felder und Gärten angelegt“ worden. Dieser Name galt im Hobrecht-Plan 1863 westwärts der Krautstraße, während die Querstraße der Andreasstraße noch als Straße 7 (Abt. XV) eingezeichnet war. Schon 1866 kreuzt der Grüne Weg die Andreasstraße und liegt bis zur Koppenstraße, sie führte am Nordrand des Andreasplatzes über die Andreasstraße.[24] Am 5. Mai 1926 wurde dem Grünen Weg der Name von Paul Singer vergeben. In der NS-Zeit wurde am 25. Oktober 1933 der Straßenname nach diesem sozialdemokratischen Kommunalpolitiker und jüdischen Unternehmer aufgehoben. In Anschluss an Grüner Weg wurde bezogen auf die NS-Farbe als Straßenname Brauner Weg gewählt. Zum Kriegsende wurde als Alternative zum 1933er Namen Roter Weg vorgeschlagen oder die Wiedereinsetzung von Paul-Singer-Straße.[25] Vom Magistrat wurde am 31. Juli 1947 ‚Singerstraße‘ bestätigt.
- Blumenstraße: Die Straße mündet von Westen in die Andreasstraße. Sie hat ihren Namen seit dem 18. August 1816,[26] und führte anfangs durch die Gärten von der Alexander- zur Andreasstraße. Vor der Namensvergabe wurde Lehmgasse genutzt, diese führte auf das Garten- und Ackerland südlich der Großen Frankfurter Straße bis zum Haus 39 und 40. Die Grundstücke reichten dabei über das Straßenland der noch nicht angelegten Andreasstraße.[27] Bis in die 1860er Jahre wurde das Bauland zwischen Blumen- und Andreasstraße noch aufgeteilt, Grundstücke der Blumenstraße lagen bis dahin auf Straßenland der Andreasstraße. Das westliche Eckgrundstück Andreasstraße 46 zwischen Großer Frankfurter Straße und Blumenstraße war durchgehend vom Bau der Allee beeinflusst (anfangs zugehörend Große Frankfurter Straße 112, dann 113). Dieser Bau war vom Kaufhaus und nach dem Zweiten Weltkrieg von den Stalinallee-Bauten bestimmt. Die Blumenstraße selbst wurde beim Nachkriegsaufbau des kriegszerstörten Viertels ab 1958 auf den Friedrichshainer Abschnitt bis Krautstraße verkürzt. Das (südliche) Eckhaus[28] wurde 1911 durch geänderte Zählung in der Blumenstraße[29] (Andreasstraße 46a) zu Blumenstraße 49. Dieses Eckhaus blieb bei den alliierten Luftangriffen 1943/1944 wiederaufbaufähig[30] beschädigt und wurde nach 1958 im „alten Stil“ wieder hergestellt.
- Karl-Marx-Allee: Die Karl-Marx-Allee ist der nördliche Abschluss der Andreasstraße. Die Fortsetzung als Straßenzug geht in die Lebuser Straße. Die Straßenecken sind nach Westen vom Bau der Stalinallee geprägt und nach Osten durch eine Bebauung nach dem Wegfall des Stalindenkmals.

## Geschichte der Straße
Der Name Andreasstraße wurde durch „Allerhöchste Cabinetts-Ordre“ vom 3. Januar 1863 genehmigt. Der Marktplatz D des Bebauungsplans vom Stralauer Viertel, der im Jahre 1964 bebaut wurde, bekam seinen Namen Andreas-Platz durch „Allerhöchste Cabinetts-Ordre“ auf Vorschlag des Königl. Polizeipräsidiums: „weil der Platz an der Andreasstraße liegt“.
Den Ursprung hatte die Andreasstraße in einem zwischen Koppens Gasse und Krauts Gasse
parallelen Pfad durch die im 19. Jahrhundert in der Stralauer Vorstadt („Frankfurtherthor-Bezirk“) bestehenden Gärten und Felder. Dieser Straßenzug war zwischen Cottbusser Tor durch das Cöpnicker Feld mit Spreeübergang zum Stralauer Viertel und einen Platz vor dem Landsberger Tor geplant und ging in die Hobrechtsche Planung ein. Die Lange Straße teilte schon zu jener Zeit diese Gartenfläche, die Lehmgasse (seit 1816: Blumenstraße) führte hinein. Auf dem 1846er Grundriss von Berlin ist der Verlauf gegenüber der Schillingbrücke von Stralauer Platz zwischen 24 und 26 über die (hier noch) unbebaute Breslauer Straße, über das bebaute Grundstücke Lange Gasse 23 und 37/38 (gegenüber) und zum projektierten Grünen Weg, weiter über Blumenstraße 39 und 40 hindurch zur Großen Frankfurter Straße zwischen 112 und 114. Spätestens 1862 wurden Abschnitte der Straße durch Kammergerichtsrat a. D. von Wülknitz auf dem zu diesem Zeitpunkt schon parzellierten vormaligen Gartenland angelegt. Seine Forderung für diesen seinen Verkehrsweg den Namen Wülknitzstraße einzutragen wurde abgelehnt. Am 23. Januar 1863 erhielt die „neue Verbindungsstraße bis zu den Frankfurter Linden“ den Namen „Andreasstraße“, benannt nach der am Stralauer Platz stehenden Andreaskirche.
Die Andreasstraße wurde von den Kreuzungen mit ihren Querstraßen aus bebaut. Dabei war (wohl) auf der Trasse die Straße nicht durchgängig angelegt. So wurde noch 1867 im Adressbuch zwischen Baustelle 81 und Magistratsgrundstück 83 für Lange Straße 82 „Durchbruch zur Andreasstraße“ eingetragen, an der Großen Frankfurter Straße stand „Durchgang zur Blumenstraße“. Andererseits waren schon 1863, im Jahre der Benennung, knapp die Hälfte der zugeordneten Grundstücke mit Wohnhäusern bebaut. Der erste Eintrag im „Allgemeinen Wohnungs-Anzeiger nebst Adreß- und Geschäftshandbuch für Berlin“ liegt mit der Ausgabe von 1864 vor. Die Nummerierung der Grundstücke war schon durchgehend – wie noch in den 2010er Jahren – aufgenommen. Die Grundstücke 3–6 gehörten der Niederschlesisch-Märkischen Eisenbahn und mit denen der Breslauer Straße ist die Trasse der Stadtbahn fixiert. Als Bauland sind 1863 für den anderswo wohnenden Kammergerichtsrath v. Wülknitz Nummer 13–16 eingetragen, mehrere unbebaute Grundstücke gehören ansässigen Gärtnern oder Bauunternehmern und Maurermeistern. An der Westseite zwischen Grünem Weg und Lange Straße liegt das Bauland vom Viehhändler Sponholz und Pappenfabrikanten Schulz, die ihren Wohnsitz außerhalb Berlins hatten. Zehn Jahre später sind im Adressbuch 1875 die Lagen der Querstraßen aufgenommen und bis auf drei Grundstücke der Eisenbahn-Bau-Gesellschaft und deren Stätteplatz auf Nummer 74 und 75 stehen die Mietshäuser der Andreasstraße. Der Andreasplatz hatte das Eck-Mietshaus 1 am Grünen Weg 31 und am Südrand mit der nun benannten Kleinen Andreasstraße steht das Eckhaus Andreasplatz 5 / Kleine Andreasstraße 13. Die Bebauung der Straße entwickelte sich in der Tiefe der Grundstücke östlich zur Koppenstraße und westlich zur Krautstraße, es kamen Schulen, Gewerbehöfe, Veranstaltungsorte und die Markthalle VIII in den Innenblöcken hinzu. Durch Ausbau der Innenhöfe mit Seitenflügel und Quergebäude wohnten mehr Menschen an der Andreasstraße. Es waren Mietshäuser entstanden mit Klo im Aufgang oder auf dem Hof, Plumpe zur Wasserversorgung, Ofenheizung, Kochmaschine. Es wurde „am Ende des 19. Jahrhunderts zu einem führenden Handwerks- und Industriestandort“, aber auch ein Rotlichtviertel nicht zuletzt war das Andreasviertel als Bahnhofsviertel zum sozialen Brennpunkt geworden. Der Frankfurter Bahnhof (ab 1881 Schlesischer Bahnhof) war östlich der parallelen Koppenstraße 1842 als Kopfbahnhof angelegt worden. Der Bau der Stadtbahn nach Westen forderte den Schlesischen Bahnhof zum Durchgangsbahnhof, wobei die Andreasstraße ebenfalls betroffen war. Die Stadtbahnbögen 1–17, teilweise von der Breslauer Straße zugänglich und von Norden her als Bogen 5–17 über die drei Hinterhöfe des Gewerbegrundstücks von Julius Pintsch Andreasstraße 72/73. Unter der Bahnunterführung war der „Bahnbogen 3“ als Andreasstraße 6 und gegenüber „Bahnbogen 4“ als Andreasstraße 74 adressiert.
Während des Spartakusaufstandes im Jahr 1919 kam es im „roten Arbeiterbezirk“ Friedrichshain zu Straßenkämpfen in Berlin, an der Andreasstraße wurden Barrikaden gegen die Polizei zu umliegenden Straßen errichtet, durch Beschuss kam es zu Schäden und Zerstörungen an Mietshäusern auch der Andreasstraße. Offensichtlich führten die Inflationsjahre zu Besitzerwechseln der Grundstücke, in den Goldenen Zwanzigern war wohl der Osten Berlins vorrangig an der Großen Frankfurter Straße beteiligt. In der Andreasstraße entstand als Kino der Concordia-Palast.
Die Schäden des Zweiten Weltkriegs hatten starke Auswirkungen im Andreasviertel, und auch auf die Bauten der Andreasstraße. In der Andreasstraße verblieben von den Mietshäusern in verdichteter Blockrandbebauung mit den großen für Gewerbe und Industrie genutzten Innenblöcken 1945 Ruinen zurück. Die bis 1953 beräumten Trümmerflächen ließen große Freiflächen zurück. Deren Bauplanung erfolgte Ende der 1950er Jahre und die Neubauten begannen im Laufe der 1960er Jahre. Wie im gesamten Stadtbezirk Friedrichshain wurden dafür um 1970 noch erhaltene Altbauten abgerissen, um für neue Wohnblöcke die Baufreiheit zu schaffen. Beispielsweise war das Denkmal am Andreasplatz noch um 1960 erhalten. Mit dem Umdenken in den 1970er Jahren ließ der flächenhafte Abriss der beschädigten Altbauten nach, sodass diese Mischbebauung in der Andreasstraße Bestand hatte. Es entstanden in den 1970er Jahren neue Schulbauten, die Kaufhalle sowie die Q3A-Wohnzeilen (einschließlich der Kleinen Andreasstraße), die QP-Wohnblöcke (in die Singerstraße hinein) und die drei Wohnhochhäuser (Ecke Lange und Ecke Singerstraße). Die nach dem Krieg verbliebenen Schulgebäude wurden erhalten. Der (ausgebaute) Bestand der Andreassäle wurde wegen des dringenden Bedarfs im Bezirk Friedrichshain als Altersheim genutzt, allerdings dazu ein neues Gebäude errichtet.
Nach der politischen Wende war der Sanierungsstau erkennbar. Durch die Bahnhofsnähe entstanden auf Frei- und Brachflächen im Süden der Andreasstraße in den 2000er Jahren Hotel- und Bürobauten. Die Nachkriegsbauten im Eigentum der WBM wurden an Investoren verkauft und seit der Wende saniert. Am Bethel-Seniorenheim (Andreasstraße 21) wurden Reste der Andreassäle Mitte der 2010er Jahre durch eine Wohnungsanlage ersetzt. Dabei wird wiederum für die Nachverdichtung das Grün in Anspruch genommen. Der Bebauungsplan 2–54b wurde für die Grundstücke zwischen Singerstraße, Andreasstraße, Langestraße und Krautstraße und 2–53b für die Grundstücke zwischen Karl-Marx-Allee, Koppenstraße, Singerstraße und Andreasstraße erstellt.

## Entwicklung einzelner Grundstücke
- Gebäudealter
  - Gebäudealter 1992/93 Norden der Andreasstraße
  - Gebäudealter 1992/93 Andreasstraße von Bahn bis Singerstraße
  - Gebäudealter 1992/93: Andreasstraße und Ostbahnhof
- Gebäudeschäden 1945:
  - Kriegsschäden um die Andreasstraße
  - Kriegsschäden Karl-Marx-Allee bis Singerstraße
  - Kriegsschäden Singerstraße bis Bahn
  - Kriegsschäden um Andreasstraße Süd

## Östliche Straßenseite: Nummern 1–45

### Stralauer Platz bis Lange Straße
Nachdem die Stadtbahn gebaut war, führte diese zu einer Unterteilung der Andreasstraße, die ursprüngliche Bebauung ging nach 1945 durch Kriegseinwirkungen verloren. Südlich der Bahn blieben Brach- und Grünflächen, nördlich wurde in den 1990er Jahren ein Geschäftskomplex als City Carree Ostbahnhof errichtet.
- 1–6: Die Grundstücke am südlichen Ende der neu angelegten Straße gehörten anfangs dem Magistrat, an der Ecke stand schon die höhere Bürgerschule Stralauer Platz 24. Die Niederschlesisch-Märkische Eisenbahn hatte Andreasstraße 3–6 im Eigentum, ebenso wie Grundstücke an der 1844 benannten Breslauer Straße[63] westlich des Bahnhofs der Berlin-Frankfurter Eisenbahn. Die Breslauer Straße lag zwischen Nummer 4 und 5 mit den Eckhäusern 4/12 und 5/20a. Die Bebauung am Stralauer Platz bis zur Bahn wurde im Zweiten Weltkrieg bei den alliierten Luftangriffen zerstört.[64] Nach dem Krieg waren an der Ostseite bis 1953 die Trümmerflächen beräumt, lediglich an der Koppenstraße verblieben Altbauten bis in die 1970er Jahre. Die gesamte Fläche wurde nicht wieder bebaut und es blieb eine Brachfläche, danach Grünanlage um die Straße Am Ostbahnhof hin. Im Stadtplan 423D von 1993 findet sich für Andreasstraße 1–3 der Eintrag „Baustelle“, seither[veraltet] sind keine Aktivitäten erfolgt. Die Grundstücke zwischen Am Ostbahnhof und Stralauer Platz 13–19 sind als Parkplatz und Buswendeplatz genutzt, von Koppenstraße zur Andreasstraße liegt die Grünfläche auf 20–24. In Bahnhofsnähe ist das südöstliche Karree Andreasstraße / Am Ostbahnhof eine parkähnliche, jedoch brache Grünfläche.[65]
  - In der Andreasstraße 1 und 2 befand sich die Kunstgewerbe- und Handwerkerschule Ost, deren Name mehrfach geändert wurde.[66]
  - An der Ecke der Andreasstraße (gegenüber vom Vorplatz der Andreaskirche) stand auf Stralauer Platz 24 die „Höhere Bürgerschule“.[67] Die Grundstückszuteilung war (wohl) anfangs noch offen. Für 1863 waren Andreasstraße 1 als Schulhaus des Magistrats und Nummer 2 als Bauland des Holzhändlers Hartz verzeichnet. Die Niederschlesisch-Märkische Eisenbahn war nachher für das Grundstück 1–6 eingetragen und 1868 war der Torfhändler Krüger Eigentümer des Baulands. 1870 besaß der Magistrat das Bauland 1–4 bis an die Breslauer Straße, 1875 besteht der Holzplatz auf Magistratsboden 1–4. Schließlich wurde um 1880 die Andreasstraße 1/2 zum Stralauer Platz 24 gezählt und 3 und 4 wurden mit Breslauer Straße 12 verknüpft. Unter Stralauer Platz 24 befand sich die 59. Gemeindeschule,[68] die 1892 in die Diestelmeyerstraße umgezogen ist. Im Schulgebäude am Stralauer Platz wurde am 16. Oktober 1892 die 2. Handwerkerschule[69] eingerichtet und ergänzte die Handwerkerschule in Berlin SW Lindenstraße 97/98. Das Haus war bald ausgelastet und ein Kuratorium unter Hermann Tradt bemühte sich ab 1896 um einen Neubau. Am 26. Januar 1899 wurden die Pläne von Stadtbaurat Ludwig Hoffmann für ein neues Haus im Stil der Deutschen Renaissance genehmigt.[70] Zunächst entstand der Abschnitt an der Andreasstraße dann wurde das alte Schulgebäude abgetragen und der zweite Abschnitt am Stralauer Platz errichtet. Erbaut wurde die Handwerkerschule 1899 bis 1903 in einem geschlossenen Gebäudekomplex. Am 9. August 1903 wurde das U-förmige dreieinhalbgeschossige mit Sandstein verblendete Gebäude eingeweiht. Der repräsentative Eingang lag von der Andreasstraße und der Schulbau trug an Portalen, Giebelfenstern und am Eckturm Verzierungen. Die Bildhauerarbeiten wurden von Otto Lessing ausgeführt. Die Architektur des Neubaus wurde bei der Einweihung im Oktober 1903 von der Vossischen Zeitung als „Palast der Arbeit“ bezeichnet.[71] Das Gebäude hatte je zwei Malsäle, Zeichenräume, Modelliersäle, Hörsäle für Physik und Chemie, einen atelierartigen Zeichensaal, ein fotografisches Atelier, eine Gipsformerei und ein Pflanzenhaus. 1923 wurde Teile der Handwerkerschule I in die Andreasstraße verlagert. Ab 1929 wurde für die II. Baugewerbeschule der Name Kunstgewerbe- und Handwerkerschule („Kunstgewerbeschule des Ostens“) vergeben. In den 1930er Jahren („Meisterschule für Graphik und Buchgewerbe der Stadt Berlin“) erhielten bis zu 1400 Schüler pro Jahr von 31 festangestellten und 19 nebenamtlichen Lehrkräften Unterricht.[69] Unter den Lehrern befanden sich Ludwig Sütterlin und Helen Ernst. Aus der Schule gingen Hermann Henselmann (1923–1926), der Pressezeichner Alfred Beier-Red, der Grafiker Arno Mohr, der Kunstschmied Fritz Kühn und der Archäologe Ernst Nickel (1923–1928)[72] hervor. Das Gebäude zwischen Stralauer Platz und Eisenbahn wurde im Krieg zerstört.
  - 3, 4: Das Mietshaus 3 und das Eckhaus 4/ Breslauer Straße 12 standen auf Grundstücken, die ursprünglich dem Magistrat gehörten. In dessen wurden sie um 1880 zur Breslauer Straße 12 zugeordnet, wo sich bis 1882 der Lagerplatz eines Holz- und Kohlenhändlers befand. 1882 wurden die beiden Mietshäuser erbaut: Baumeister Lang erbaute auf Nummer 3 ein Wohnhaus, es wurde von der Akt.Ges. für Grundbesitz und Hypotheken Berlin übernommen und war auf 800 m² durch Vorderhaus, Seitenflügel und Quergebäude erweitert mit 40 Mietparteien bezogen war. Das fünfgeschossige Mietshaus 4 bildete eine Einheit mit Breslauer Straße 12, es wurde von Oberpostsecretaire Herre erbaut. Die Eigentümer wechselten für die beiden Aufgänge des Eckhauses mit je 12 Mietern.[73]
  - 5: Das fünfgeschossige gefaste Eckhaus Andreasstraße 5/ Breslauer Straße 20a lag an der Nordostecke von deren Kreuzung. Es war 1871 erbaut worden. Verkehrsgünstig zwischen den Stadtbahn-Stationen (Jannowitzbrücke und Schlesischer Bahnhof) befanden sich im Haus eine Hoteletage, im Erdgeschoss Ladengeschäfte und darüber in den Obergeschossen die Mietwohnungen. Das Mietshaus mit einem kleinen Innenhof lag mit der Nordmauer direkt an der Stadtbahn.[74]
  - 6: Unter der Stadtbahn liegt das gewerblich genutzte Grundstück Andreasstraße 6, an der Westseite Andreasstraße 74, das sich in den Bahnbögen fortsetzte. Auf der Ostseite unter der Brücke[75] entstand nach dem Bau der Stadtbahn ein Restaurant.[76] Die Nutzung erfolgte auch als Lager und Verkaufsstelle.[77] Verwaltet von der 14. Bahnmeisterei waren 1943 Maschinen der J. Pintsch KG untergebracht. Der verschlossene Eingang weist noch aktuell auf dahinterliegende Räume der drei Bahnbögen.
- 7–13: Bereits 1863 sind die Grundstücke nördlich vom Bauland der Niederschlesisch-Märkischen Eisenbahn bereits bebaut. Das Wohnhaus 7 gehörte einem Schankwirt, 8 und 10 Kaufleuten und 9 einem Rentier, bewohnt je von 8 Familien. Auf dem Grundstück 11 des Zimmerpoliers hatte sich ein Fuhrherr und ein Mehl- und Borkosthändler niedergelassen. Die beiden neuen Wohnhäuser 11 und 12 waren bald (1865) bezogen. Über das Grundstück von Kammergerichtsrath v. Wülknitz – 1863 noch Baustelle – verlief die Trasse der 1861 benannten Lange Straße hindurch. Das führte wohl zur Teilung, den 1866 befinden sich Baustellen des Magistrats hier, einerseits unter Nummer 13 und andererseits nördlich der Lange Straße unter Nummer 14–17. In diesem Jahr sind die Häuser 7–12 mit sechs bis acht Parteien bewohnt, die Grundstücke haben eine Tiefe von 35 m und 13 m vom Vorderhaus. Schließlich wurde das Eckgrundstück 13 als Lange Straße 28 mit einem Wohnhaus bebaut. 1890 bebaut und bezogen.[78] Vermutlich wurden die Grundstücksgrenzen von Haus 11 und 12 zu Gunsten von Langestraße 29 verschoben. Es gab keine Hinterhäuser, wohl Nebengebäude für Gewerbe. Im Jahre 1940 gehören die Mietshäuser 7–9 der Thüringischen Landeshypothekenbank. Die Wohnhäuser sind mit um zehn Mietern bezogen, lediglich im Eckhaus Andreasstraße 13 wohnen 19 Parteien, Lange Straße 28 ist nicht gesondert im Adressbuch aufgenommen. Bei den Luftangriffen waren diese Häuser alle total zerstört worden und die Ruinen waren bis 1953 abgerissen und die Fläche beräumt. 1977 zwar als Baustelle notiert, bestehen 1984 Parkplätze entlang der Andreasstraße in einer Tiefe von 45 Metern.
- Gewerbliche Berufsschule (Lange Straße 31): Der zur Andreasstraße offene U-förmige Bau der Berufsschule blieb nach den 1940er Jahren erhalten. Das Schulgebäude lag im Innenblock hinter Andreasstraße 7–13 eingegrenzt an die Bahnstrecke mit Zugang über die Lange Straße 31.[79] Das Lehrerhaus stand Langestraße 31[80] 1870 war der Gärtner de la Croix Grundstückseigner und 1872 entstand der Rohbau der Andreas-Realschule auf Magistratsboden und 1873 hatte die Andreas-Realschule den Schulbetrieb (1874/1163: Director Hartung) aufgenommen. Als 1906 vom Andreas-Realgymnasium der Neubau im Innenblock zwischen Andreas- und Koppenstraße bezogen wurde, zog (1907/3043) die Städtische Pflichtfortbildungsschule des 5. Bezirks in das Schulhaus ein. Sie war nach dem Ersten Weltkrieg als Gewerbliche Berufsschule (Maler- und Maurerfachschule) weitergeführt worden. Im Zweiten Weltkrieg überstand das Schulhaus mit Bombenschäden im Karree und es war nach Wiederherstellungsarbeiten weiterhin nutzbar. Seit den 1950er Jahren hatte die Betriebsberufsschule (BBS) des VEB Technische Gebäudeausrüstung darin seinen Sitz, als diese vom VEB abgetrennt wurde unter Berufsschule für Blechbearbeitung und Installation. In den 1970er Jahren war sie als BBS „Michael Niederkirchner“ ausgewiesen. Die Berufsschule (Lange Straße 31) wurde nach der politischen Wende 1990 anfangs noch als Berufsschule genutzt. Das Gebäude blieb bestehen und stand nach dem Auszug der Schule bis Mitte der 1990er Jahre leer.
- Andreasstraße 10: „City Carree II“[81] (117016): Auf dem Geviert Andreas- / Lange / Koppenstraße / Stadtbahn stand um 1990 noch das Schulgebäude. Mit der Nähe zum Ostbahnhof wurde ab 1992 auf der Brachfläche der flächendeckende Bürokomplex aus Büro-, Hotel- und Einkaufsensemble geplant.[82] Im Herbst 1996 eröffnete das „City Carree“[83] an der Koppenstraße 93[84] mit einer Passage.[85][86] Zum Gesamtkomplex gehört das mit Lange Straße 31 adressierte Hotel. Für diesen Teil wurde das vorhandene Gebäude der aufgegebene (Berufs-)Schule um ein zusätzliches Geschoss erhöht und in die Architektur eingegliedert. Dadurch entstand ein trotz Bahnhofsnähe ruhiger Innenhof. 1998 folgte eigenständig das Büro- und Geschäftsgebäude „City Carree II“ Bürogebäude mit 28.500 m² Bruttogeschossfläche an der Andreasstraße 10 (Lange Straße 30),[87] in dem Einrichtungen der Bahn und der Deutschen Telekom unterkamen. Das achtgeschossige Bürogebäude an der Andreasstraße mit einer Gesamtmietfläche von 15.755 m² wurde in Teilbereichen 2010–2012 modernisiert. Die Eigentümer wechselten seit dem Bau. Der gesamte Gebäudekomplex im Karree umfasst eine Grundstücksfläche von 14.500 m² mit drei Gebäudeteilen: einem Bürohaus (City Carree II) Andreasstraße 10 (Lange Straße 30), dem Hotel (Novum Select) Langestraße 31 und dem Büro- und Handelshaus (City Carree) am Ostbahnhof mit der Adresse Koppenstraße 93.

### Lange Straße bis Singerstraße

#### Kriegszerstörte Altbauten
Die Ruinen der im Krieg zerstörten Bauten wurden abgerissen und beräumt. Bis Ende der 1960er Jahre standen noch das Eckhaus Andreas-/ Lange Straße und das beschädigte Eckhaus 28 (Singerstraße) und (wohl) Teile von Haus 27. Auf beiden Grundstücken wurde um 1970 Baufreiheit für die zwei Doppelhochhäuser geschaffen. Wiederaufbaufähig (weniger) zerstört waren die Andreasschule (mit Bauten zur Koppenstraße hin) und wesentliche Teile der Gewerbefläche Andreasstraße 21 (vormals Andreassäle), diese inneren Bauten wurden soweit erforderlich wieder auf- und ausgebaut und konnten weiterhin genutzt werden (Beschreibung siehe unten).
- Grundstücke 14–28: 1863 gehörten die Grundstücke 13–16 dem Kammergerichtsrath v. Wülknitz und „anderswo wohnenden“ Gärtnern 17–19, 20–22, 23/24 und 26, während 23/24 und 27/28 bereits von Maurermeistern übernommen waren. Laut Adressbuch 1865 besaß Wülknitz nur noch die beiden Grundstücke nördlich der Trasse der Lange Straße und ein Jahr später war Gärtner Lindenberg Eigentümer des Baulands 14–19, auf 21, 22, 24, 25, 26 und 28 standen schon Wohnhäuser mit 10 bis 18 Mietern, die Hauseigentümer (Gärtner, Rentier, zwei Bauunternehmer, Buchbinder und ein Cafetier) wohnen nun im eigenen Haus.[89] Ein Jahr später stand ein Rohbau von Bauunternehmer Hermann auf Nummer 20, das Wohnhaus 23 von Posamentierer Junge war bereits bewohnt und auch 27 und 28 waren mit den Mietshäusern von Maurermeister Kuthe bebaut und bewohnt. 1870[90] war auf Nummer 14 ein Neubau von Rentier Fänder entstanden, 15 war als Baustelle notiert und im Folgejahr der Rohbau des Apothekers Linke, Grundstück 16–19 war ein Kohlenplatz. Haus Nummer 16 gehörte 1875 dem Kaufmann Pauly, Nachfolger der Kohlenhandlung, während zwischen 16 und 20 die Neuestraße[91] eingetragen war im Lauf zur Koppenstraße zwischen 72a und 75[92] verlaufen sollte. Die Neuestraße wurde nicht angelegt, denn bereits ein Jahr später standen Rohbauten auf 17, 18 und 19.[93] Letztlich ist die Andreasstraße nun zwischen Lange Straße und Grünem Weg bebaut und 1880 ist die Anzahl der Mieter im Adressbuch hat sich erhöht. Die Bebauung wurde in den folgenden Jahren weiter verdichtet. Im Haus 26 macht sich Gustav Franz Knaake mit einem Ladengeschäft mit Fabrik für Handschuhe und Schirme selbstständig.[94] Im Haus 28 befand sich das 88. Polizeirevier. In den 1880er Jahren war das Standesamt 7 im Haus 16 untergebracht. Die Kriegsruinen (außer Teilen der Andreasfestsäle und der erhaltenen und aufgebauten Andreasschule) wurden abgerissen und beräumt.
- Gemeindeschulen: Beide Schulgebäude wurden bei den Luftangriffen schwer getroffen und die Ruinen wurden abgeräumt.
  - Die 34. Gemeindeschule (Rektor Staerk) stand auf der Parzelle Lange Straße 76, sie lag auf einer Grundstücksfläche von 3350 m² zwischen Andreasstraße 14–16, der Koppenstraße und hinter den Wohnhäusern Lange Straße 74–78. Die Schule im Innengelände nahm 550 m² ein, wobei das erste Schulhaus als Eingangsgebäude an der Straße zurückgesetzt stand.[95] 1866 entstand das von der Straßenflucht zurückgesetzte Communal-Schulhaus Lange Straße 76 auf der freien Fläche[96] neben dem kurz vorher errichteten Wohnhaus,[97] der Ergänzungsbau im Innenhof kam (wohl) später hinzu.
  - Die 125. Gemeindeschule (Rektor Fromm) wurde 1882 mit der Adresse Koppenstraße 75a eröffnet.[98] 1881 wurde auf Andreasstraße 16a ein Rohbau des Magistrats[99] aufgenommen. Der Zugang zum im Innenteil liegenden Schulhaus war sowohl von Andreasstraße 16a als auch von Koppenstraße zugänglich. Das nach Norden ausgerichtete Schulgebäude lag mit der Rückseite am nach Süden orientierten Ergänzungsbau der 34. Gemeindeschule. Ausgelegt wurde die 125. Gemeindeschule für Knaben und Mädchen. Als 1905 die Gemeindeschulen in (Alt-)Berlin neu nummeriert wurden, kam Koppenstraße 84 die 18. Gemeindeschule für Mädchen (Rektor Boese) hinzu.[100] und die 125. Gemeindeschule war für Knaben angegeben. Im Karree an der Andreasstraße ist die 34. Gemeindeschule für Knaben (Rektor Borchart, Lange Straße 76) angegeben. In Groß-Berlin ging (spätestens) ab 1927 die Schulverwaltung an die Verwaltungsbezirke: in der Andreasstraße 16a war seither die 37. und 38. Volksschule benannt. Die Schule Lange Straße 76 war Gewerbliche Berufsschule geworden, in der Krautstraße 43 stand nun die 47. Volksschule. Die 18./125. Gemeindeschule befand sich im Innenblock hinter Andreasstraße 17, 18, 19 mit einem 7,5 m breiten Zugang über Andreasstraße 16a, ein gleich breiter Zugang führte von der Koppenstraße her. Ein Lehrerwohnhaus ist nicht belegt, es gab aber um das Schulgrundstück zwei Nebengebäude. Das Schulgebäude grenzte mit der Rückwand an die südliche rückseitige Mauer der Andreasfestsäle. Die Adresse im Adressbuch wechselte entsprechend den beiden Zugängen zum Innenhof zwischen Andreasstraße 16a (1890/2464 oder auch 1925/4770) und Koppenstraße 84 (1900/1962). Das Schulgrundstück hatte zwischen Andreas- und Koppenstraße eine Breite von 50 m und eine Länge von 75 m. Nach Süden schloss sich das Grundstück der Schule in der Lange Straße 76 in gleicher Länge und 30 m Breite an, wobei hier ebenfalls die beiden Schulgebäude Rücken an Rücken standen.
- Andreas-Festsäle: Gewerbe- und Restaurantbauten lagen im Innenblock von Andreasstraße 20–22 auf einer Grundstücksfläche von 6000 m², insbesondere um einen Innenhof (Wirtschaftshof) an den Grundstücksgrenzen. An der Straßenfront teilten sich die beiden Mietshäuser Andreasstraße 20 und 22 die hintere Saalbreite von 50 Meter mit dem (bewohnten) Eingangsgebäude Nummer 21 der Festsäle, Räumlichkeiten wurden auch durch Gewerbe (Mineralwasserfabrik, Graetzer Bierbrauereien, Kistenfabrik, Korbwaren, Kolonialwaren) genutzt. 1880 war das Mitte der 1860er Jahre erbaute Wohnhaus im Besitz der Deutschen Eisenbahn-Baugesellschaft und wurde von Restaurateur Krüger verwaltet. Unter den Mietern befanden sich durchweg Schankwirte, Gastwirte und Restaurateure im Adressbuch verzeichnet. Um 1895 übernahm der Kaufmann Carl Baer das Grundstück und bezog die Wohnung im I. Geschoss. In den hinteren Gebäuden wurden um 1898 die Festsäle eingerichtet.[101] 1920 ist Carl Baer Rentier und im Haus ist der Gastwirt Zimmermann tätig. Die Andreassäle sind nicht mehr im Adressbuch aufgenommen. 1925 war der Architekt M. Baer aus Dresden der Eigentümer, es gab die Fabrik für Nummerier- und Paginiermaschinen Bauer & Brumm, die Kistenfabrik, eine Metalldruckwarenfabrik, den Gastwirt Zimmermann und einen Tanzlehrer im Haus.[102] Zum Norden stießen die Bauten auf dem Grundstück 21 im Innenblock mit der Brandmauer an das Andreas-Realgymnasium. Die südliche Hofumbauung grenzte an die Gemeindeschule. Ein Teil der Gebäude im Innenblock zusammen mit den Wohnhäusern der Koppenstraße 76–80 blieb nach den Kriegsschäden wiederaufbaufähig oder nahezu unbeschädigt erhalten. Nach den 1940er Jahren wurden dies unter anderem (umgebaut) als Feierabendheim genutzt. Auch siedelte sich Gewerbe an, wie die Autowerkstatt Andreasstraße 21.

#### Bebauung zu Beginn des 21. Jahrhunderts
Die vorhandene Bebauung besteht teilweise aus von Kriegsschäden weniger belasteten Einrichtungen, jedoch vorzugsweise handelt es sich um neu bebaute beräumte Flächen.
- Seniorenzentrum 21 (117015): Auf der Gewerbefläche, vormals Andreassäle, blieb die Innenhofbebauung nahezu ohne Schäden. Der L-förmige Bau wurde auf Grund des Bedarfs in den 1950er Jahren als Seniorenquartiere genutzt und um 1960 wurde als von der Straße zurückgesetzter Neubau das (noch bestehende) zweigeschossige Feierabendheim „Helmut Lehmann“ errichtet. Dieses nach 1990 von den v. Bodelschwinghschen Stiftungen Bethel übernommene Alten-/ Pflegeheim ist mit Andreasstraße 21 adressiert.[103] Im Wirtschaftshof wurde auch Gewerbe zugelassen wie eine Autowerkstatt. Saniert und erweitert wurde ein an der Brandmauer der Andreasschule gelegene Gebäudeteil. Mit der Wende wurde der Sozialbau durch Trägerwechsel zum Bethel-Seniorenzentrum (mit Wirtschaftshof und anliegenden flachen Nebengebäuden). Das Diakoniewerk Bethel als Bauherr ließ 2002–2005 die technische Gesamtplanung durch Architekt Klaus Meyer für den technischen Teil des Seniorenzentrums als Neubau ausführen. Die Kosten für die TGA betrugen 1,4 Millionen Euro. Die Planung der technischen Gebäudeausrüstung samt der Küchentechnik umfasste 58 Einzel- und 21 Doppelzimmer, entsprechend 100 Pflegeplätze, mit Speisesaal und Vollküche. Die äußere Gestaltung des Hauses blieb trotz Fassadensanierung erhalten.
- Neubauten 21a–21e (117015): Die vom Innenblock Andreasstraße 21 verbliebenen Vorkriegsbauten und jenes an die Andreasschule grenzende für das Altenheim in den 1970er Jahren umgebaute Gebäude wurden 2014 abgerissen. Eine Autowerkstatt im Wirtschaftshof wurde für die Bauplanungen 2013 aufgegeben.[104] Mit den Adressen Andreasstraße 21a–21e entstanden auf jener Grundstücksfläche von 2016 bis 2017 Wohnbauten unter dem Thema Gartenhaus.[105] Um den vormaligen Wirtschaftshof[106] des Seniorenzentrums entstand ein Wohnhauskomplex (fünf Hausnummern) mit dem 58 Eigentumswohnungen in Ein- bis Vierzimmerwohnungen angeboten wurden.[107] Die U-förmige Hofanlage wird links (Nordseite) von einem siebengeschossigen Wohngebäude an der Rückseite des Andreasgymnasiums eingeleitet. Die weitere Hofbebauung etwa auf dem Grundriss des Andreassaal-Hofes (in der Form der alten Hofanlage und der Wirtschaftsgebäude des Feierabendheims) durch einen U-förmigen 3-geschossigen Neubau ersetzt.
- In Höhe des jetzigen Grundstücks Andreasstraße 21a, das straßennah die von den kriegszerstörten Wohnhäusern Andreasstraße 23–25 bestandene Grundstück ersetzt, liegt ein Spielplatz.[108] Vor diesem Spielplatz an der Straße liegt eine Grünfläche mit ausgewachsenen Bäumen in der die Skulptur Handwerker mit Sohn steht.
- Andreas-Gymnasium (Koppenstraße 76): Es steht mit der Rückseite U-förmig zur Andreasstraße geöffnet. Vor den Kriegszerstörungen stand die dreiflügelige viergeschossige Schulanlage im Innenblock (Andreas-, Koppenstraße, Grüner Weg) hinter den Wohnhäusern Andreasstraße 23–26.[109] An der Koppenstraße 76 steht das Rektorenwohnhaus, darin waren zeitweise Standesamt und Finanzamt untergebracht. Der Schulbau nach dem Entwurf von Stadtbaurath Ludwig Hoffmann begann 1904[110] und das Realgymnasium wurde darin am 30. April 1906 eröffnet.[111] Erbaut wurde auf dem Grundstück 75/76 der Kahlenbergschen Erben.[112] Es waren zeitweise im Rektorenwohnhaus Standesamt und Finanzamt untergebracht. Vor dem Umzug der Schule 1906 gab es Vorgängereinrichtungen. Die am 7. Oktober 1833 eröffnete „Stralauer Stadtschule“ (Standort am Stralauer Platz 24) ist der Ursprung der „Andreasschule“, deren Name auf die am Stralauer Platz gegenüberliegende Andreas-Kirche bezogen ist.[113] Zur „Stralauer höheren Bürgerschule“ erweitert[114] zog diese wegen der zunehmenden Schülerzahl 1871 in den Schulneubau Lange Straße 31 und wurde 1876 zur Realschule Erster Ordnung erhöht seit 1900 Andreas-Realgymnasium. Zu den bekanntesten Absolventen des AndreasRealGymnasiums zählte der spätere Reichskanzler Gustav Stresemann, der die Lehranstalt ab 1884 besuchte und 1897 mit dem Abitur abschloss. 1922 entstand die Stresemann-Schulbibliothek durch eine Spende Gustav Stresemanns. Im Zweiten Weltkrieg wurde 1943 die Turnhalle zerstört, doch die Schulanlage lediglich beschädigt.[115] Am Südrand stieß das Grundstück an den Gewerbehof mit den „Andreas-Festsälen“ so lag nach dem Beräumen der umgebenden Ruinen der zur Andreasstraße offene U-förmige Bau mit der Rückwand am Feierabensheim. Der Schuleingang liegt weiterhin von der Koppenstraße,[116] am schmalen dreigeschossigen (um das Dachgeschoss ergänzten) Rektorenwohnhaus mit der Inschrift „Andreas-Realgymnasium“. Dessen Straßenfront besitzt eine mit rustikalen Muschelkalksteinquadern verkleidete sechsachsige Fassade. Über jedem zweiten Fenster des ersten Obergeschosses befinden sich Reliefplatten des Bildhauers Josef Rauch „Kind mit Tier“. 1951 wurde die Andreasoberschule mit der Georg-Friedrich-Händel-Oberschule zusammengeführt und 1972 wurde sie zur EOS „Friedrich Engels“ (Erweiterte Oberschule). Seit 1991 mit der politischen Wende trägt sie wieder den Namen „Andreas-Oberschule“ (Gymnasium).
- Um 1970 wurden die Wohnhochhäuser an der Ecke Lange Straße[117] und Singerstraße[118] erbaut.
  - 20 (117016): Ecke Lange Straße steht mit Adresse Andreasstraße 20 das 1972 erbaute 18/21-geschossiges Doppelwohnhochhaus.[119] Das Platten-Hochhaus wurde nach der Wende leergezogen.[120] Mit der politischen Wende gehörte das Haus der Wohnungsbaugesellschaft Friedrichshain (WBF), jedoch „der Abriss wurde nie diskutiert“ es sollte verkauft werden.[121] 2006 wurde die International Real Estate Inhaber und begann 2007 mit der Konzeptplanung.[122] Das Haus 20 mit 136 Wohneinheiten wurde umfangreich modernisiert mit Einbauküche, Duschbad und Parkett (Stand 2017[veraltet]). Nach Investorenaussage galten für die Modernisierung die Grundsätze: Grundrisse der Wohnungen blieben unangetastet, die Fassade wurde im alten Design wärmegedämmt und die Zielgruppe der Bewohner war das mittlere Segment statt High-End.
  - 22 (117015): Das Wohnhochhaus steht als rekonstruierter Plattenbau mit anthrazitfarbener Aluminiumfassade[123] an der Andreasstraße 22 Ecke Singerstraße. Das 18-geschossiges Doppel-Hochhaus[119] wurde um 1975 erbaut, bis zum Baubeginn standen noch Altbau-Wohngebäude auf 27 und 28, die abgerissen wurden.[124] Das Wohnhochhaus[119] wurde 2010/2011[125][126] (luxus-)saniert[127] und in der Fassade modernisiert.[128] Für die 2011 abgeschlossene „Sanierung Hochhaus Andreasstraße 22“[129] wurde ein BDA-Preis 2012[130] vergeben. Das 30 m von der Andreasstraße zurückgesetzte Gebäude nimmt die Vorkriegsgrundstücke Andreasstraße 25–28 sowie Grüner Weg 30, 31 ein. Es nutzt eine 3000-m²-Fläche auf der 120 Mietparteien wohnen. Das Hochhaus belegt eine Grundfläche von 550 m². Die Dachterrasse ist beliebt als Partyort[131] mit Blick über den Friedrichshain. Regulär zugänglich ist sie für alle Mieter im Haus.

### Singerstraße bis Karl-Marx-Allee

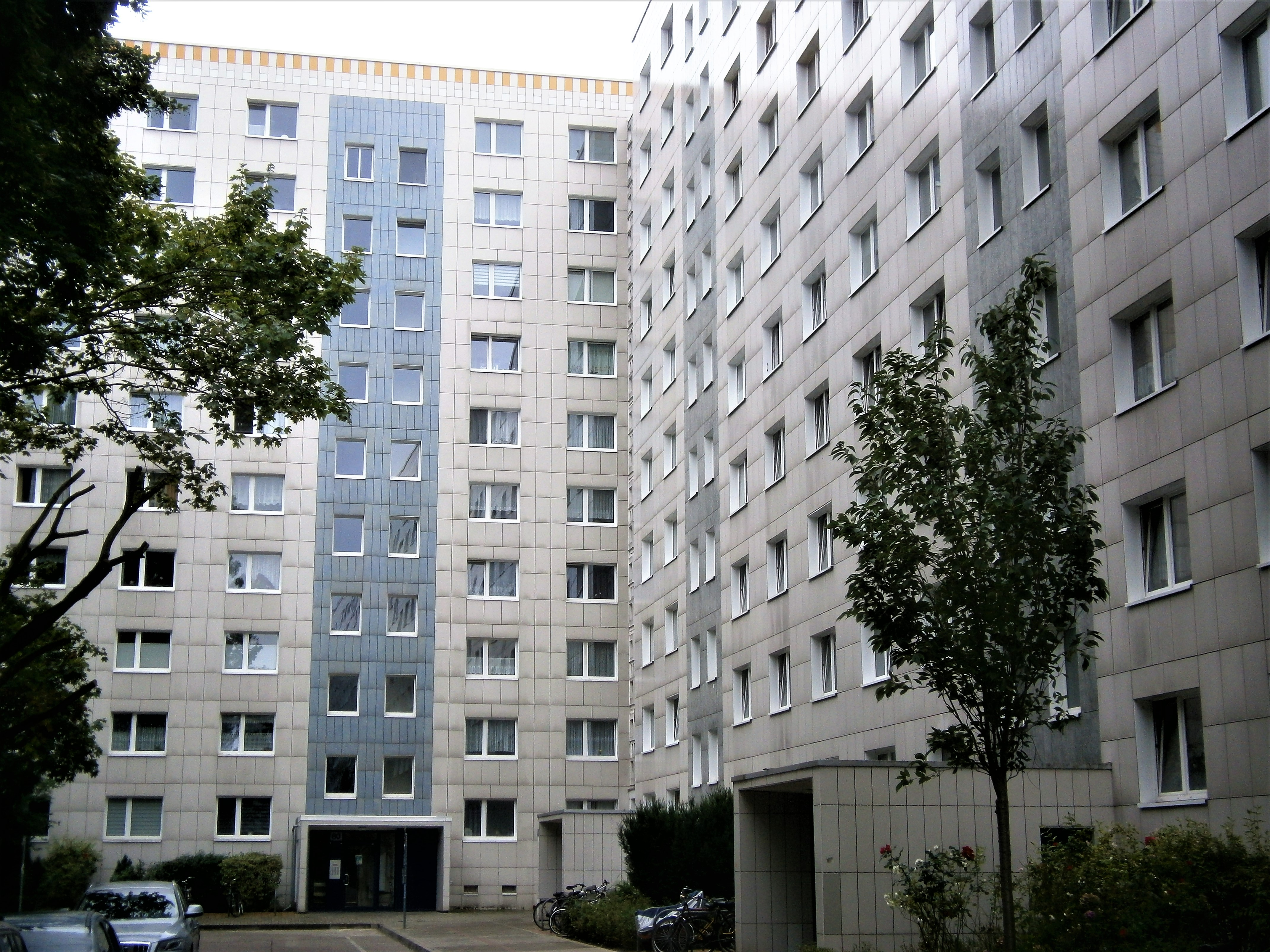
Wohnblock Andreasstraße 29–36 (Hofseite)

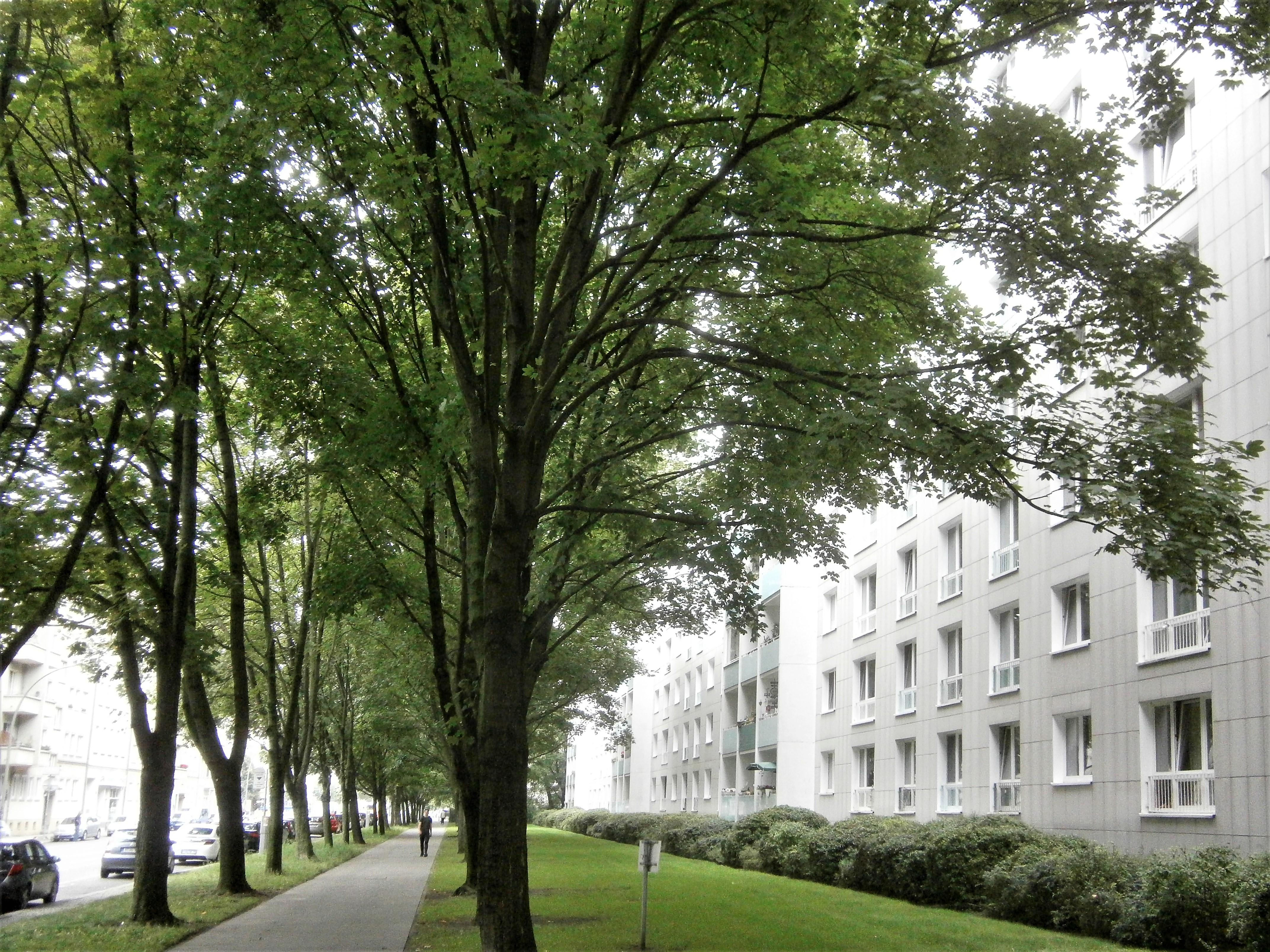
Wohnblock Andreasstraße 29–36 (Straßenseite)

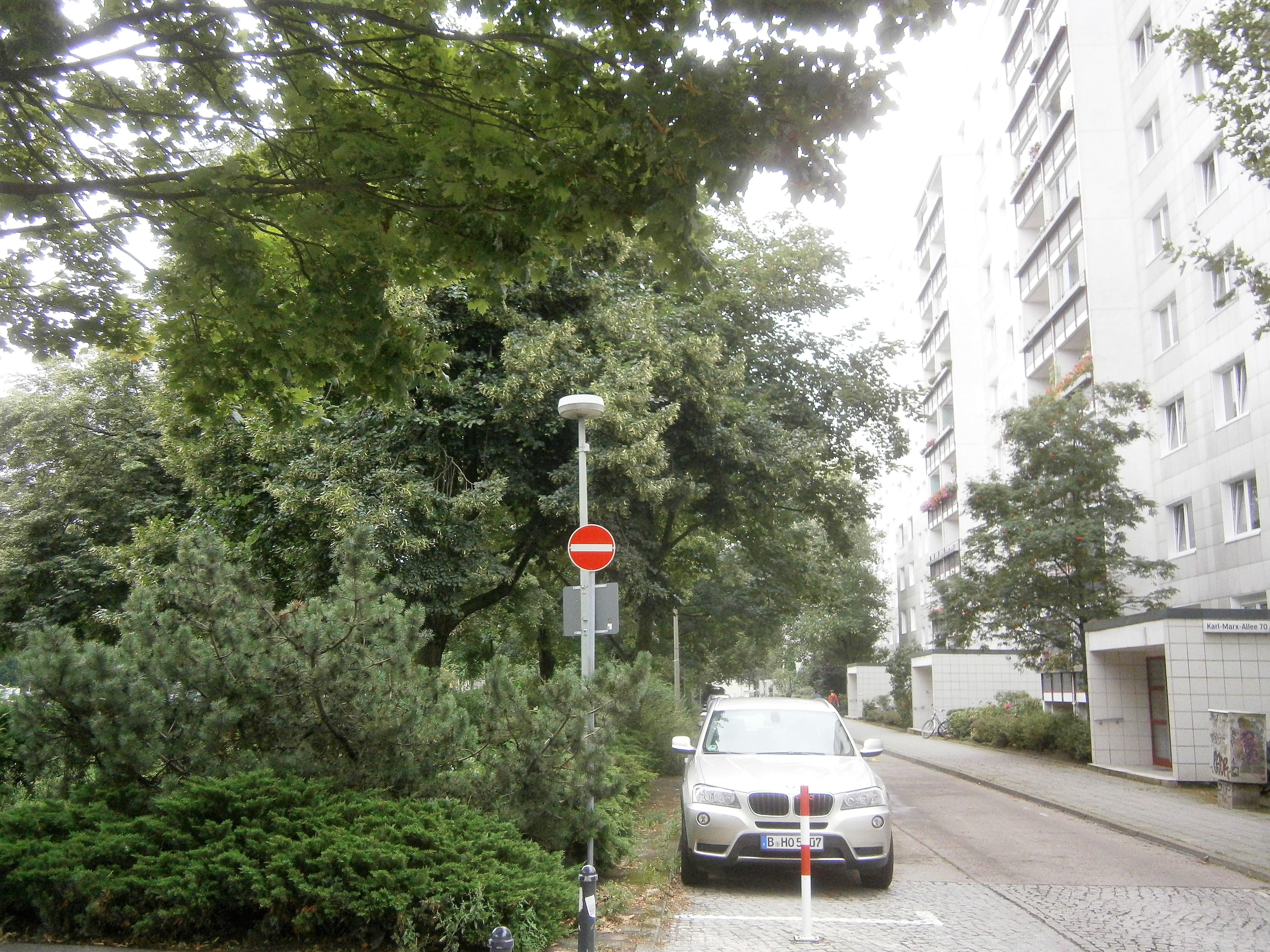
Grundstück Andreasstraße 45: Beginn der Wohnzeile Karl-Marx-Allee 70a-70i (erbaut auf dem Standort des Stalindenkmals)

- 1863 standen in der Andreasstraße 29–45 zwischen Grünem Weg und Großer Frankfurter Straße bereits die Wohnhäuser,[132] lediglich 30 (Bau-Unternehmung) und 33 (Zimmermeister) sind noch als Baustelle bezeichnet. Wobei die Eckhäuser zum Grünen Weg 61 beziehungsweise der Großen Frankfurter Straße 114 gehörig aufgenommen sind. In den 15 Wohnhäuser waren 144 Bewohner notiert.[133] Eigentümer der Grundstücke waren vier Witwen oder Erben, drei Fabrikanten, vier Bauunternehmer (Maurerpolier, Zimmermeister), zwei Kaufleute und je ein Schlosser, Tischler, Weber und der Gärtner George,[134] dessen Familie vormals größere Flächen in dieser Gegend gehörten.[135] In den folgenden Jahren kam es durch Hinterhäuser zur Verdichtung der Wohnbebauung und der gewerblichen Nutzung im Innenblock, wie der „Andreashof“, die Grundstücksfläche hinter den Häusern 36 und 37 oder den Innenhof zu Andreasstraße 40. Die Anzahl der Bewohner und der gewerblichen Mieter hat sich in 50 Jahren bis 1915 verdoppelt. Die Hauseigentümerstruktur hat sich auch geändert: Eigentümer der 17 Grundstücke sind viermal Erbengemeinschaften, fünf Rentier und Rentieren, zwei Kaufleute, ein Arzt und vier gaben Privatier an, lediglich für den Andreashof (32) war die Union, eine Baugesellschaft auf Actien, notiert.[136] Auf Andreasstraße 32 stand das Postamt 51.
- 29–36 (117014): Die Wohnzeile 29–36 liegt 10 m zurückgesetzt auf den ehemaligen Grundstücken Andreasstraße 31–41. Vor der Wohnzeile liegt zur Straße der Gehweg mit zwei Baumreihen. Die Hauseingänge befinden sich mit einer Zugangsstraße um den fortsetzenden Wohnblock entlang der Singerstraße. Der zehngeschossige QP64-Wohnblock[137] reicht in die Singerstraße 77–80 und wurde Ende der 1960er Jahre errichtet. Um Baufreiheit zu erreichen, erfolgte – wie in jener Zeit durchaus üblich – der Abriss von noch bewohnbaren, bis dahin unsanierten Alt-Restbauten 39–43, die den Krieg wenigstens teilweise überstanden, während die Grundstücke 29 bis 38 Totalschaden hatten und bereits in den 1950er Jahren beräumt waren. Dieser Wohnblock gehört zum Bestand der WBM (Wohnungsbaugesellschaft Berlin-Mitte mbH).
- 37 (117014): Der Kindergarten liegt hinter dem Wohnblock 29–36. Adressiert auch als Kita Andreasstraße, 10243 Berlin, Andreasstraße 37a.
- 32: Der „Andreashof“ war ein Fabrikkomplex und lag im Innenblock des repräsentativen Vorderhauses Andreasstraße 32. Er stand für die Gewerbelandschaft des Andreasviertels mit Klein- und Mittelfirmen und der Hinterhofindustrie. Eigentümer war die Kanold AG mit ihrer Produktion von Zuckerwaren und Sahnebonbons. Auf dem Firmengelände befanden sich die Flügel- und Pianofabrik Seeling & Co., die Dampfbrotfabrik (Mazze) von Wilhelma M. Herzog und die Mechanische Strickerei Lazarus & Bieweg. Die Produktion des Fabrikanten Otto Melzow von Treibriemen unterschiedlicher Materialien, die beispielsweise für die zunehmende Zahl von Automobilen nötig wurde, erfolgte hier.[138] Der Andreashof war in der weiteren Umgebung mit 8434 m² der größte Gewerbehof. Es gab Büro- und Lagerräume, Handwerksbetrieb und kleinere Handelsunternehmen hier.[139]
- 43, 44, 45: Auf dem ehemaligen Grundstück Andreasstraße 44 und 43 beginnt nach Osten die zurückgesetzte QP 64-Häuserzeile Karl-Marx-Allee 70a–70i.[140] Dieser Wohnblock wurde auf der zwischenzeitlich begrünten Brachfläche westlich von „Stalinallee Block C Süd“ errichtet. Hier befand sich vor dem „Kulturhaus Friedrichshain“ bis November 1961 das Stalindenkmal, diesem gegenüber stand bis 1972 der „Zentrale Klub der Jugend und Sportler“ (1951 erbaut als Deutsche Sporthalle). Das Grundstück Andreasstraße 45/ Große Frankfurter Straße 114 ist in der Grünfläche vor dieser Häuserzeile aufgegangen. Bis weit in die 1960er Jahre standen noch die teils kriegsbeschädigten Altbauten auf den Grundstücken Andreasstraße 39–43 die erst nach 1970 abgerissen wurden.[141][142]

## Westliche Straßenseite: Nummern 46–79

### Von Karl-Marx-Allee und Blumenstraße zur Singerstraße

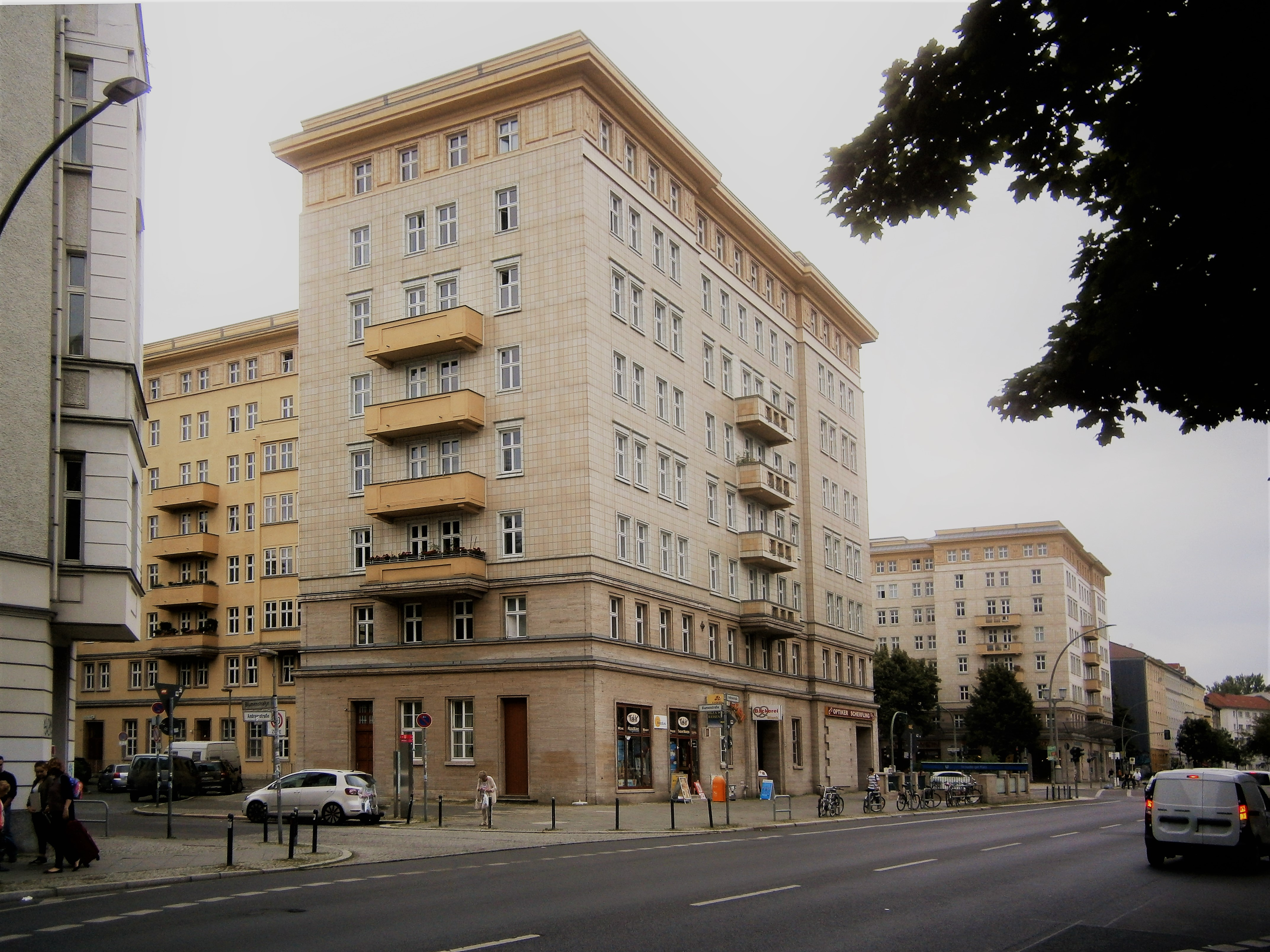
Der erste Neubau: Andreasstraße 46

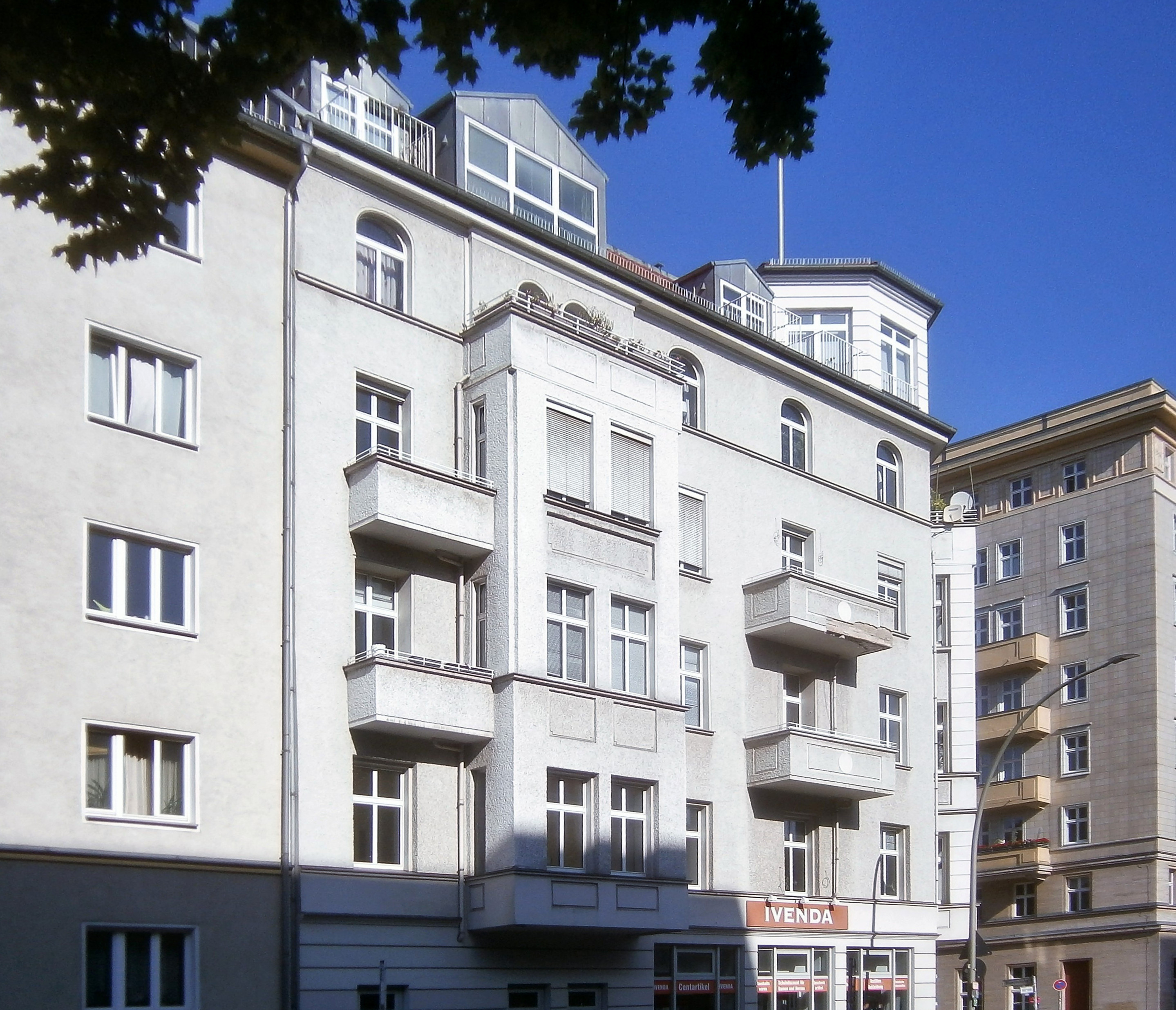
Altbau der den Krieg überstand: Andreas-/ Ecke Blumenstraße

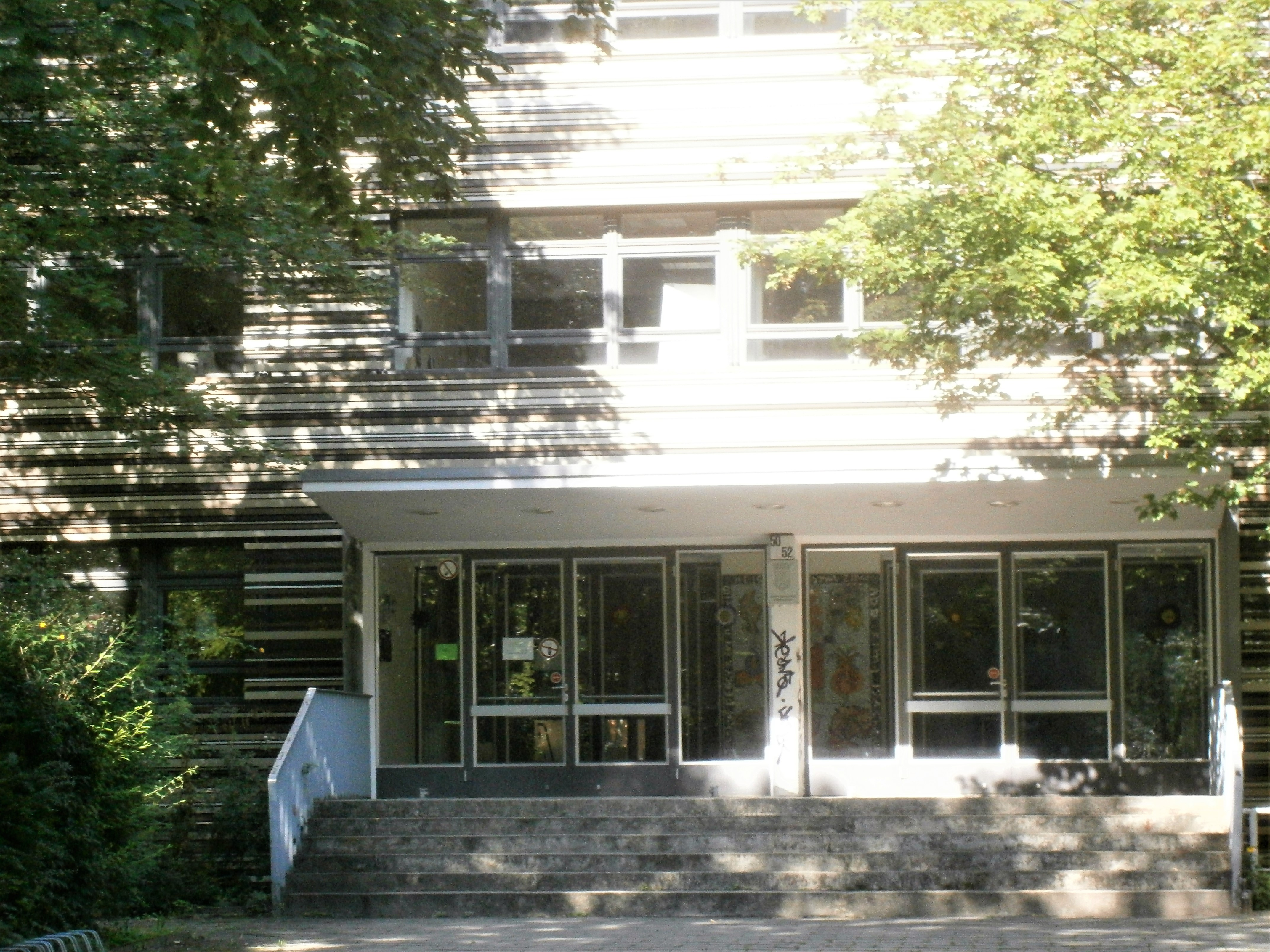
Blumen-Grundschule (Andreasstraße 52)

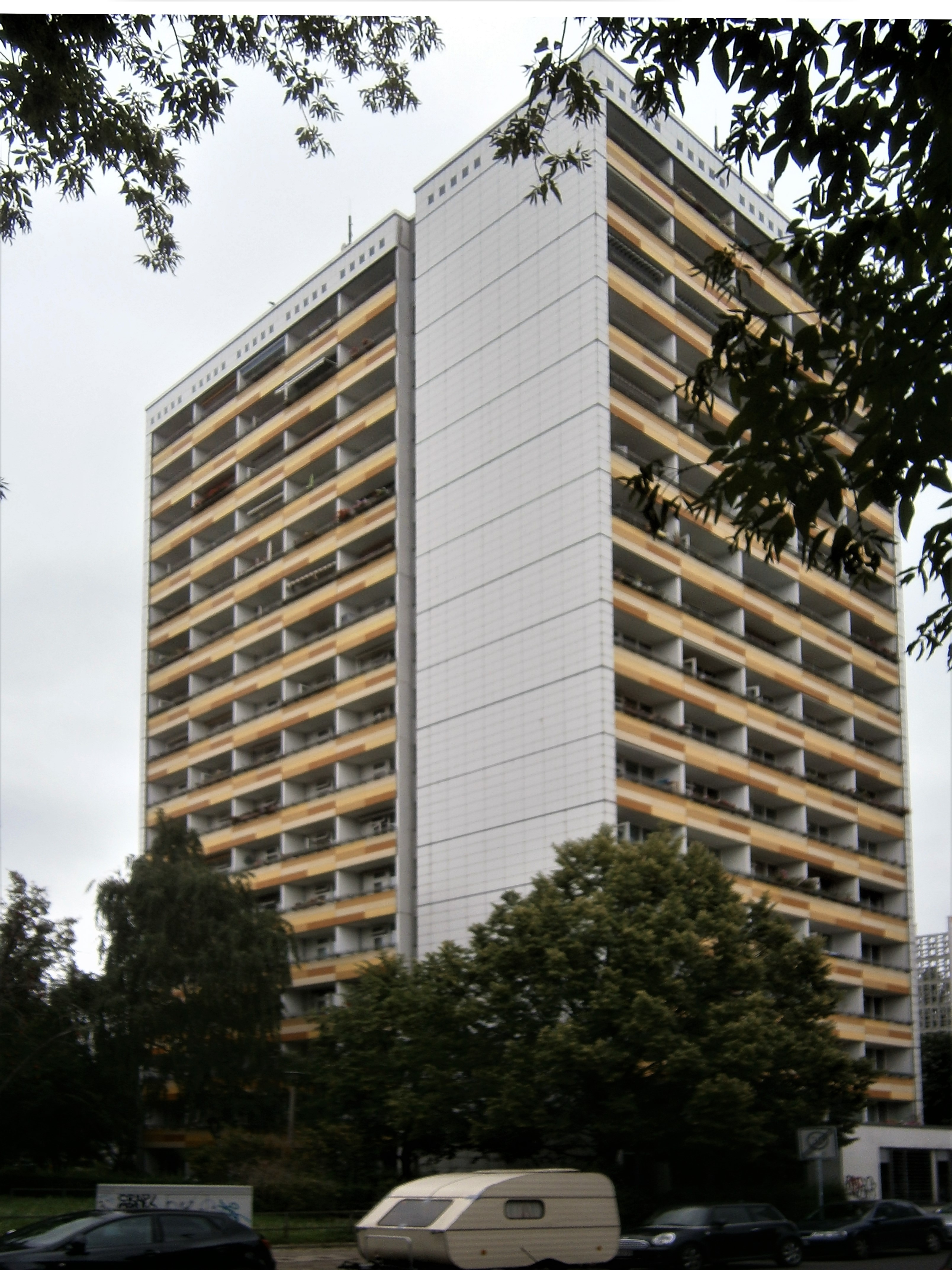
Seniorenwohnhaus NW-Ecke Andreas-/ Singerstraße

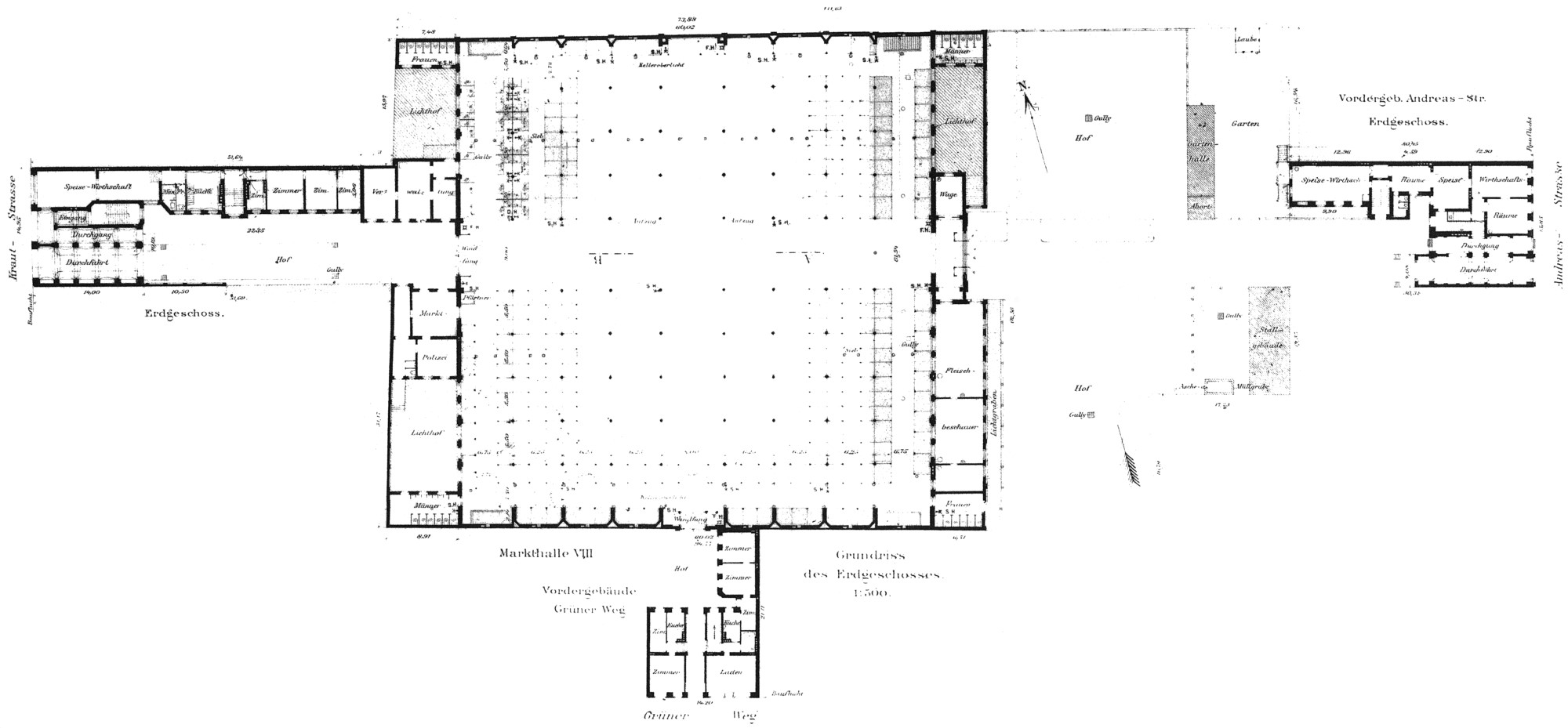
Grundriss der Markthalle VIII

- 46 (117003): Das Grundstück 46 war zur Großen Frankfurter Straße 112 gehörig[143] und entsprach Blumenstraße 42 (später: 50). Solange die Andreasstraße noch unbenannt war, wurde für das nicht bebaute Grundstück Große Frankfurter Straße 113 „Durchbruch zur Blumenstraße“, danach „Durchbruch zur Andreasstraße“ angegeben. In den 1860er Jahren gehörte das Wohnhaus mit 15 Mietern[144] dem Fabrikanten Menthé. 1875 ist die Witwe Sprung Eigentümerin, sie ließ an der Andreasstraße die Nummer 46 als Wohnhaus bauen.[145] 1890 besaßen Thierarzt und Sekretärin Menthé das Mietshaus und die anstoßenden Grundstücke.[146] 1900 wurde ein Neubau errichtet. Architekt war der Maurermeister R. Rudolph (II. Etage), Auftraggeber war Kaufmann Max Mannheim und Eigentümer des Warenhauses wurde die „Hamburger Engros Lager A. Jandorf & Co.“, geführt wurde es von Kaufmann Fritz Krüger (Warschauer Straße 7). Eröffnet wurde 1900 das Kaufhaus auf dem 950 m² großen Grundstück 46 zwischen Großer Frankfurter und Blumenstraße[147][148] und von A. Jandorf („Das Kaufhaus des Kleinen Mannes“[139]) mit vier Verkaufsetagen und einem fünften Verwaltungsgeschoss betrieben.[149] 1926 kaufte Hermann Tietz dieses und ließ die Fassade im Stil der 1920er Jahre vereinfachen. Das Union-Warenhaus (Vereinigte Kaufstätten GmbH) wurde Ende der 1930er Jahre arisiert und bei den alliierten Luftangriffen 1944 schwer zerstört, nach Kriegsende für Neubauten abgetragen. Das Haus Nummer 46, zusammen mit den benachbarten Gebäuden vom Architektenkollektiv Egon Hartmann 1952 als einer der ersten Neubauten des Blocks B Süd der Stalinallee[150] erbaut, steht das achtgeschossige Wohnhaus mit Ladengeschäften im Erdgeschoss unter Denkmalschutz.[151]
- 46a (Blumenstraße 49, 117006): Das südliche Eckhaus der Andreasstraße (zeitweise als 46a geführt[152]) zur Blumenstraße ist im Zweiten Weltkrieg nahezu erhalten geblieben, obwohl die gesamte Umgegend „nicht wiederaufbaufähig“ zerstört wurde.[153] Das Eckhaus (Geschossfläche: 340 m²) wurde auf dem Grundstück von Gärtner H. Grunow errichtet, der wenigstens seit 1836 hier im Gartenland ansässig war.[154] Anzumerken ist, dass die über die Andreasstraße liegenden Grundstücke 39a, 39b, 40, 40a, 41 ab 1863 als Andreasstraße 41–44 adressiert wurden. Das Grunowsche Haus auf Blumenstraße 39 kam an die Ecke Andreasstraße[155] und dafür wurden etwa zehn Mieter genannt.[156] Zum Eckgrundstück Blumenstraße war auch Andreasstraße 47 zugehörig.[157] Im Haus befand sich durchgehend eine Gastwirtschaft. Mit dem Tod der Witwe Grunow kauft der Fabrikant Caspari das Haus 1889 vom Schlosser O. Grunow. Als Rentier verkauft Sigismund Caspari 1898 an den Baumeister Reinhold Rudolph, der das Haus neu erbaute.[158] Das Haus 49[159] bleibt bis zum Kriegsende 1945 im Besitz der Familie Rudolph.[160] Das Wohngebäude in dem auch gewerbliche Nutzer (Rechtsanwälte, Getränkeservice, Personalservice Ivenda bei Mobidat, Global Travel und Business Service, Post-Verkaufspunkt, Architekten) tätig sind, wurde in seiner alten Gestalt (als Eckhaus mit Ladengeschäften und Turmaufsatz an der Ecke) schon um 1950 wieder hergerichtet.[161]
- 47–51 (117006): Die Vorkriegsbauten wurden durch 1950er Nachkriegsbauten ersetzt.[162] Lediglich das Haus 49 blieb mit den dahinter liegenden Gewerbebauten im Innenblock[163] in der Tiefe von Krautstraße 52[164] und Blumenstraße 45[165] nach den Kriegsschäden wiederaufbaufähig. Es unterscheidet sich so in der Fassade und Dachform von den benachbarten Wohnhäusern 47/48 und 50/51, die Ende der 1950er Jahre auf beräumten Trümmerflächen entstanden. Mit der Namensvergabe Andreasstraße waren bereits Wohnhäuser auf Nummer 48–50 vorhanden. Dagegen gehörte 47 mit seinem anderen Grundstücksschnitt[166] laut Adressbuch noch zum Grunowschen Blumenstraße 39, erst 1880 wurde (wohl) ein Zehn-Parteien-Mietshaus errichtet. Erstmals im Adressbuch mit Mietern aufgeführt ist der Verwalter Baumeister Rösler.[167] Ab 1885 verwaltet der Schlosser Otto Grunow, der in der I. Etage wohnte, bevor Ende der 1880er Jahre der Fabrikant das Gebäude selbst übernahm. Alle fünf Wohnhäuser waren fünfgeschossig und von 10 bis 15 Mietparteien bewohnt. Es folgten jedoch Aus- oder Umbauten, so bewohnen 1935 das Haus 47 noch 15 und 48–51 von 20–24 Mietparteien. Im Gegensatz zu Grundstück 47 mit seinen 20 × 20 m² Fläche, hatten die weiteren Grundstücke 48–57 eine Tiefe von 35 m und waren mit Seitenflügel und auch mit Quergebäuden bebaut worden.
- 52 (117006): Die 36. Grundschule (Blumengrundschule,[168] vorher Georgy-Beregowoy-Oberschule)[169] ist mit Andreasstraße 52 adressiert. Das Schulgebäude steht von der Straße 50 m versetzt, ein weiteres Gebäude (Schultypenbau) steht mit der ehemaligen Förderschule an der Singerstraße 87 (Bernhard-Rose-Schule,[170] vorher: 7. POS Alex-Wedding-Schule).[171] Das Schulgelände Andreasstraße nimmt den (abgesehen vom Seniorenwohnhaus) gesamten Bereich zwischen Andreasstraße und Krautstraße (200 m) in einer Tiefe von 120 m von der Singerstraße ein. Hinzu kommt eine Grün- und Spielfläche in einer Breite von 50 m bis an die Blumenstraße. An der Krautstraße gehören drei Sporthallen und dazwischen Tennis- und Sportplätze dazu. Dieses Schul- und Sportzentrum entstand seit 1965/1966 mit der Alex-Wedding-Oberschule (an der Singerstraße) auf der freigeräumten Fläche der zerstörten Wohnhäuser Grundstücke Andreasstraße 52–59, Singerstraße 83–93 und Krautstraße 45–50, sowie der im Innenblock liegenden 36./48. Volksschule und der Markthalle VIII. Einzelne noch bestehende wiederaufbaufähige Gebäudeteile, insbesondere von der Markthalle wurden Anfang der 1960er Jahre entsprechend der Neuplanung um 1960 abgerissen um die Baufreiheit zu erreichen.

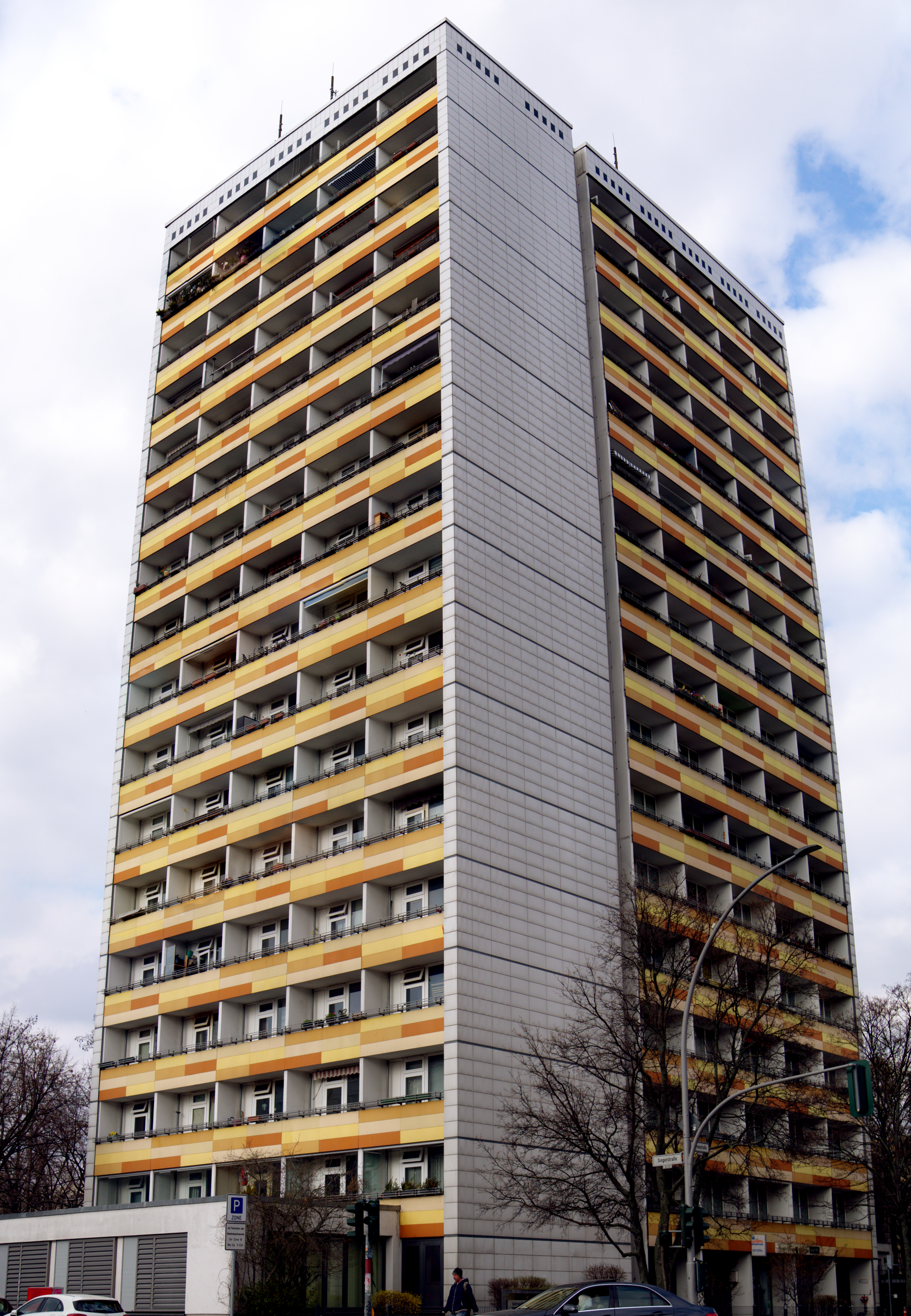
Seniorenhochhaus Singer-/ Andreasstraße

- Seniorenhochhaus Singer-/ Andreasstraße(52–54): Die 12. und 64. Gemeindeschule (später: 36. und 48. Volksschule) lag hinter den Grundstücken 52–54 im Innenblock. Der Zugang zur Schule erfolgte über die Krautstraße 49. Die Breite des Schulgrundstücks entsprach der Straßenfront der drei Wohnhäuser und grenzte südlich an die Markthalle. Die davor liegenden und im Krieg zerstörten Wohnhäuser 52–54 besaßen im Zustand der 1940er Jahre Seitenflügel und boten so 20 Mietparteien Platz. Als die Häuser vor 1863 errichtet waren, wohnten je sechs bis zehn Mieter darin. Das galt auch für die vor der Markthalle stehende Andreasstraße 55.
- Markthalle (vormals auf 56): Von der Andreasstraße 56, dem Grünen Weg 96 und der Krautstraße 48a war die im Innenblock liegende Markthalle VIII zu erreichen. Zuvor bestand der Wochenmarkt auf dem Andreasplatz zur Versorgung der Bewohner. Sie war nach Plänen von Hermann Blankenstein mit 1671 m Verkaufsfläche erbaut und am 1. Mai 1888 eröffnet worden. Die Andreas-Markthalle (Städtische Markthalle VIII) war als Versorgungseinrichtung des Stadtviertels eingerichtet worden. Sie blieb in der Arbeiter- und Industrieumgebung gut ausgelastet, 1938 waren es 75 %, Konkurrenz bot das Warenhaus Jandorf Ecke Große Frankfurter Straße, dass 1926 von Hertie übernommen worden war.[139] Sie wurde 1944 und 1945 durch Kriegseinwirkungen zerstört und ist für die Neubebauung abgetragen worden.[172] Das Eingangsgebäude Andreasstraße 56 gehörte zur Markthalle, 1863 gehörte das Grundstück dem Zimmermeister Heinel und war von einem Restaurateur genutzt. 1885 ist als Eigentümer ein Rittergutsbesitzer eingetragen und die Nutzung erfolgte vorrangig gewerblich. 1890 ist der Magistrat Eigentümer und neben der Markthalle VIII wurden im Adressbuch auch 15 Mieter eingetragen. 1887 im Eigentum des Magistrats war ein Gastwirt Verwalter, mit der Fertigstellung der Markthalle ein Inspektor. Die Markthalle besaß eine überdachte Grundfläche von 4500 m². Die Markthalle war durch Kriegseinwirkungen zwar beschädigt, wäre jedoch wiederaufbaufähig gewesen.[173] Noch 1953 stand das Gebäude auch mit den Zugängen von der Krautstraße, dem Grünen Weg (→ Singerstraße) und der Andreasstraße. Auch die Gebäude zur Ecke der Andreas-/ Singerstraße waren noch nahezu erhalten und um 1960 noch nicht in die Pläne zur Neubebauung einbezogen. Jedoch wurden die restlichen Ruinen und Gebäude bis 1966 frei geräumt, weshalb die noch vorhandenen Teile der Markthalle abgerissen waren.

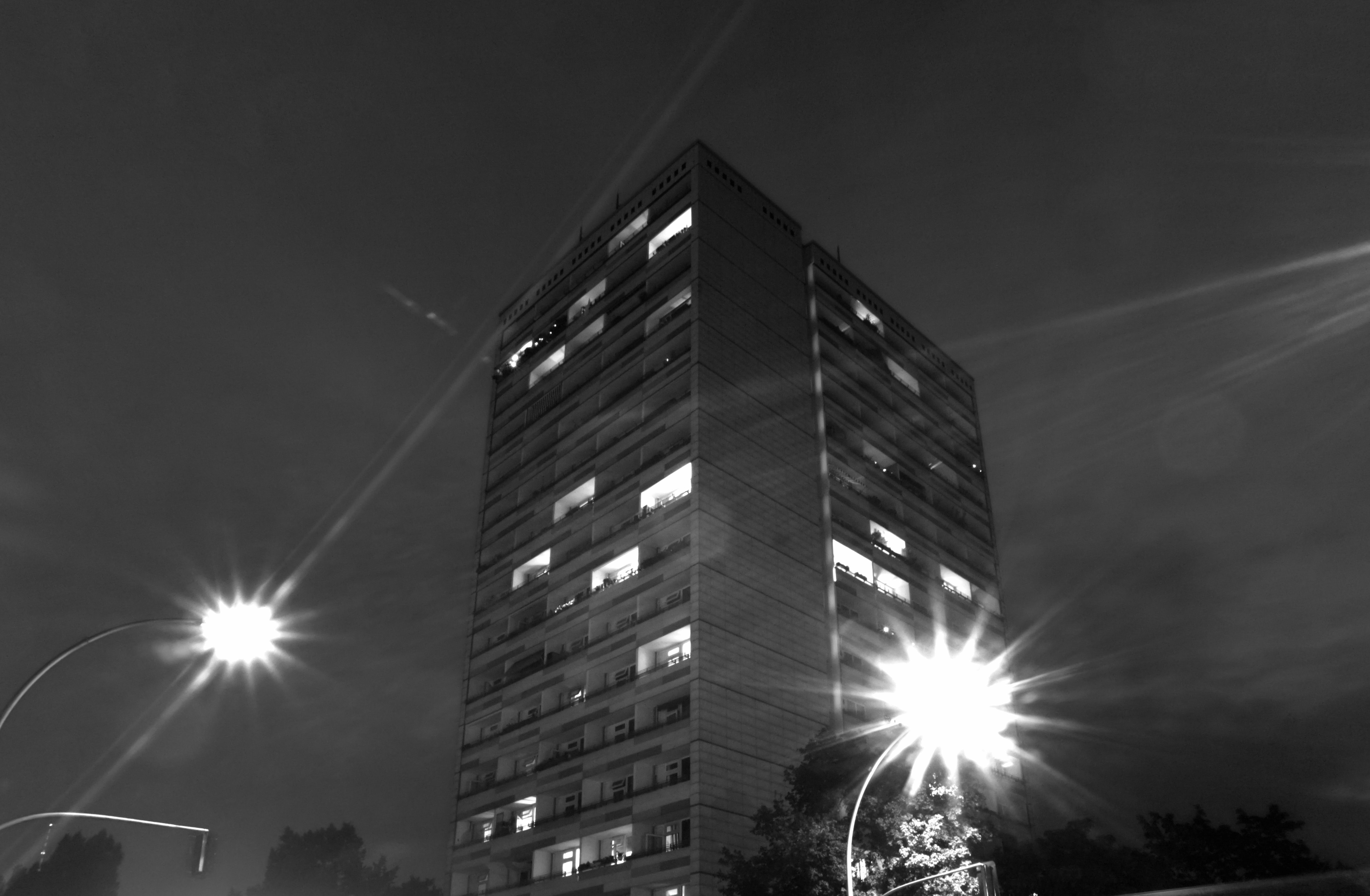
Seniorenwohnhaus NW-Ecke Andreas-/ Singerstraße

- Seniorenwohnhaus NW-Ecke Andreas-/ Singerstraße Seniorenwohnhochhaus (Grundstück 57, 58, seit dem Bau um 1970 Singerstraße 83): Auf den Grundstücken 57, 58 und 59 der Andreasstraße und Grüner Weg 91 wurde um 1968/1969 das 18-geschossige Wohnhochhaus[119] Singerstraße 83 errichtet, diagonal gegenüber von Andreasstraße 22. Nach der Sanierung und Instandsetzung durch die Wohnungsbaugesellschaft Berlin-Mitte mbH (WBM) Mitte der 2000er Jahre wird es als Seniorenwohnhaus[174] mit Begegnungsstätte genutzt. Auf dem Grundstück 59 stand vor der Kriegszerstörung ein Wohneckhaus, angrenzend an den Grünen Weg 91 am Nordrand des Andreasplatzes. Das Adressbuch weist für diese Ecke auf 57 eine Wohnbebauung für Maurermeister Ratschek aus, auf Nummer 58 und 59 erfolgte die Wohnbebauung bis 1870 mit Mietshäusern. Das fünfgeschossige Eckhaus 59 hat zehn Mieter und das Eckgrundstück hat auch zu beiden angrenzenden Straßen nur 20 m Straßenfront. Dennoch sind 1939 für diese drei Wohnhäuser jeweils mehr als 20 (bis 24) Mieter aufgenommen, Die drei Wohnhäuser waren bei den Luftangriffen weniger beschädigt worden. Die verbliebenen Hausreste wurden jedoch zu Beginn der 1960er Jahre abgerissen, so entstand eine 80 m breite Fläche an der Singerstraße entlang, die für den Schulbau (jetzige 36. Grundschule, damals Alex-Wedding-Oberschule) Singerstraße 87 genutzt wurde. Diesem folgte Anfang der 1970er Jahre (Georgy-Beregowoy-Oberschule) der Schulbau Andreasstraße 52.

### Singerstraße bis Lange Straße
- 59 (ehemals Andreasplatz, auch Singerstraße 29): Unter der Adresse Singerstraße 29 wurde auf dem nicht mehr ausgeführten Andreasplatz um 1965 eine DDR-Kaufhalle[175] errichtet. Diese Kaufhalle wurde zu Beginn der 1960er Jahre mit den Neubauten der Singerstraße eröffnet. Nach der politischen Wende wurde sie als Kaiser’s-Supermarkt weiterhin betrieben und um 2005 umgebaut und erweitert, adressiert mit Andreasstraße 59.[176][177] Bei der Auflösung dieses Handelsunternehmens[178] kam sie zum Handelsunternehmen Edeka als „Edeka Andreasstraße“.[179] Die Supermarkt-Adresse Andreasstraße 59 war frei geworden, weil die gegenüberliegende an der Nordwestecke der Kreuzung liegende Nummer 59 durch die Singerstraße 83 für den Eckbau ersetzt wurde. Der amtliche Eintrag lautet jedoch weiterhin Singerstraße 29.[180]
- 60a–63 (117009): Die Q3A-Bauten wurden Ende der 1950er Jahre als fünfgeschossiger Wohnblock entlang der Straße errichtet. Dabei steht 60a auf dem vormaligen Straßenland der Kleinen Andreasstraße. Diese an die erhaltenen südlicheren Altbauten 64–66 anschließende Wohnhauszeile steht parallel zu den drei (Nachkriegs-Platten-)Wohnzeilen des gleichen Typs der Kleinen Andreasstraße. Mit der 1960er Planung wurde das Straßenland der letzteren um Hausbreite nach Norden verschoben und dort neu angelegt. Somit endet die Kleine Andreasstraße in ihrer auf dem Südteil des ehemaligen Andreasplatzes, derzeit Parkplatz des Supermarkts. Diese insgesamt vier Wohnzeilen wurden um 2000 von der Wohnungsbaugesellschaft (WBM) saniert und in der Fassade aufgewertet.[181]
- Concordia-Festsäle (64): Die „Concordia Festsäle“ lagen bis zur Zerstörung im Krieg im zweiten Hof der Andreasstraße 64, jeweils in der Breite der Mietshäuser Andreasstraße 62–64, Kleine Andreasstraße 4–8 und Krautstraße 38–39 auf einer Grundstücksfläche von 4085 m² und bebauten von 2100 m². Der Zugang war sowohl von der Andreasstraße als auch der Krautstraße 38 möglich. In den Sälen fanden Versammlungen der Arbeiterbewegung statt, beispielsweise 1892 der SPD-Parteitag mit dem SPD-Politiker Paul-Singer. Der Name der Säle ist bezogen auf die Bäckerinnung „Concordia“, die seit 1891 hier den Sitz hatte und bis 1951 bestand.[182] Die Concordia-Säle wurden 1918 in einem Saal durch die „Concordia Lichtspiel-Palast“ umgebaut und wie andere Berliner Festsäle für Filmvorführungen genutzt. Die „Schauburg“ mit 1400 Plätzen wurde von 1918 bis 1922 betrieben. Nach den Inflationsjahren und einem Besitzerwechsel besaß der „Concordia-Palast“ 1234 Plätze und um 1930 erfolgten Tonfilmvorführungen.[183] Im Krieg war das gesamte Karree bis auf Randgebäude total zerstört. Deshalb wurde die Fläche (außer Haus 64 und 66, sowie Andreasplatz) entlang der Andreasstraße bis an die Krautstraße einschließlich der Saalruine 1953 von Trümmern beräumt. Nach den Planungen um 1960 wurden auf der Fläche die drei Wohnzeilen der (neu gezogenen) Kleinen Andreasstraße sowie die der Andreasstraße 60a–63 mit Bürgerunterstützung im NAW errichtet.
- Auf den Grundstücken 64–66 stehen sanierte Altbauten, die die Ereignisse des Zweiten Weltkriegs wiederaufbaufähig überstanden hatten und nicht abgerissen wurden. Die Grundstücke 60–68 waren 1863 noch als Baustellen vermerkt. Lediglich das Eckhaus 69 an der Lange Straße eines Maurermeister (übernommen vom Tischler Theuert) existierte bereits von zwölf Mietern bewohnt.[184] Die Bebauung erfolgte in den folgenden Jahren.[185] Die vom Magistrat Mitte der 1860er Jahre übernommenen Grundstücke Andreasstraße 67 und 68 sowie Lange Straße 81/82 wurden wieder angegeben und waren 1872 bebaut worden. Das Zehnparteien-Wohnhaus 67 kam an die Kaufleute K. & A. Friedeberg (Spittelmarkt 8/9) und stand 1880 unter Administration. Haus 68 mit 15 Parteien war 1875 im Eigentum von Bürgermeister Bullrich aus Charlottenburg und 1880 von Hauptmann a. D. Lutter. Beide wurden Häuser auch gewerblich genutzt, in 68 mit einer Restauration. 1875 war 62–64 mit einer Nutzholzhandlung im Eigentum der Deutschen Eisenbahn-Baugesellschaft notiert und kam 1884 an die Seehandlung. Letztlich wurden diese drei Grundstücke 1887 mit Mietshäusern von Baumeistern bebaut.[186] Damit war zwischen Andreasplatz und Lange Straße die Straßenfront geschlossen. Die Grundstücke 62 und 63 reichten 65 m in die Tiefe, 64 war zudem mit den Sälen im Innenblock verbunden. Die Grundstücke 60 und 61 stießen an Grüner Weg 11 und Andreasstraße 65–67 waren 30 m tief durch die Lange Straße 84 begrenzt. Das Eckgrundstück Lange/Andreasstraße war zur Kreuzung abgeschrägt besaß 800 m² davon 700 m² bebaut und mit Seitenflügel von Andreasstraße 68 einen engen Hinterhof. 1940 besaß die Andreasstraße zwischen Andreasplatz und Langestraße ihre geschlossene fünfgeschossige Häuserfront.[187]
  - 64 (117009): Der Altbau von 1887 war im Krieg im Vorderhaus erhalten geblieben, sodass die Instandsetzung zur Bewohnbarkeit in den 1950er Jahren erfolgte. Der Sanierungsstau wurde um 2000 mit dem Einbau eines Lifts, Anbau von Balkon und dem Ausbau des Dachgeschosses mit Kernsanierung am Gebäude aufgelöst. Die Wohnungen haben das Schlafzimmer zum Innenhof und Garten und das Wohnzimmer zur Straße.[188]
  - 65 (117009): Erbaut wurde der Altbau im Jahr 1872, beim Wiederaufbau in den 1950er Jahren wurde das Vorderhaus mit der alten Fassade erhalten und (wohl) in den 1990er Jahren saniert.
  - 66 (117009): Das Wohn- und Geschäftshaus wurde 1872 erbaut, es besitzt eine Stuckfassade. Es blieb im Krieg nahezu unbeschädigt und wurde instand gesetzt und nach der Wende saniert. Die Trattoria im Haus „öffnete 2015 in dieser gastronomisch ‚unterbelichteten Ecke‘ von Friedrichshain.“
- (67/68): Im Eckhaus Andreasstraße 68 / Langestraße befand sich in den 1910er Jahren in einem 20-Parteien-Wohnhaus das Fotoatelier von P. Höfer.[189] 1920 wohnte Jakob Wedel im I. Geschoss, der eine Pferdehandlung in der Koppenstraße betrieb. Die Ruine des Mietshauses war bereits um 1950 beräumt gewesen. Ebenfalls die Ruine vom Wohnhaus 67. An der Ecke auf 68 befindet sich eine Sitzecke. Über 67 führt die Ausfahrt von den Parkflächen hinter dem Wohnblock der Lange Straße. Anfangs ebenfalls als Kleine Andreasstraße geführt[190] und führte somit an die Südenden der drei Wohnblöcke. Ansonsten ist die Reihe von Garagen zu nennen, die von Grundstück 67 L-förmig um 65 und 66 an das Quergebäude zum Wohnhaus 65 anschließt.

Andreasstraße zwischen Singer- und Langestraße 2017
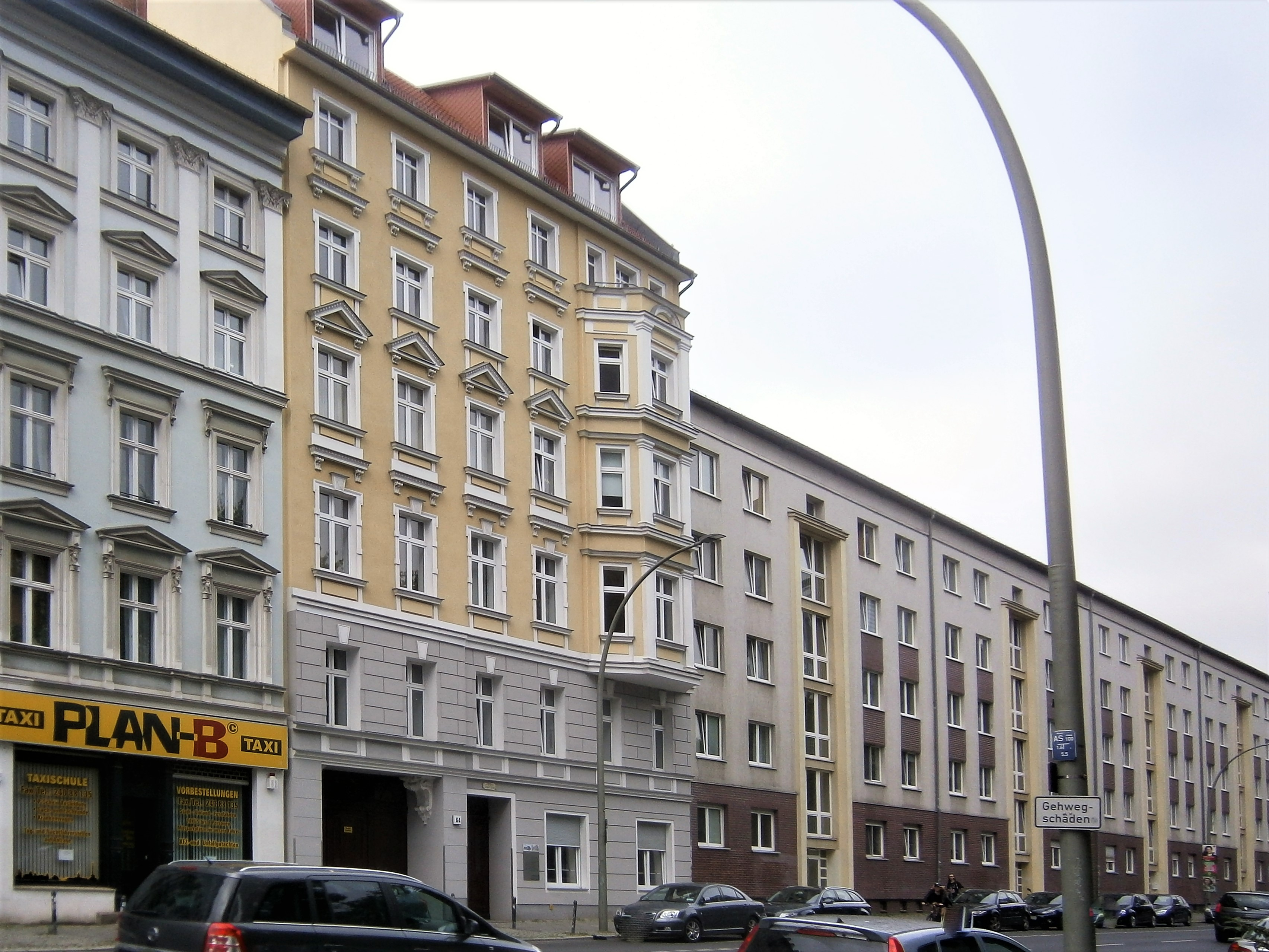
Straßenfront Westseite
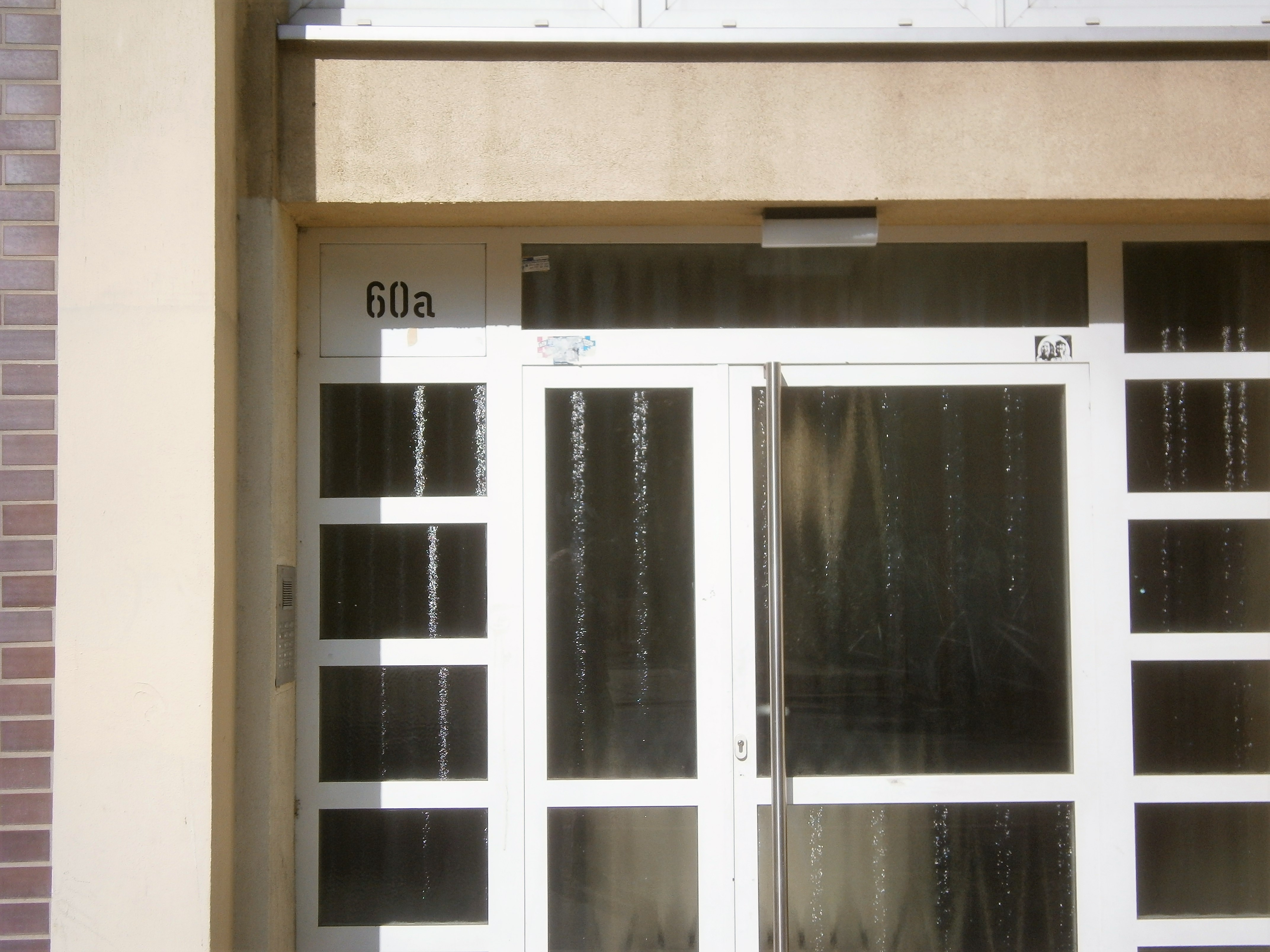
Hauseingang 60a
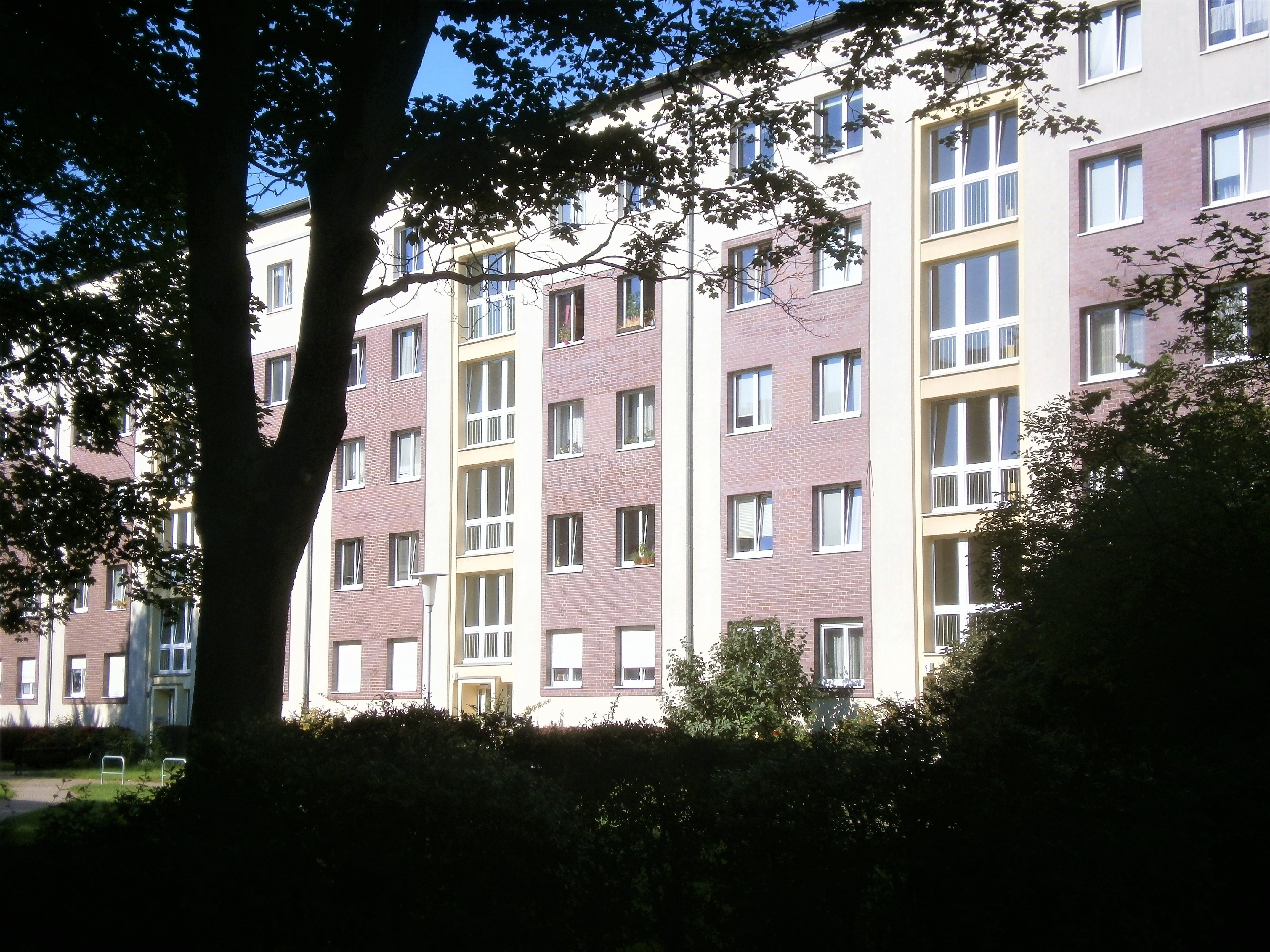
Wohnblock 60a–63
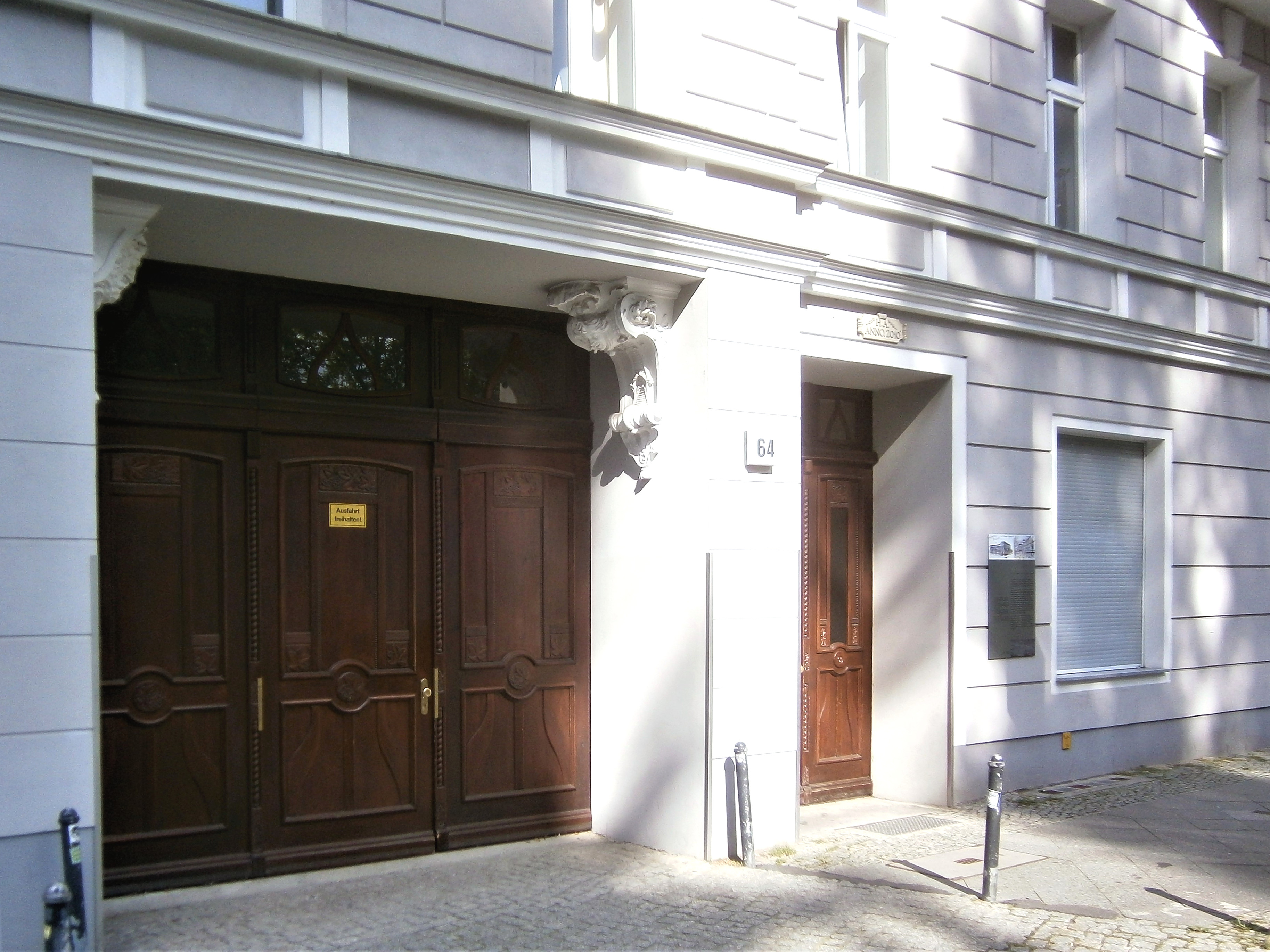
Eingang 64
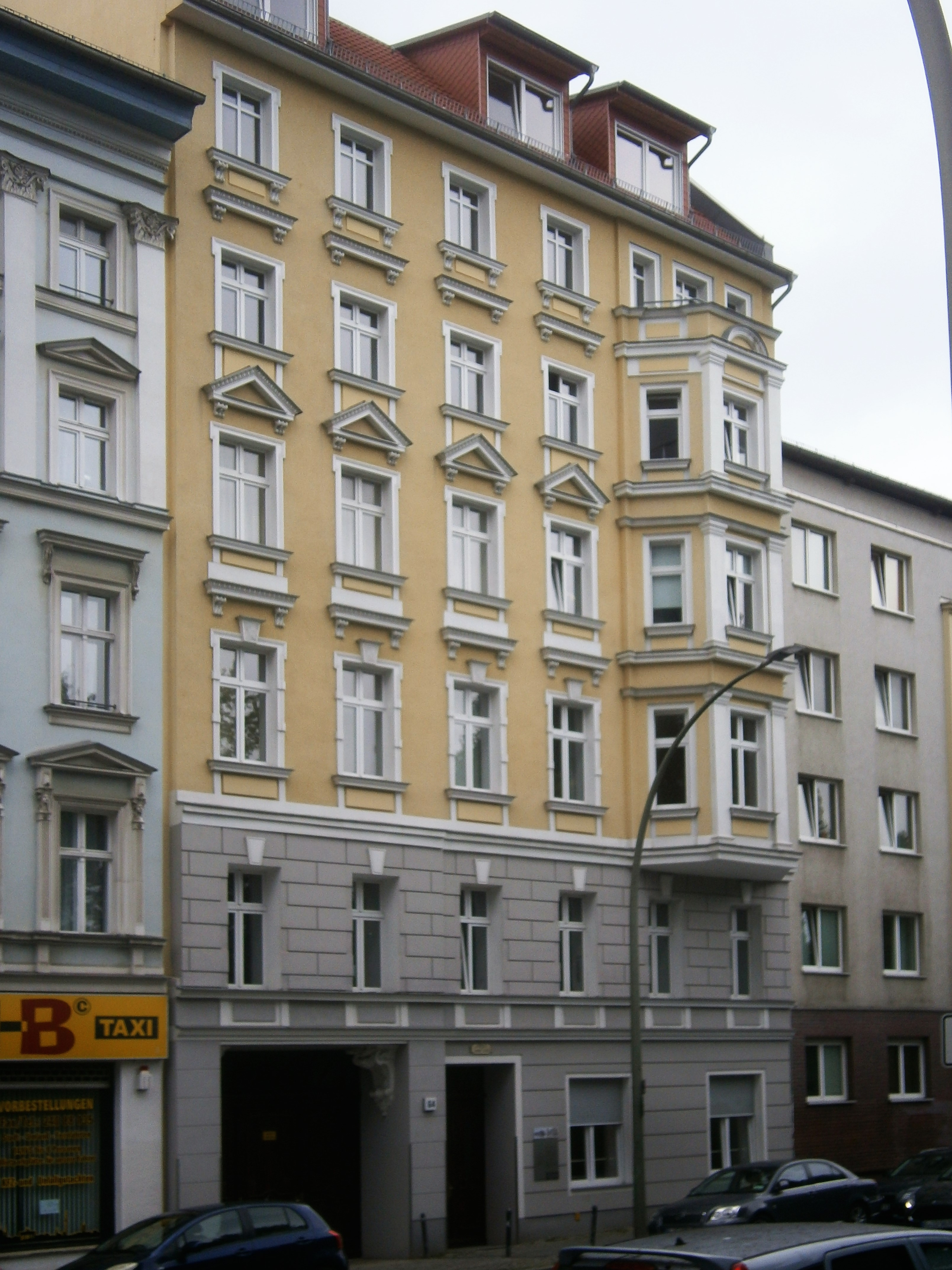
Fassade 64
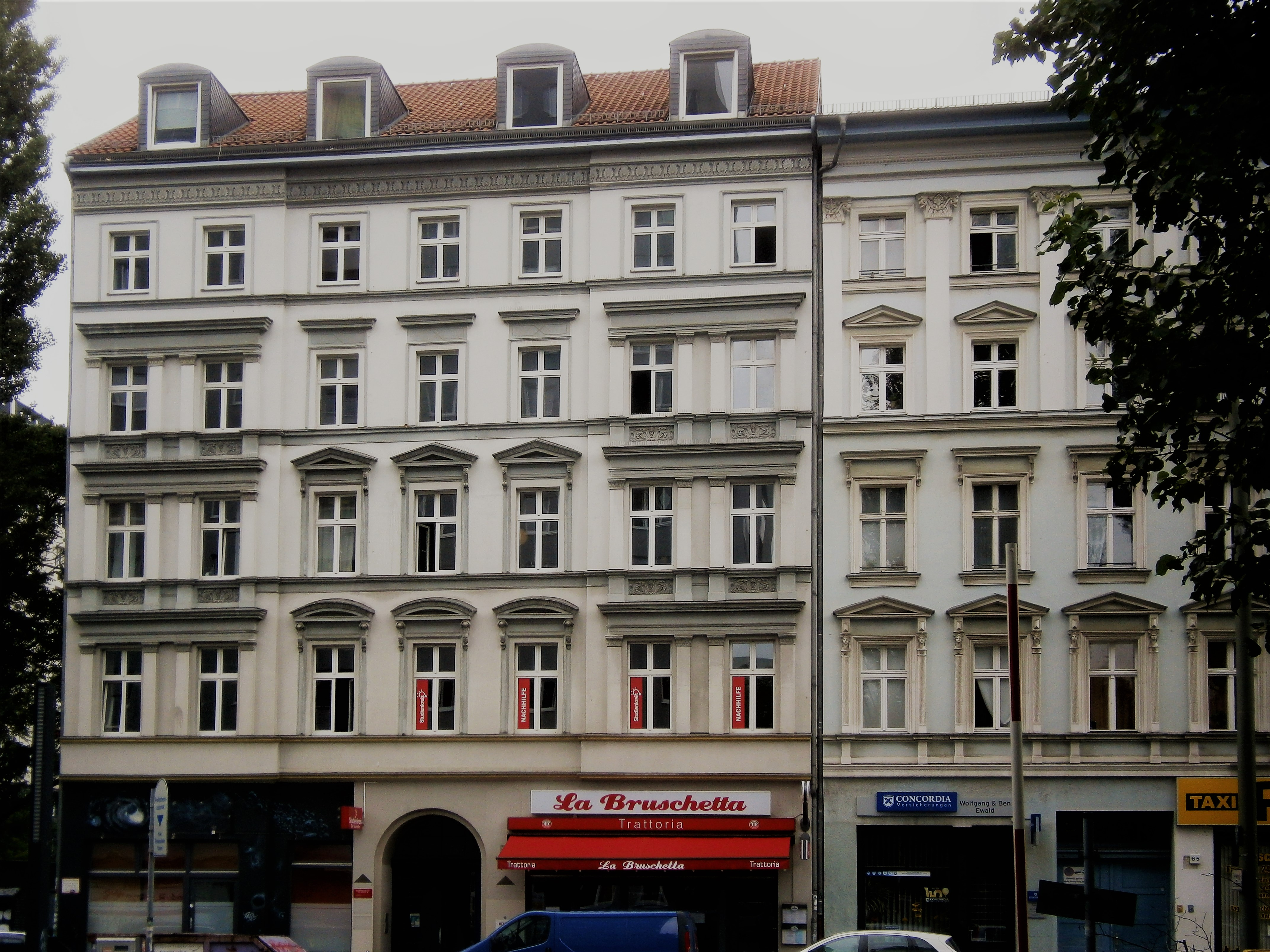
Wohnhaus 66
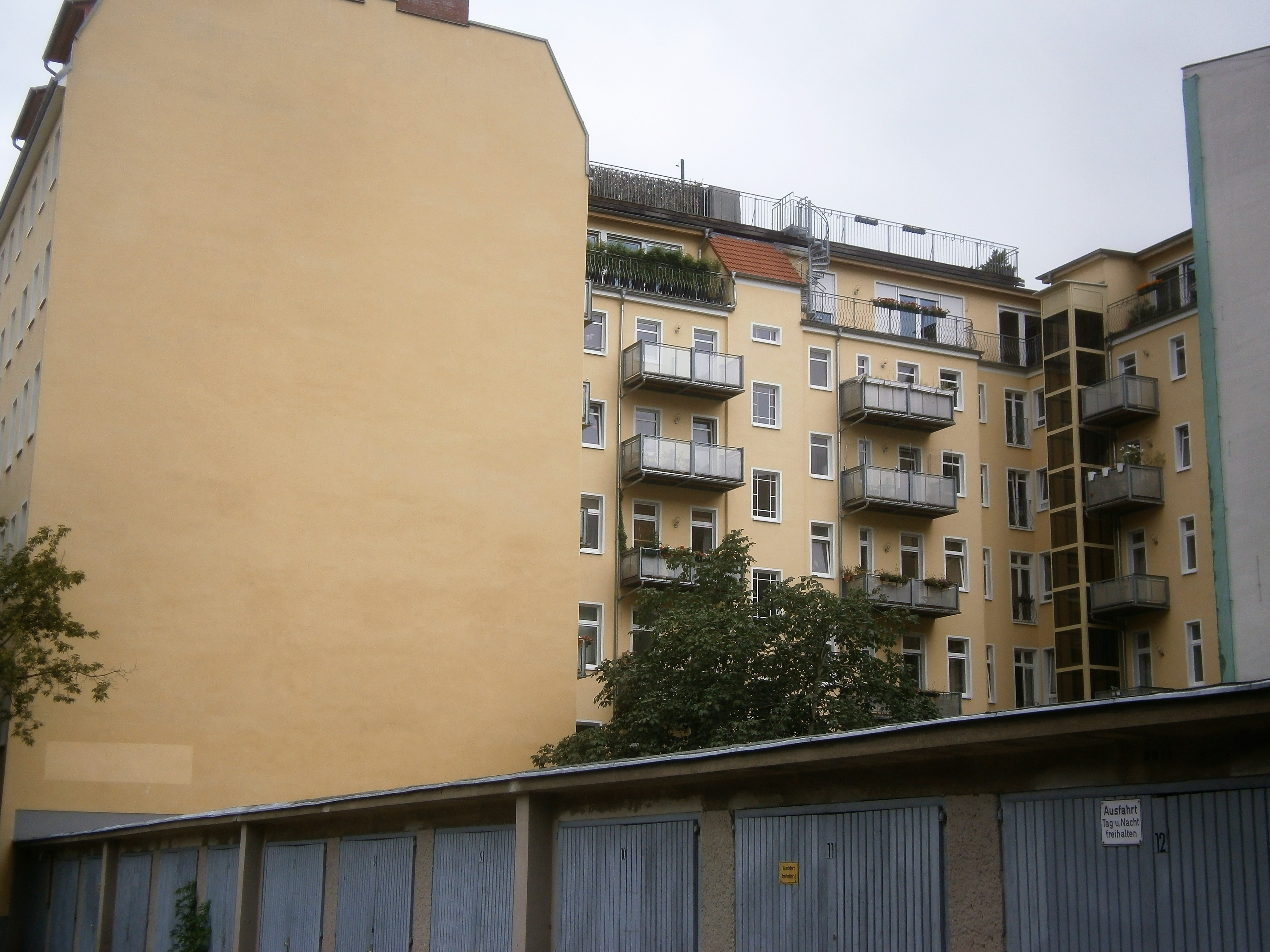
Rückseite 64–66
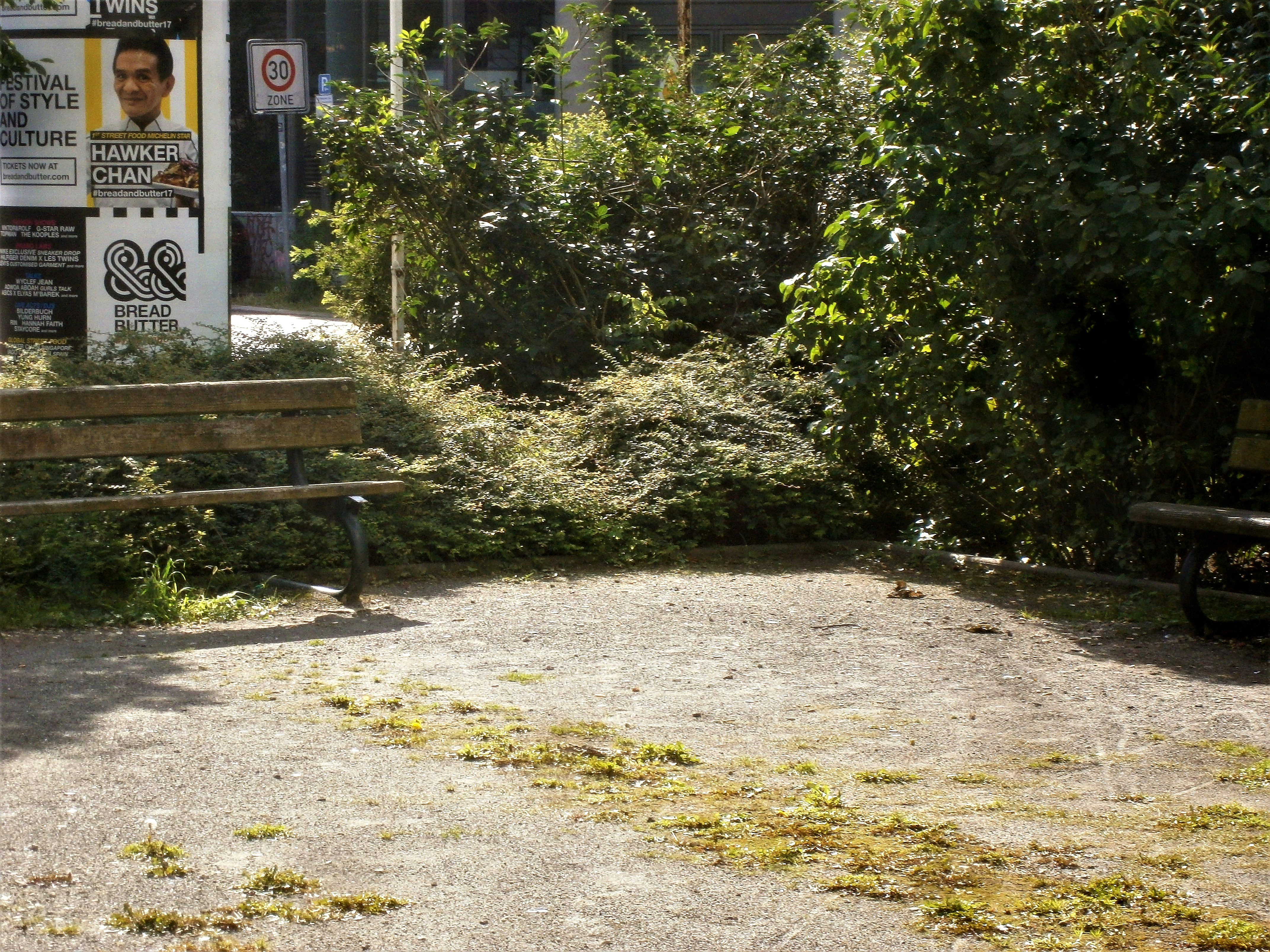
Vormals 68

### Lange Straße bis Holzmarktstraße

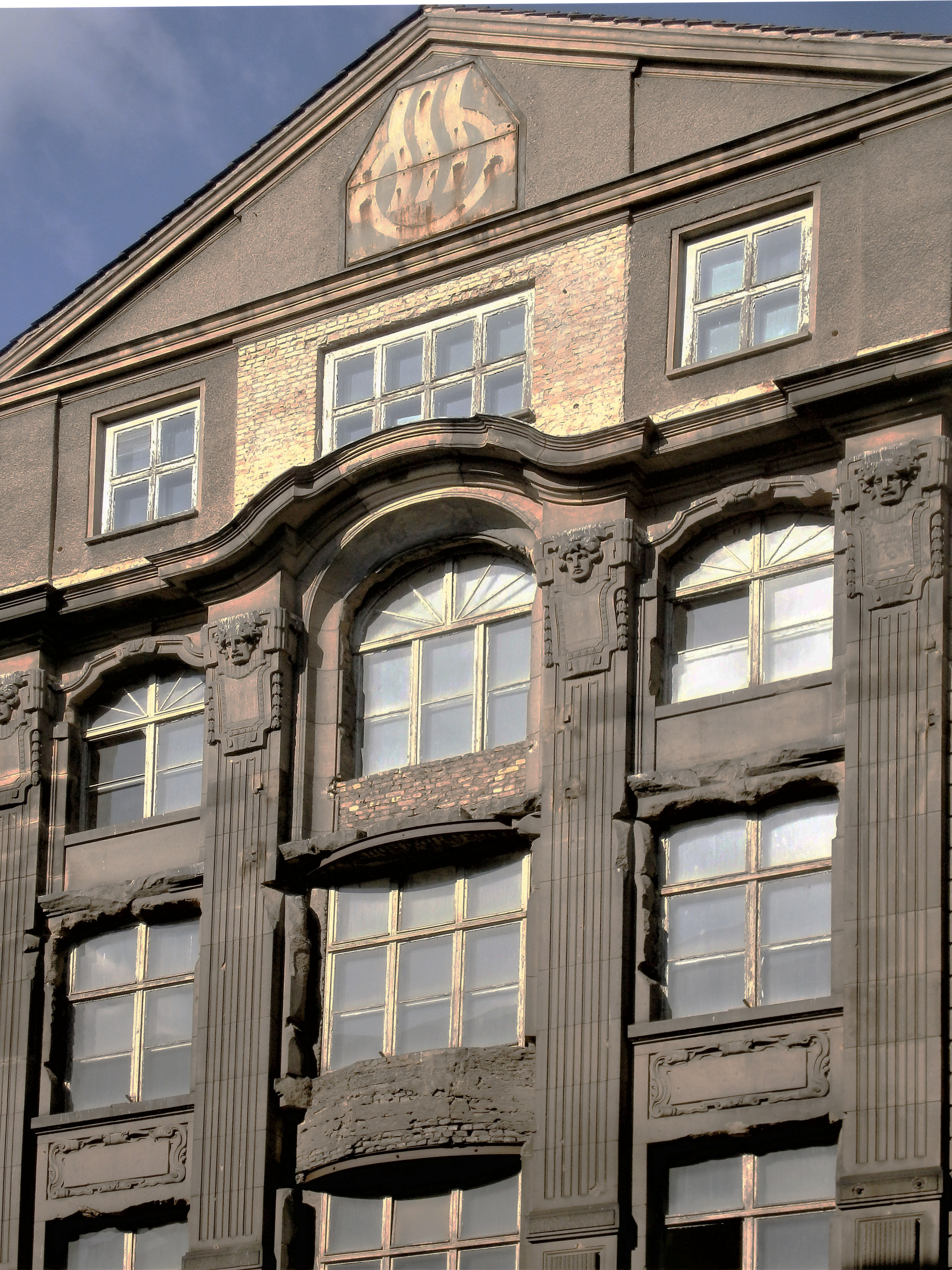
Logo VVB Schienenfahrzeugbau am Verwaltungsbau

- 69–70 (117010): Diese Grundstücke zwischen Langestraße und dem denkmalgeschützten Pintsch-Bau, sind (Stand: 2017) wie das zwischen Bahn und Langestraße bis zur Krautstraße reichende dahinterliegende Gelände Brachfläche. Bis zur politischen Wende in die 1990er Jahre lagen hier Gewerbeflächen und -gebäude aus den 1950er und 1960er Jahren. Der noch Anfang der 1990er Jahre als Kindergarten genutzte Flachbau Andreasstraße 69 (dazu Langestraße 25–27) wurde (wohl) um 1960 mit der umgebenden (Grün-)Fläche von 1400 m² an der Straßenecke angelegt und das Gebäude im August 2017 abgetragen. Auf Grundstück 70 wurde das vormals ab 1923 der J. Pintsch KG Apparatebau gehörende beschädigte Vorkriegs-Wohnhaus in den 1950er Jahren nochmals ausgebaut, aber und in den 1990er Jahren für die Nachwende-Planungen abgerissen.
- 71/73: Hier steht noch das denkmalgeschützte Verwaltungsgebäude der „J. Pintsch AG“/ „VEB FAGA“ auf Gelände im Besitz von Bombardier. Julius Pintsch hatte seit 1863[191] eine Produktionsstätte mit 60 Arbeitern in der Andreasstraße 72/73 (dazu auch Nummer 71). Unweit des (anfangs so benannten) Frankfurter Bahnhofs (seit 1861: Schlesischer Bahnhof, seit 1950: Ostbahnhof) hatte er 1843 in einer Kellerwerkstatt mit der Herstellung von Gasleuchten begonnen. 1863 zog er mit Eisenbahnbeleuchtung in die Andreasstraße und mit der Nachfrage im Gasleuchtengeschäft[192] expandierte er mit seiner Julius Pintsch AG in die Stadtbahnbögen (5–17), die auch von der Breslauer Straße insbesondere über 25a erreichbar waren.[193] Das 1907–1908 nach Entwürfen der Architektensozietät Cremer und Wolffenstein entworfene Gebäude steht unter Denkmalschutz.[194] Die seit 1863 auf dem Grundstück Andreasstraße 72–73 ansässige Firma fertigte Gasbeleuchtungsgeräte für die Niederschlesisch-Märkische Eisenbahn. Ursprünglich standen die beiden Wohnhäuser der Familie und seit 1862 die Stammfabrik als frei stehendes Quergebäude auf dem Grundstück. Im Jahre der Umwandlung in eine AG wurde 1906–1907 Baufreiheit für das neue repräsentative Gebäude geschaffen. „Die Fassade ist in einer neobarocken Kolossalordnung gehalten. Über einen zweigeschossigen Rustikalsockel, getrennt durch ein Gurtgesims, erheben sich drei Obergeschosse, und oberhalb des Hauptgesims schließt ein Dreieckgiebel das Attikageschoss ab. Ein dreiachsiges, Mittelrisalit betont die große Toreinfahrt mit den beiden Personeneingängen. Neben den Fenstern des ersten Obergeschosses befinden sich allegorische Figuren.“[195] Bombenangriffe am Ende des Zweiten Weltkriegs zerstörten große Teile des Betriebs, das Verwaltungsgebäude an der Straße blieb nahezu unzerstört. Nach 1945 kam der Betrieb in Treuhandverwaltung und wurde 1949 in den VEB Mechanik Gaselan überführt, seit 1. Juli 1956 VEB Fahrzeugausrüstung Berlin[196] und stellte Ausrüstungen für Schienenfahrzeuge her. Die Fläche bis zur Krautstraße wurde ab 1950 teilweise wieder bebaut.[197] Nach 1990 wurde der VEB in eine GmbH umgewandelt und verlagerte Mitte der 1990er Jahre den Sitz nach Marzahn. Das denkmalgeschützte (2017 noch unsanierte[veraltet]) Gebäude steht leer, die dahinter liegenden wurden abgerissen und beräumt, seither (Stand 2017[veraltet]) „begrünt“ sich die Brache. Es wird ein Investor für 10.900 m² Bürofläche auf sechs Etagen gesucht. Für die Fläche Andreasstraße 69–73 / Lange Straße 14–27 / Krautstraße 31–34 besteht der Bebauungsplan V-52 von 2010. Als 1998 FAGA als Teil der Deutschen Waggonbau AG durch Bombardier übernommen wurde, kam das Verwaltungsgebäude und das Grundstück bis an die Krautstraße zu Bombardier.
- 74: Unter der Eisenbahnbrücke liegt an der Westseite die Andreasstraße 74. Das Grundstück blieb in Bahneigentum und wurde beim Bau der Stadtbahn beansprucht, aber nicht als Bau genutzt. Vielmehr wurden in den Bahnbögen 5–17 von der Andreasstraße 72/73 (bis in eine Tiefe von 32 m) Gewerberäume eingerichtet. Einerseits wurden Bahnbögen von der Pintsch AG genutzt, andererseits besaßen (wohl) einige Anschluss an die Gebäude der Breslauer Straße, von der über 20a ein Zugang für den Bau der Stadtbahn eingerichtet war.
- 75: Auf dem Grundstück stand zwischen Bahn und Breslauer Straße ein Eckhaus.
- 76–79: Hier standen zwischen Breslauer Straße (seit 1951 Am Ostbahnhof) und Holzmarktstraße bis zur Zerstörung um 1944 sieben Mietshäusern: 76, 77, 77a, 77b, 78, 78a, 79. Die Ruinen wurden in den 1950er Jahren beräumt Die noch erhaltenen Altbauten 77 und Breslauer Straße 21, 22 wurden Mitte der 1970er Jahre abgerissen.
- 77 (117011): Das Hotelgebäude auf dem Grundstück Andreasstraße 77 ist mit der Adresse 76 eingetragen. Es wurde 2016 auf der langjährigen Brachfläche gebaut. Das Hotel MOXY Berlin Ostbahnhof gehört zur Marriot-Gruppe und ist als Budget- und Boutique-Hotel klassifiziert.[198]

Der Pintschbau und südlich der Stadtbahn
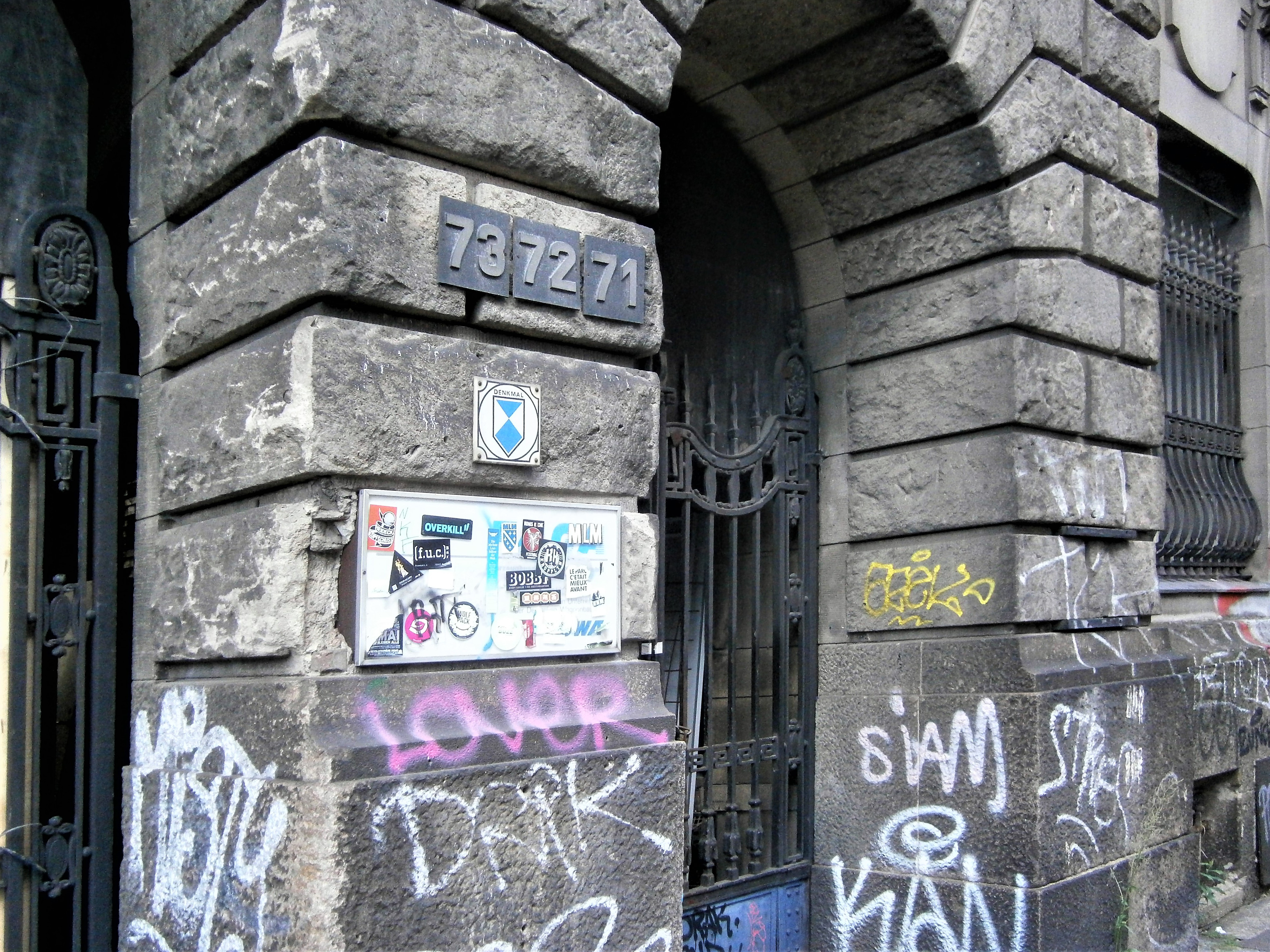
Eingang Andreasstraße 71/73 (2017)
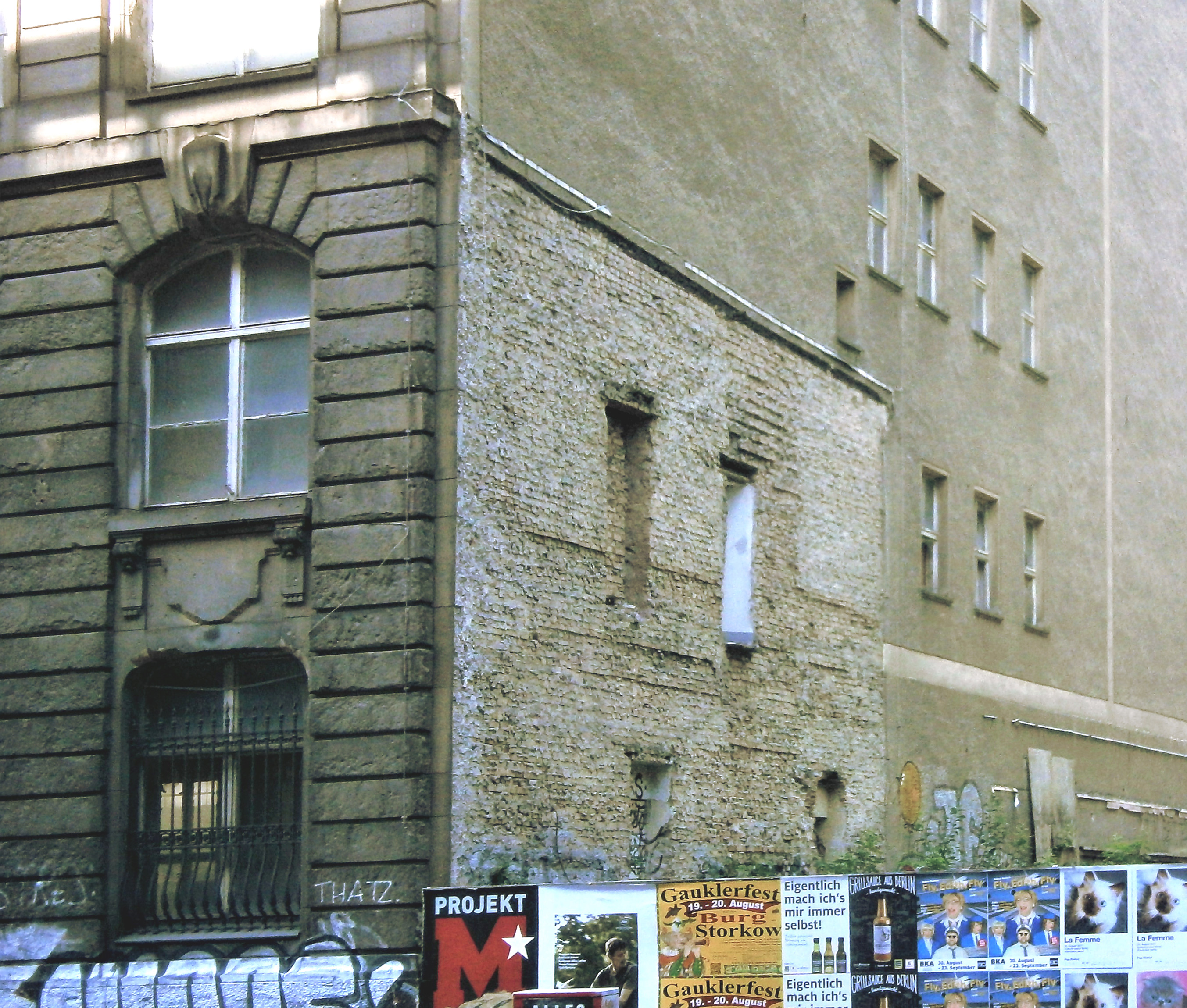
Mauer‚abdruck‘ Andreasstraße 70
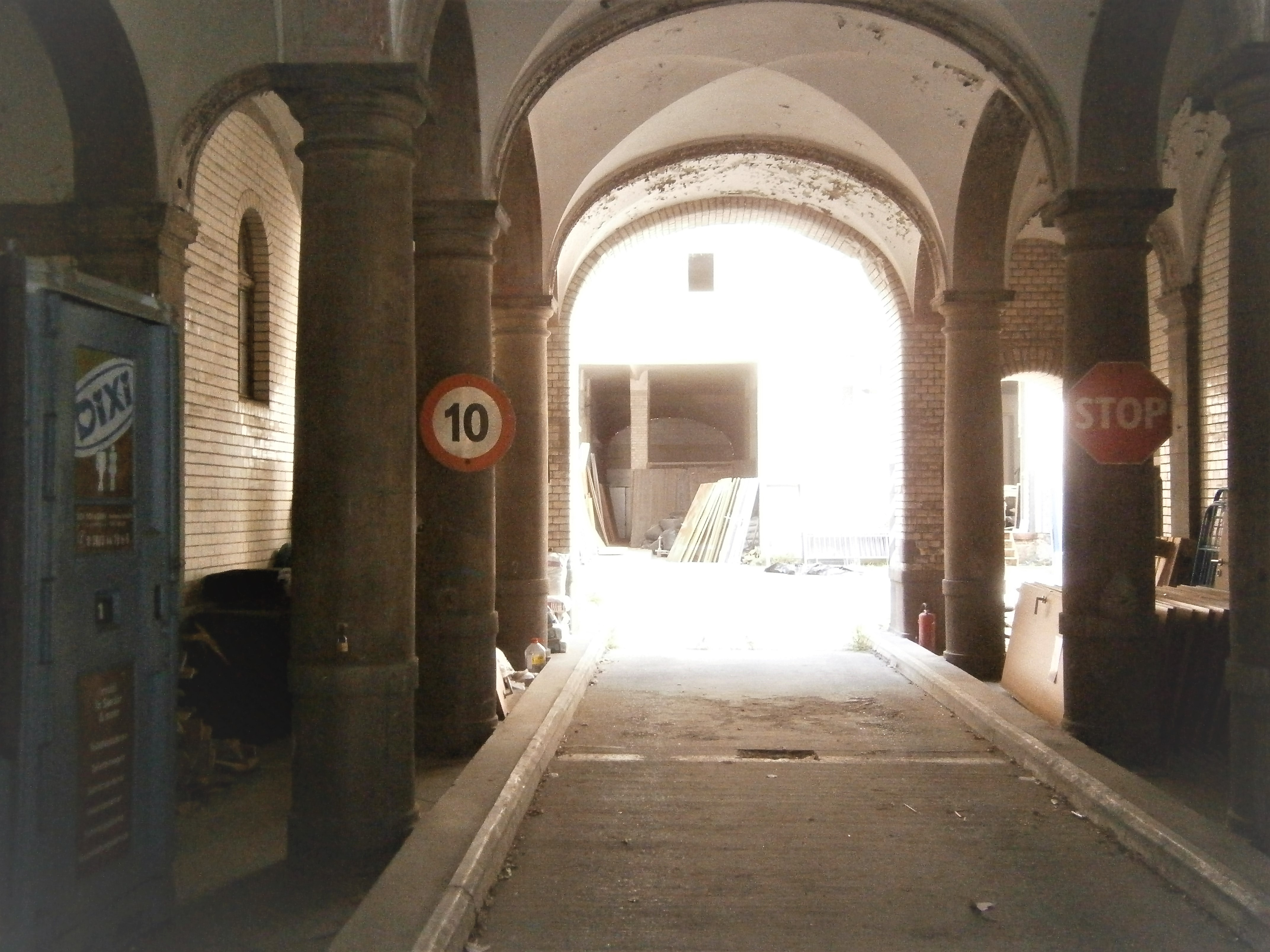
Eingangstor Andreasstraße 71/73
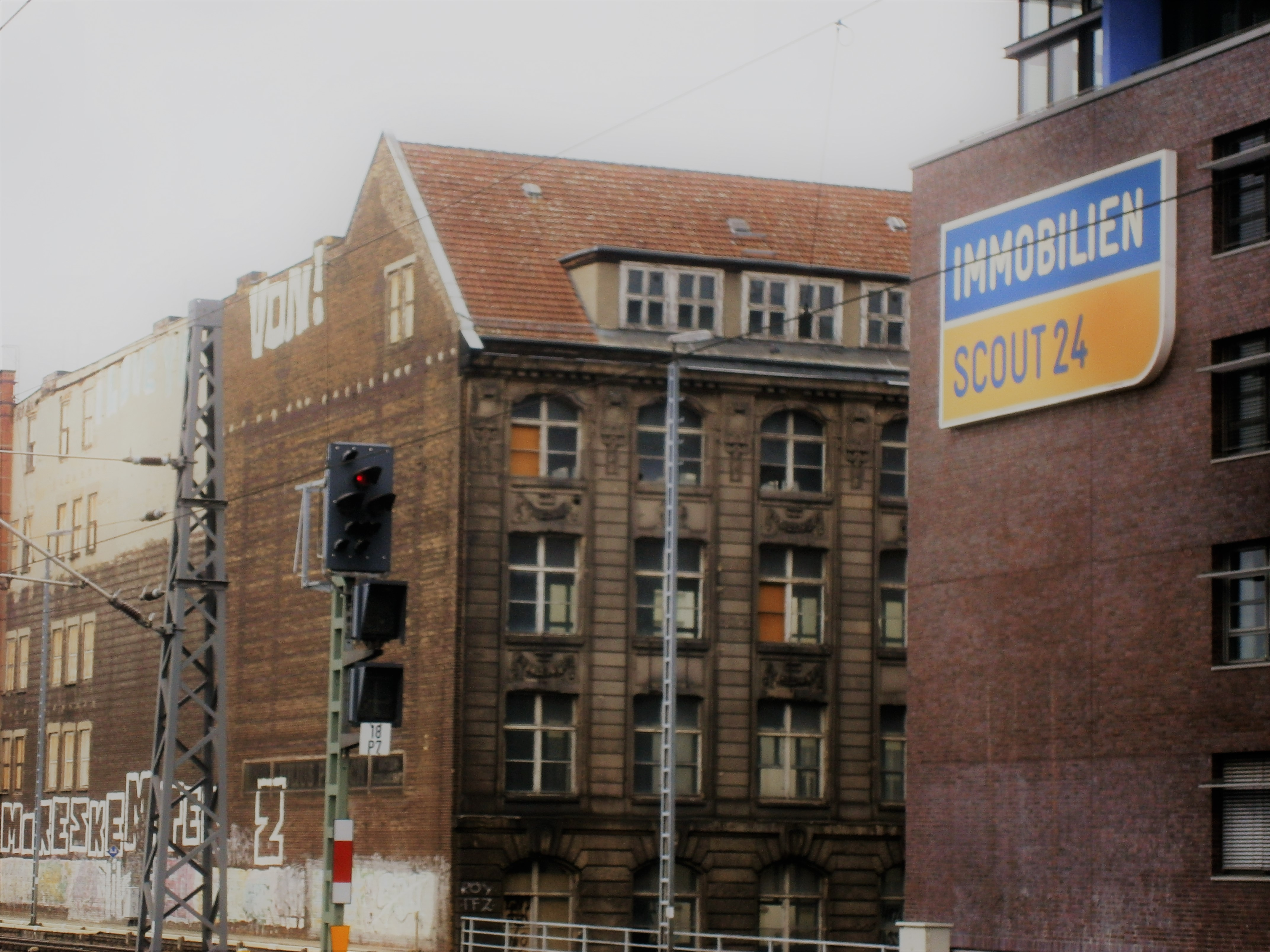
Blick vom Bahnsteig nach 71/73
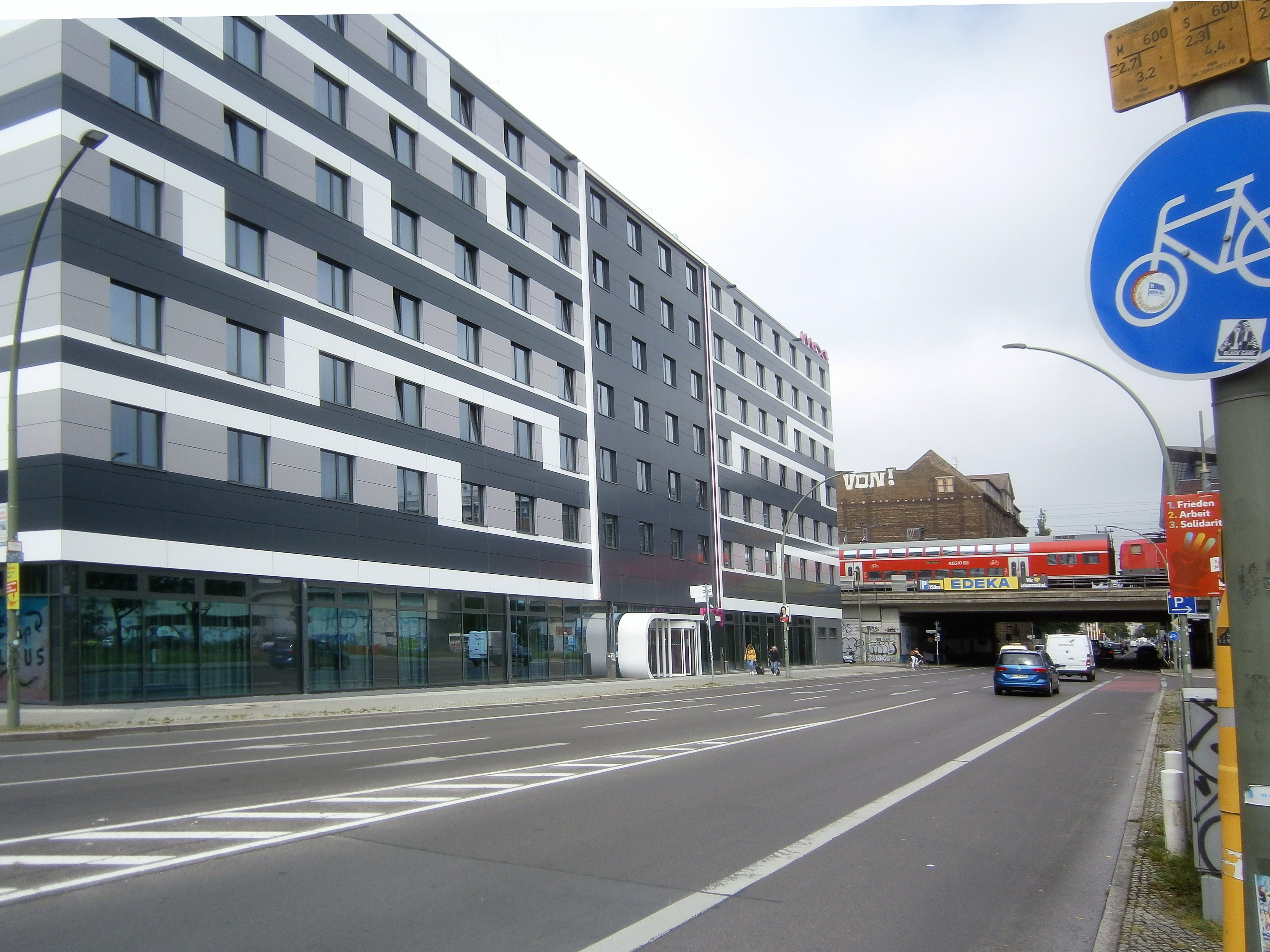
Hotelbau Andreasstraße 77
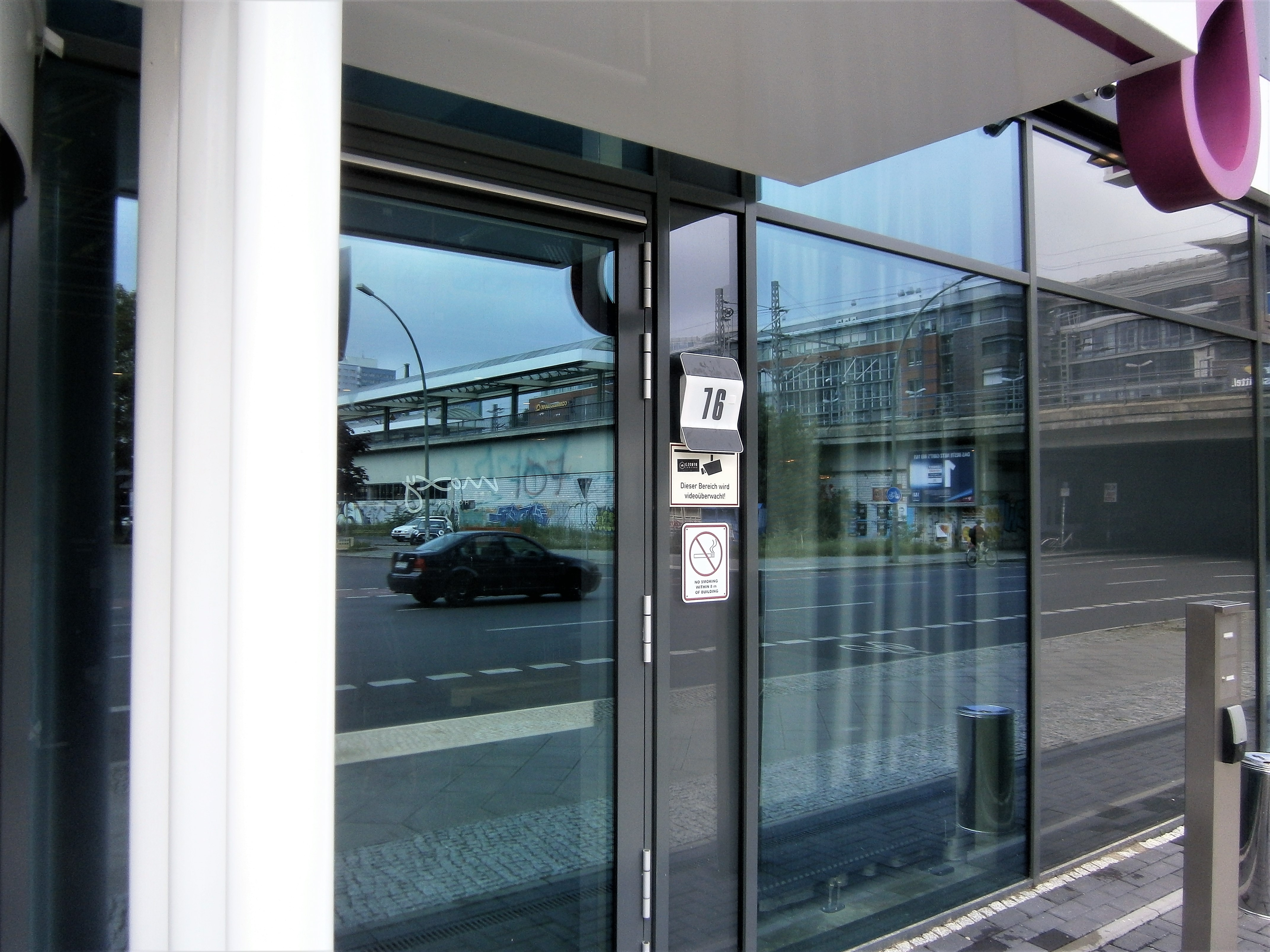
Hoteleingang als 76

## Denkmale
Aus dem Jahr 1898 stammt die von Wilhelm Haverkamp geschaffene Marmorskulptur Handwerker mit Sohn. Es ist das einzige erhaltene Denkmal aus Wilhelminischer Zeit in Friedrichshain. Seine Bedeutung ergibt sich aus der seltenen Darstellung von Arbeitern und Handwerkern in jener Zeit. Sie war als Vatergruppe das Gegenstück zur Muttergruppe auf dem Andreasplatz. Das Karree Singer-, Kraut-, Lange, Andreasstraße wurde um 1961 für die neue Bebauung beplant. Als der Andreasplatz (wohl 1964) aufgehoben wurde, wurde die zum großen Teil erhaltene Schmuckplatz-Anlage beräumt. Die aufgearbeitete Skulptur bekam daraufhin ihren Platz vor dem Feierabendheim Andreasstraße 21. Mit dem Neubau der Wohnhäuser auf 21a begann 2015 die denkmalgerechte Restaurierung im fünfstelligen Euro-Betrag durch den Bauherrn der Eigentumswohnungen.
In der Berliner Denkmalliste sind zudem das Eckhaus Andreasstraße 46 im Ensemble Karl-Marx-Allee (Stalinallee Block B Süd) und das ehemalige Verwaltungsgebäude der „Julius Pintsch KG“ in der Andreasstraße 71–73 aufgenommen.

Familiengruppe auf der Infotafel Andreasplatz und „Handwerker mit Sohn“
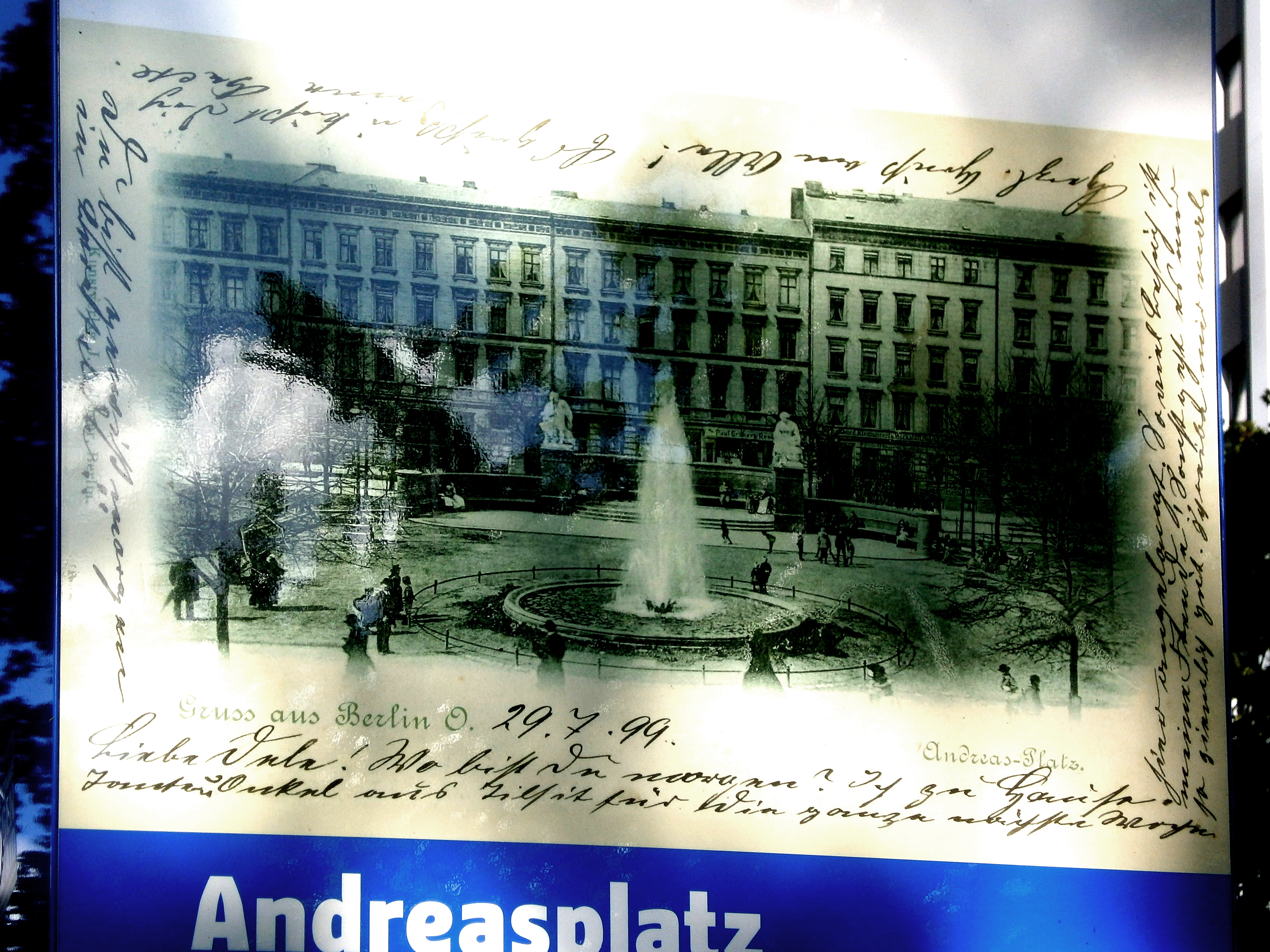
Der Schmuckplatz mit der Figurengruppe (um 1900)
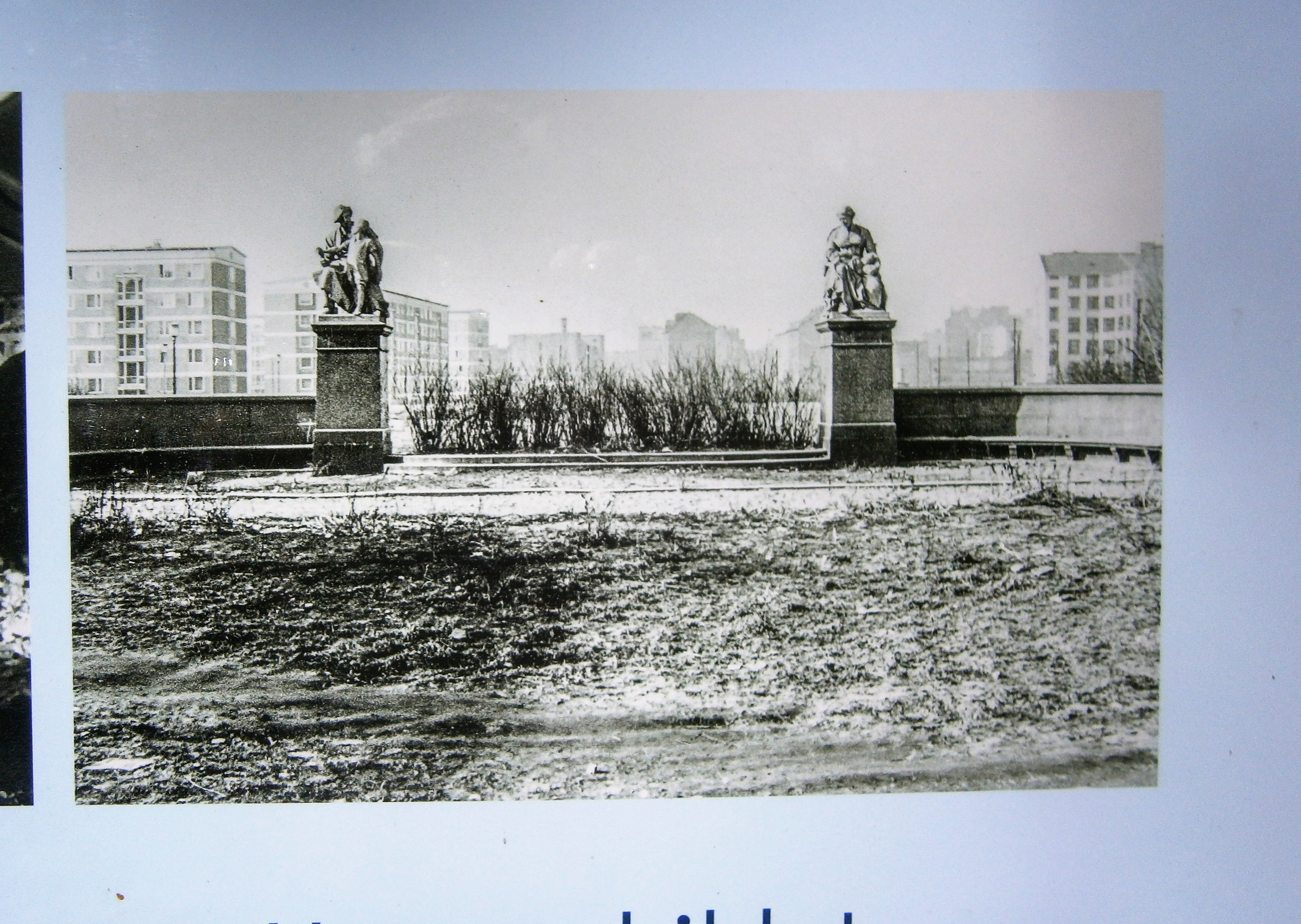
Familiengruppe auf dem Andreasplatz (um 1960)
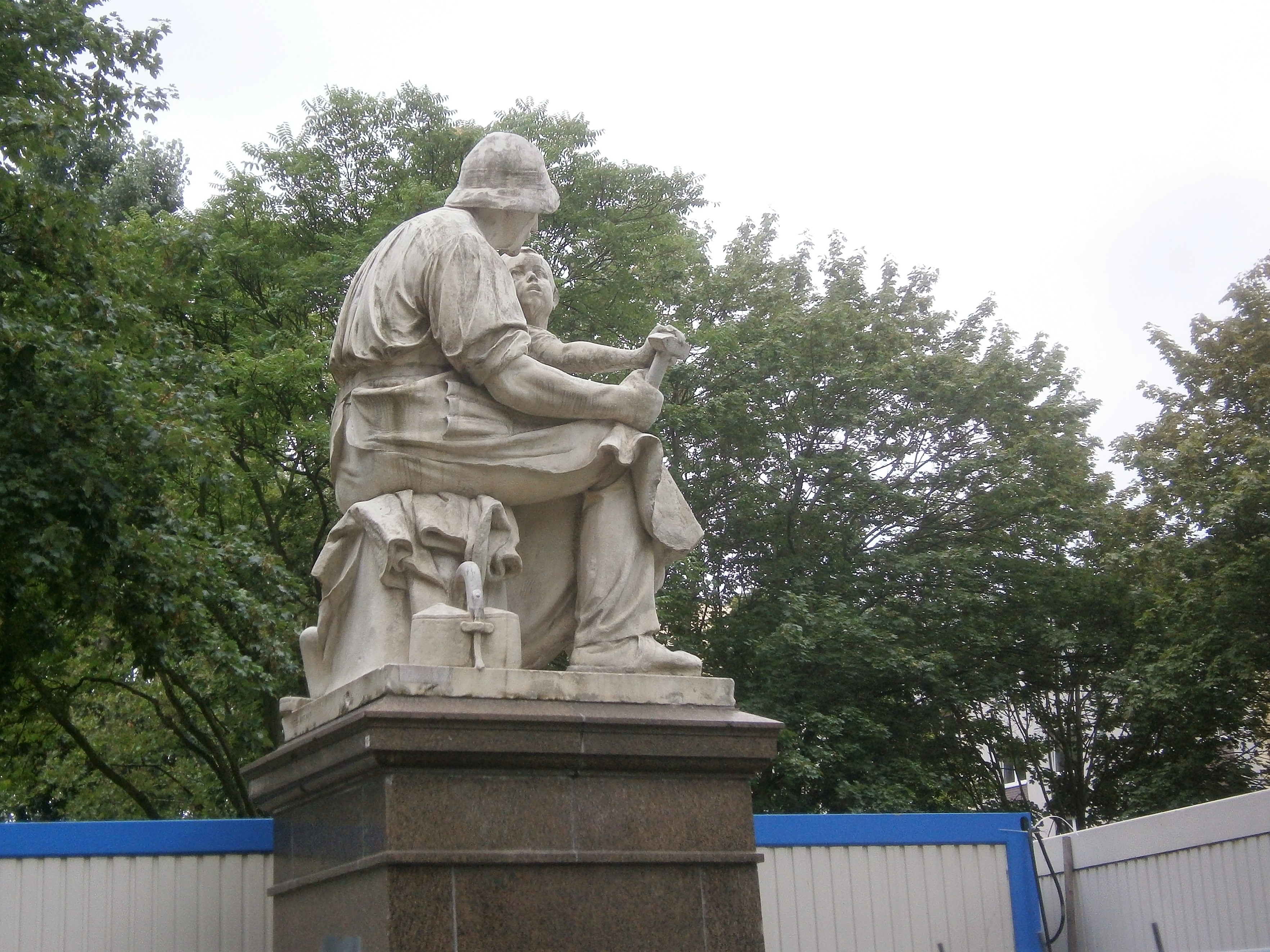
Am umgesetzten Standort (seit 1966)
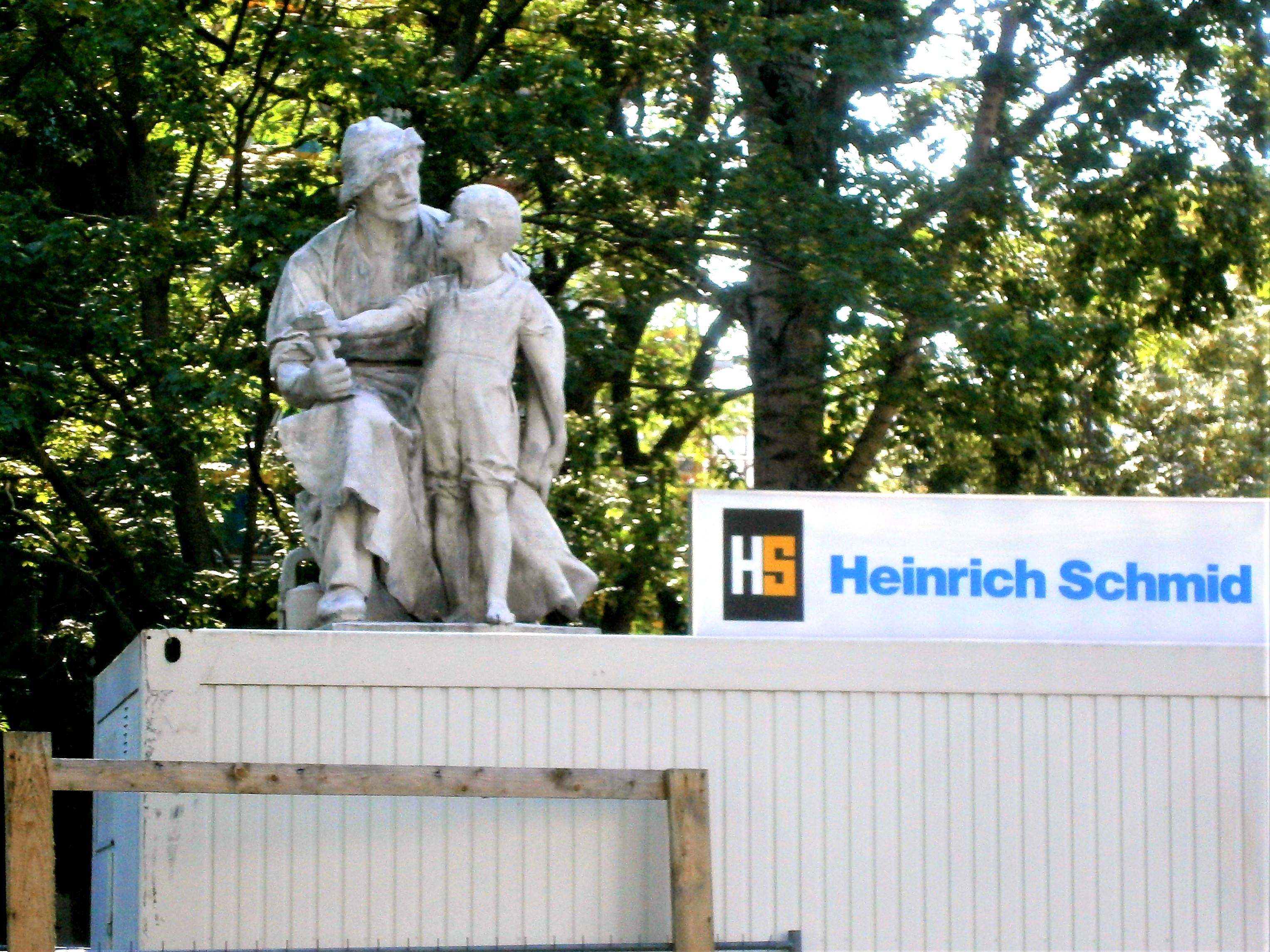
Denkmal während des Restaurierens (2017)

## Bewohner der Andreasstraße
- Hans José Rehfisch wurde in der Andreasstraße 71 geboren. Rehfisch war Schriftsteller, Jurist, Regisseur, Drehbuch und Bühnenautor (Affäre Dreyfus, Wasser für Canitoga).
- Gabriele Mucchi wohnte in der Andreasstraße 46. Der Maler Mucchi kämpfte als Partisan und lebte nach dem Zweiten Weltkrieg lange Zeit in der DDR. Er lehrte an der Kunsthochschule Weißensee.
- Heinrich Zille kam 1867 als Neunjähriger nach Berlin und die Familie bezog ihr erstes Quartier in einer Kellerwohnung der Kleinen Andreasstraße 17: „Unsere einfenstrige Stube, auf einem Korridor mit noch anderen Mietern, war ein armseliges Bild. An den Wänden zerrissene Tapete mit schmutzigen Konturen, wo Möbel und Betten standen, […] Blutflecken von zerquetschten Wanzen. In einer Ecke ein Haufen Stroh, das sollte unser Bett sein.“[205]
- Wilhelm Voigt, der Hauptmann von Köpenick, wohnte als Untermieter in der Lange Straße. Als er verhaftet werden sollte, floh er zunächst über die Dächer.

## Stolpersteine
In der Andreasstraße wurden für deportierte Bewohner Stolpersteine verlegt.
- Andreasstraße 34
  - Golde Abramowicz, geborene Manne, geboren am 15. Juli 1875 in Kraków (dt. Krakau)/Galizien, wohnhaft in Berlin (Friedrichshain), Deportation ab Berlin am 11. Juni 1942 nach Theresienstadt, Ghetto; am 18. Dezember 1943 nach Auschwitz, Vernichtungslage, Todesort: Auschwitz, Vernichtungslager[207]
  - Hersz Abramowicz (Nummer 34) Abramovicz, Hirsch Isaak Hermann, geboren am 10. Juni 1873 in Kraków (dt. Krakau)/Galizien, wohnhaft in Berlin (Friedrichshain), Deportation ab Berlin am 11. Juni 1942 nach Theresienstadt, Ghetto[208]
- Andreasstraße 47
  - Josef Baendel, geboren am 13. Dezember 1901 in Roßberg (Beuthen, Schlesien; polnisch Bytom), wohnhaft in Friedrichshain, deportiert ab Berlin am 3. März 1943 nach Auschwitz, Konzentrations- und Vernichtungslager.[209]
  - Siegfried Martin Baendel, geboren am 31. Juli 1938 in Berlin, wohnhaft in Friedrichshain, deportiert ab Berlin am 3. März 1943 nach Konzentrations- und Vernichtungslager Auschwitz.
  - Zierel (Zirle Roise Roitl Rosa) Baendel, geborene Friedmann, geboren am 14. August 1902 in Lodz (Piotrkow, Russland), wohnhaft in Friedrichshain, deportiert ab Berlin mit dem Transport am 3. März 1943 nach dem Konzentrations- und Vernichtungslager Auschwitz.
- Kleine Andreasstraße 10[210]
  - Arthur Schwarzer, geboren am 13. März 1892 in Berlin, Deportation ab Berlin am 2. April 1942 ins Ghetto Warschau, Todesort: Vernichtungslager Auschwitz.[211][212]
  - Gertrud Schwarzer, geborene Simonsohn, geboren am 16. März 1900 in Berlin, deportiert ab Berlin am 2. April 1942 ins Ghetto Warschau, Todesort: Auschwitz, Vernichtungslager[213]
  - Harry Schwarzer, geboren am 6. Juni 1909 in Berlin, Deportation ab Berlin am 12. Januar 1943 nach Auschwitz, Konzentrations- und Vernichtungslager[214]
- Blumenstraße 49 Ecke Andreasstraße (46a)
  - Max Marcus Tschernigow, geboren am 7. Dezember 1879 in Rathenow (Westhavelland), Deportation ab Berlin am 28. März 1942 nach Piaski (Ghetto), dort oder Trawniki ermordet.[215][216]

Aus einem Projekt der Humboldt-Universität entstand die „Datenbank jüdischer Gewerbebetriebe in Berlin 1930–1945“ und darin die während der Zeit des Nationalsozialismus liquidierten jüdischen Firmen in dieser Straße.
- Andreasstrasse 5: „Scherzer & Broh“[218] Teilzahlungsgeschäft in Waren aller Art (Banken und Versicherungen), gegründet 1929, liquidiert 1938
- Andreasstrasse 6: Krebs-Versand Arnold Lippmann Inh. David Lippmann (Nahrungs- und Genußmittel), gegründet 1921, liquidiert 1939
- Andreasstrasse 26: Emerich C. Kellermann[219] Handschuhe, Schirme, Krawatten, Hüte (Textil und Bekleidung), gegründet 1904, Übernahme 1938, liquidiert 1939
- Andreasstrasse 31: Nathan Goldschmidt Metalle, Hüttenprodukte (Metall und Metallwaren), gegründet 1909, liquidiert 1936
- Andreasstrasse 32: Berliner Mazzoth Fabrik Brüder Herzog, Bäckerei Herstellung von rituellem Brot (Nahrungs- und Genußmittel), gegründet 1924, liquidiert 1938[220]
- Andreasstrasse 32: Dampfbrot- und Mazzotfabrik Wilhelma Michael Herzog (Nahrungs- und Genußmittel), gegründet 1921, liquidiert 1938
- Andreasstrasse 32: Eugen Oppenheimer Likörfabrikation und Weinhandel (Nahrungs- und Genußmittel), gegründet 1926, Übernahme 1937, liquidiert 1938
- Andreasstrasse 40: Ernst Schlesinger Zigarren- und Tabak-Fabrik/Tabakwaren-Grosshandlung (Nahrungs- und Genußmittel), gegründet 1919, liquidiert 1940
- Andreasstrasse 40: Gebr. Landsberger Spezialfabrik von Pneumatik-Ventilen (Maschinen und Fahrzeuge, technische Artikel), gegründet 1919, liquidiert 1939
- Andreasstrasse 43: Julius Mannes Wäsche und Bettfedern (Textil und Bekleidung), gegründet 1930, liquidiert 1939
- Andreasstraße/Blumenstrasse 49 III. Etage: Zigarrenvertreter Otto Segall (Nahrungs- und Genußmittel), gegründet 1913, liquidiert 1939[221]
- Andreasstrasse 48: Andreas-Club Gebrüder Marcus, Modische Herrenbekleidung (Textil und Bekleidung), gegründet 1933, Übernahme 1934, liquidiert 1940
- Andreasstrasse 48: Heinrich Lewinski Putz und Weißwaren (Textil und Bekleidung), gegründet 1900, liquidiert 1940
- Andreasstrasse 48: Max Marcus & Söhne Herren-Stroh und -Filzhüte (Textil und Bekleidung), gegründet 1903, liquidiert 1938
- Andreasstrasse 52: Confektionshaus Osten Salo Kainer (Textil und Bekleidung), gegründet 1911, liquidiert 1938
- Andreasstrasse 59: Werksbedarf Kurt Methner Werksbedarf (Maschinen- und Werkzeug-Fabrikation) (Maschinen und Fahrzeuge, technische Artikel), gegründet 1938, liquidiert 1939
- Andreasstrasse 68: Leo Meyersohn Schokoladengroßhandlung (Nahrungs- und Genußmittel), gegründet 1924, liquidiert 1940
- Andreasstrasse 69: Salomon Messinger Damenkonfektion (Textil und Bekleidung), gegründet 1930, liquidiert 1940
- Andreasstrasse 69: Carl Raehmer Nchflg. Wäsche-Magazin (Textil und Bekleidung), gegründet 1903, liquidiert 1939
- Kleine Alexanderstrasse 15: Erich Hausmann Handel mit Partie- und Kurzwaren (Textil und Bekleidung), gegründet 1919, liquidiert 1940
- Kleine Alexanderstrasse 26: Sally Last Lumpengroßhandlung (Altwaren), gegründet 1935, liquidiert 1939

## Verkehr
Durch die Andreasstraße fuhr bis 1971 die Straßenbahn, seither besteht Busverkehr. Ab 1898 lag die Andreasstraße im Verkehr Landsberger, Strausberger Platz zur Schillingbrücke befahren von Stadtring der Linie 1, ab 1903 kamen Linie 2 (Außenring) und Linie 3 (Großer Ring) hinzu. Es gab entsprechend Abzweigungen in die Große Frankfurter Straße (seit 1961: Karl-Marx-Allee) und zur kreuzenden Straßenbahn durch den Grünen Weg (seit 1947: Singerstraße) sowie die Breslauer Straße (seit 1951: Am Ostbahnhof). Auch Linie 22, 30, 31, 46 und 63 fuhren in der Zwischenkriegszeit durch die Andreasstraße. 1941 waren es noch Linie 1 (Stadtring), Linie 3 (Küstriner Platz – Alexanderplatz) und Linie 63 (Weißensee, Buschallee – Buckow). Wegen der Kriegsereignisse endete der Verkehr 1945. Die Andreasstraße wurde am 10. Dezember 1947 mit der Freigabe der Schillingbrücke wieder mit Straßenbahnen durchfahren. Seit 24. August wurde die Linie 1 als Omnibuslinie in Betrieb genommen. Am 3. März 1952 erfolgte wegen der „Umgestaltung Stalinallee“ der Straßenbahnverkehr von Andreas-/ Blumenstraße als Ostlinie 1 zum Halleschen Tor und am 16. Januar 1953 wurde über den neuen Endpunkt Köpenicker Straße / Neanderstraße hinaus eingestellt. Ab 17. Mai 1954 erfolgte die Inbetriebnahme Friedenstraße, Friedrichsberger Straße, Lebuser Straße für die BVG-Ost-Linie 1 (Am Kupfergraben<>Schillingbrücke). Ab Januar 1967 wurde Linie 1 durch die Linie 69 ersetzt und 1971 wurde der Straßenbahnverkehr durch die Buslinie 32 (Mollstraße – U-Bf. Thälmannplatz) eingestellt. Auch die Buslinie 30 fuhr zeitweise hier. Bei der Neuaufteilung der Busstrecken 1993 erhielten diese Linien die Nummer 140 und 142. Zwischen U-Bahnhof Strausberger Platz und Stralauer Platz liegen in der Andreasstraße die Bushaltestellen an der Singer- und der Langen Straße, die Linie endet am Verkehrsknoten „S Ostbahnhof“. Das U-Bahn-Netz ist am Strausberger Platz, am Ostbahnhof sind S- und Regionalbahn zu erreichen. Hier sind am Verkehrsknoten Koppenstraße / Am Ostbahnhof („S Ostbahnhof“) weitere Buslinien erreichbar.
Der Kraftfahrzeugverkehr (vorrangig mit Pkw) wurde durch den Ausbau der Lichtenberger Straße (etwa im Lauf der Marcusstraße) um 1970 wesentlich verringert, so ist die Andreasstraße im Berliner Straßenverzeichnis als Ergänzungsstraße (Kategorie IV, Zuführung zu Verkehrszügen der Kategorie I, wie B 1/5 oder Holzmarktstraße) charakterisiert. Vorher war es eine Hauptstraße in der Gegend des Schlesischen Bahnhofs, und der Andreasplatz ein Knotenpunkt im Stralauer Viertel. Die Straße gehört zu den bewirtschafteten Parkzonen der Berliner Innenstadt. Für den Fahrradverkehr ist sie ebenfalls ausgelegt, der Fernradweg R1 führt hier durch das Berliner Zentrum. An der Lange Straße befindet sich ein Fußgängerüberweg und vor der Blumen-Schule nördlich der Singerstraße eine 30er-Zone.

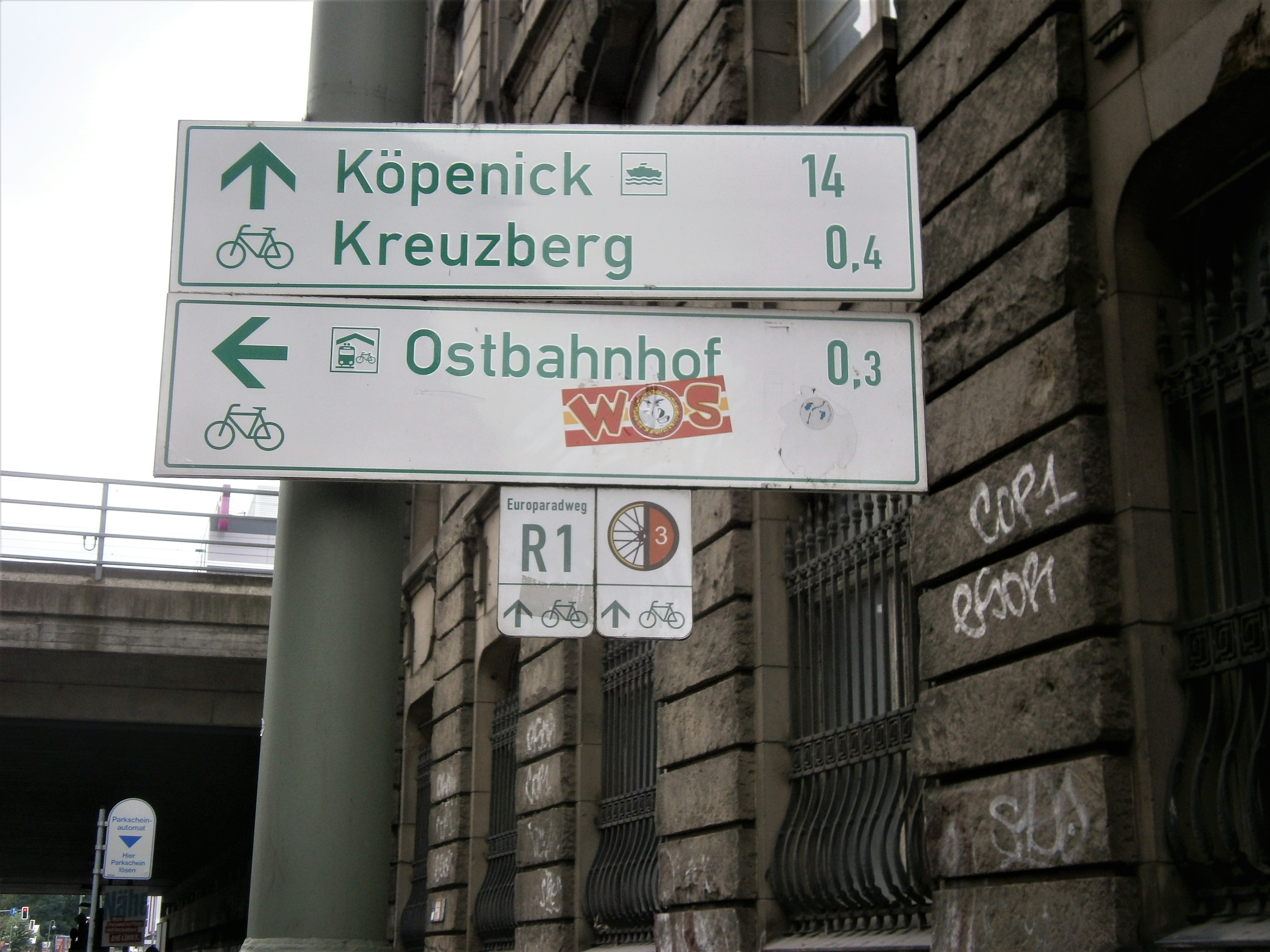
Bushaltestelle Linie 142
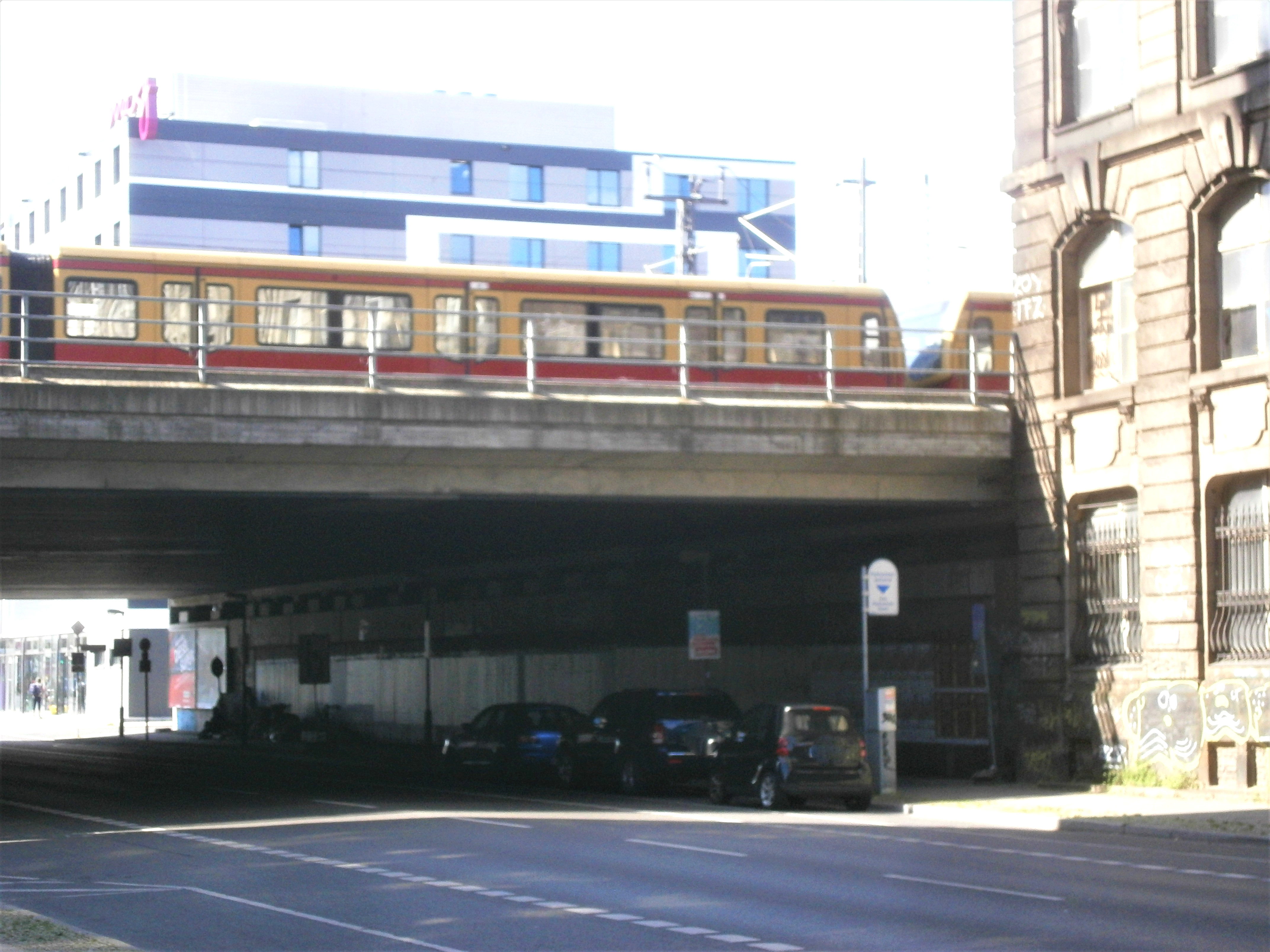
Bahnunterführung mit Andreasstraße 74
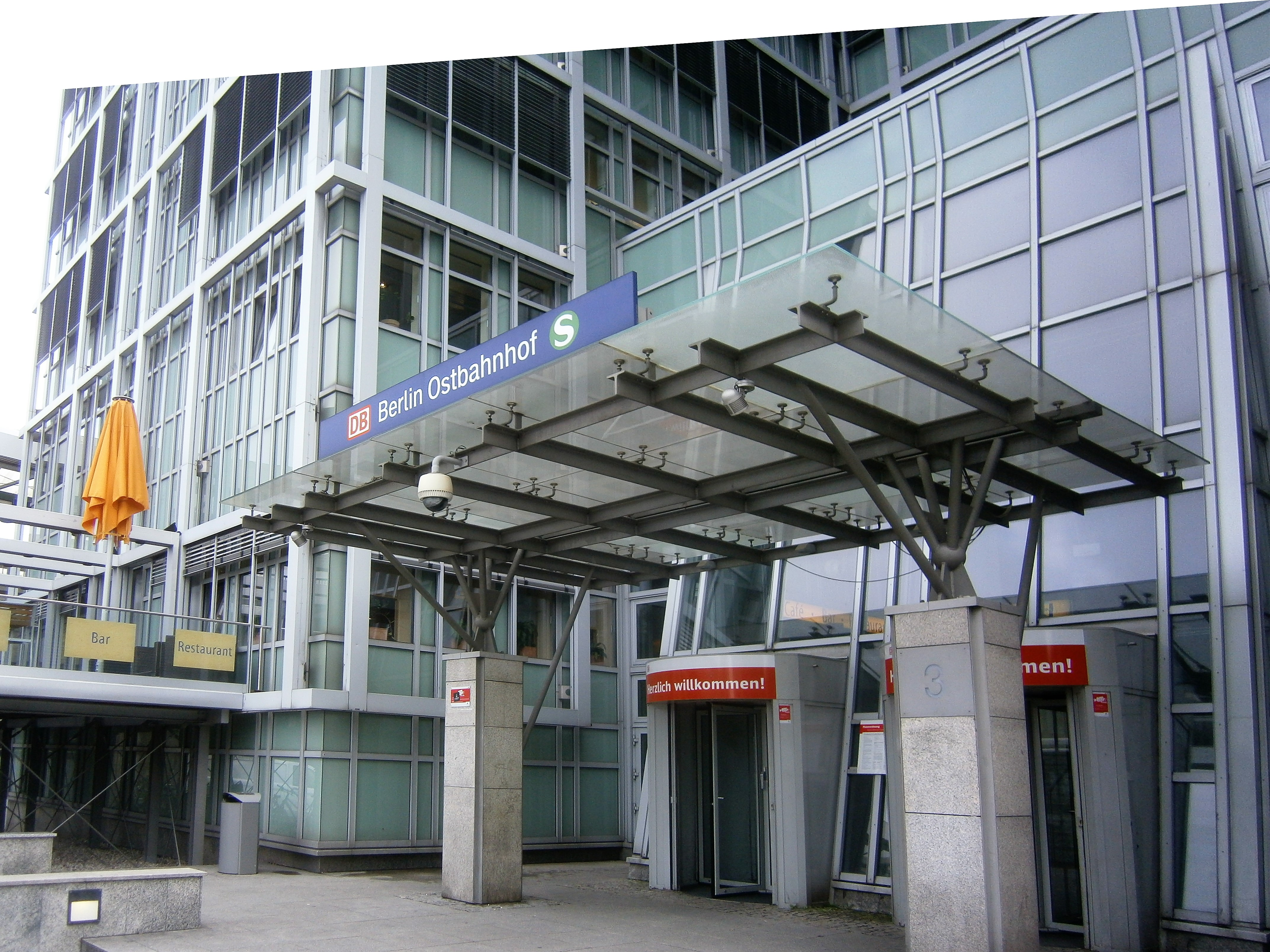
Westausgang am Ostbahnhof
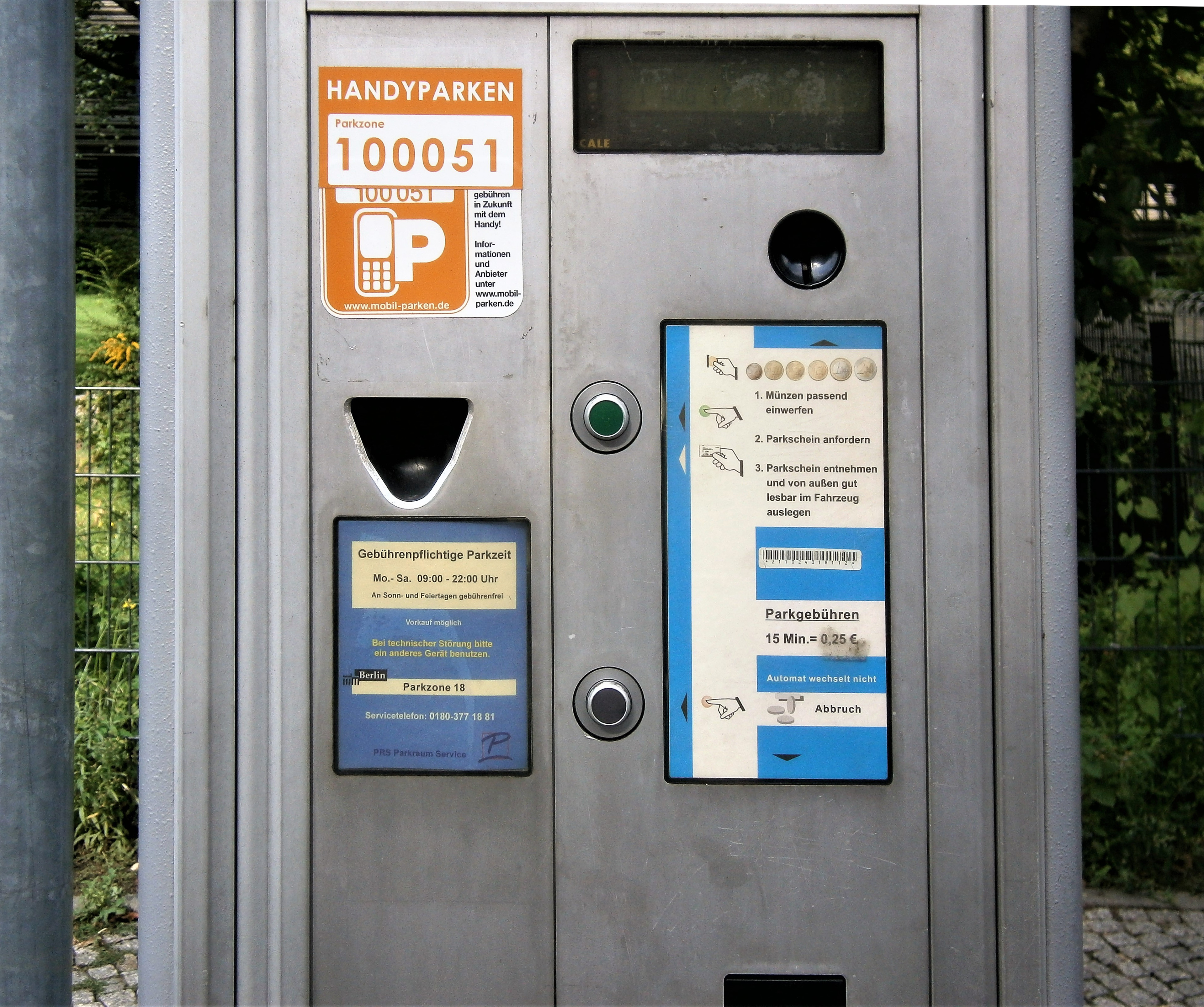
Parkautomat der Parkzone 18

## Kleine Andreasstraße
Die Kleine Andreasstraße (Postleitzahl 10243) liegt zwischen Kraut- und Andreasstraße. Im Bebauungsplan von Hobrecht war sie als Straße D (Abt. XV) im Stralauer Viertel vorgesehen. Sie erhielt ihren Namen am 25. August 1865 nach der anliegenden Andreasstraße, die ihrerseits nach der am Stralauer Platz stehenden Andreaskirche benannt wurde. Im Stadtplan von 1960 ist sie nach den Zerstörungen im Weltkrieg als „ehemalige Kleine Andreasstraße“ aufgenommen und ist im aktuellen RBS-Straßenverzeichnis mit den Hausnummern 1–15, der Straßennummer 41563 und 150 m Länge enthalten. Sie liegt ohne Anschluss zur Andreasstraße von der Krautstraße nach Osten und es stehen nach Süden quer zur Straße drei Anfang der 1960er Jahre errichtete fünfgeschossige Q3A-Blockbauten 1–5, 6–10 und 11–15. Die Bebauung des gesamten Karree erfolgte unabhängig von der ursprünglichen Grundstücksgrenzen. Dadurch steht das jeweils nördliche Haus auf dem eigentlichen Straßenland. Die nun so benannte Zufahrtstraße entsprechend nach Norden neu angelegt. So endet sie an der Fluchtlinie des Andreasplatzes (Andreasplatz 5 / Kleine Andreasstraße 13). Der Anschluss an die Andreasstraße ging verloren. Ab 1867 wohnte Heinrich Zille in der Kleinen Andreasstraße.

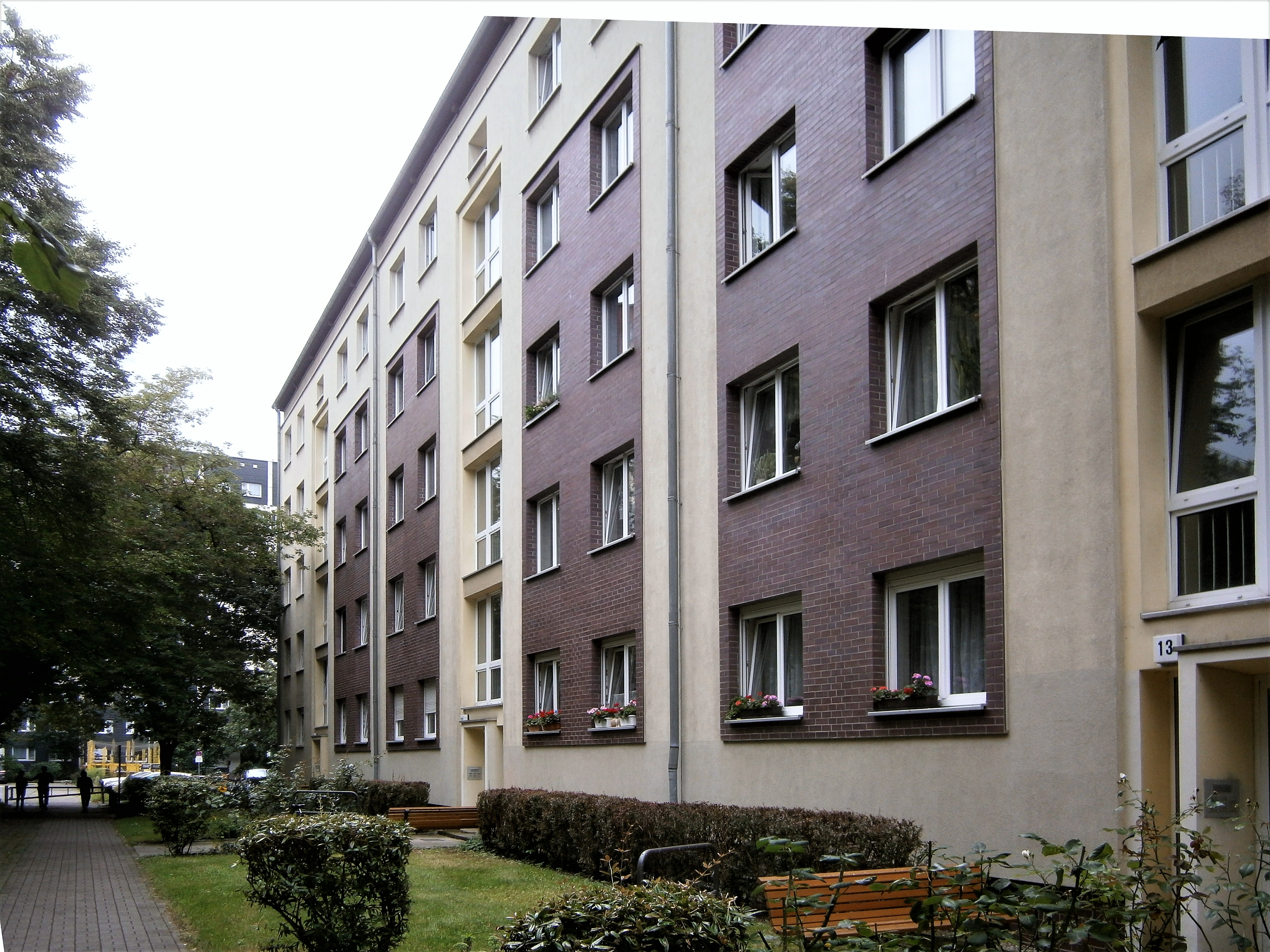
Q3A-Wohnzeile
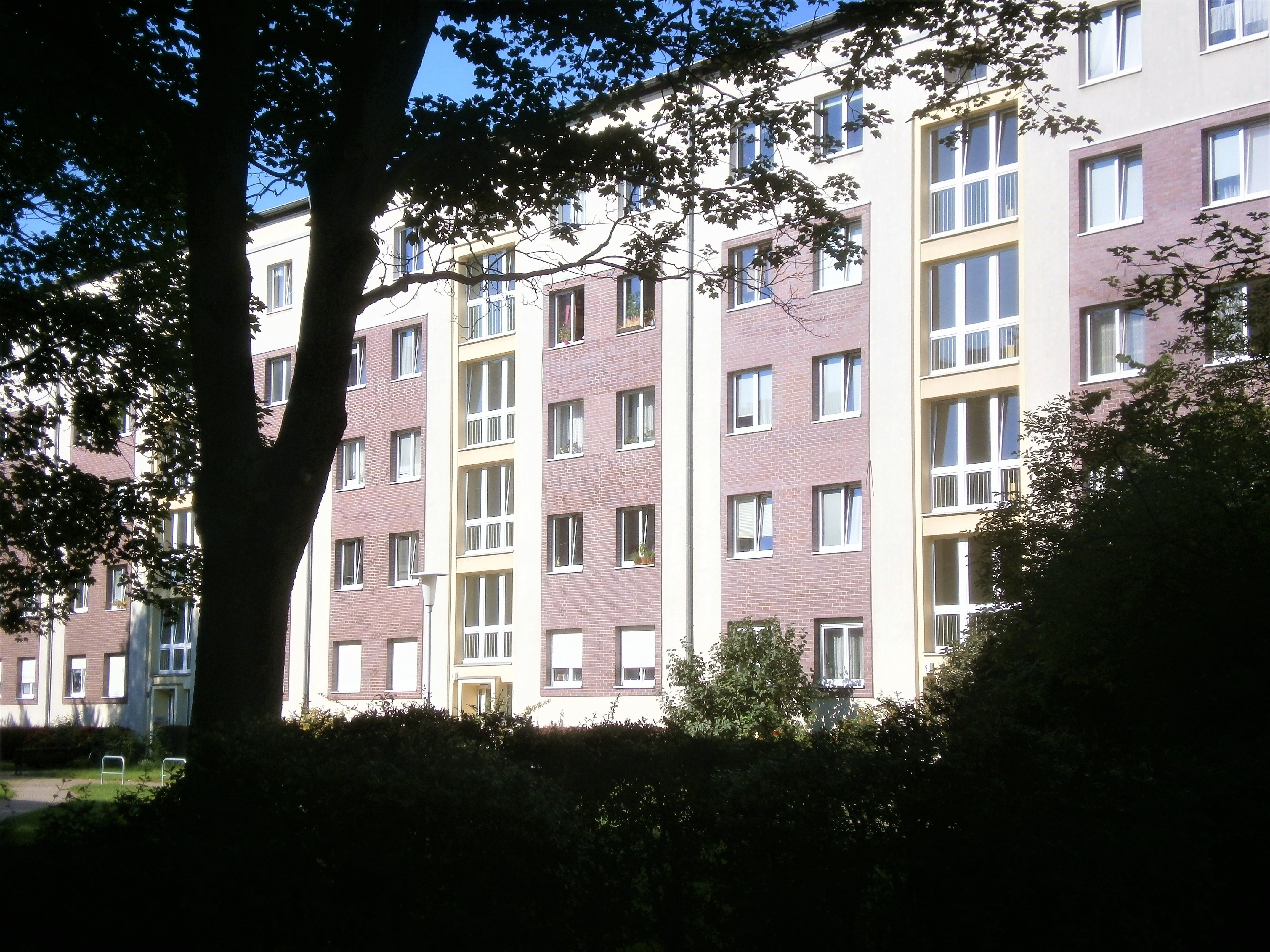
Ende der Straße am Supermarkt-Parkplatz
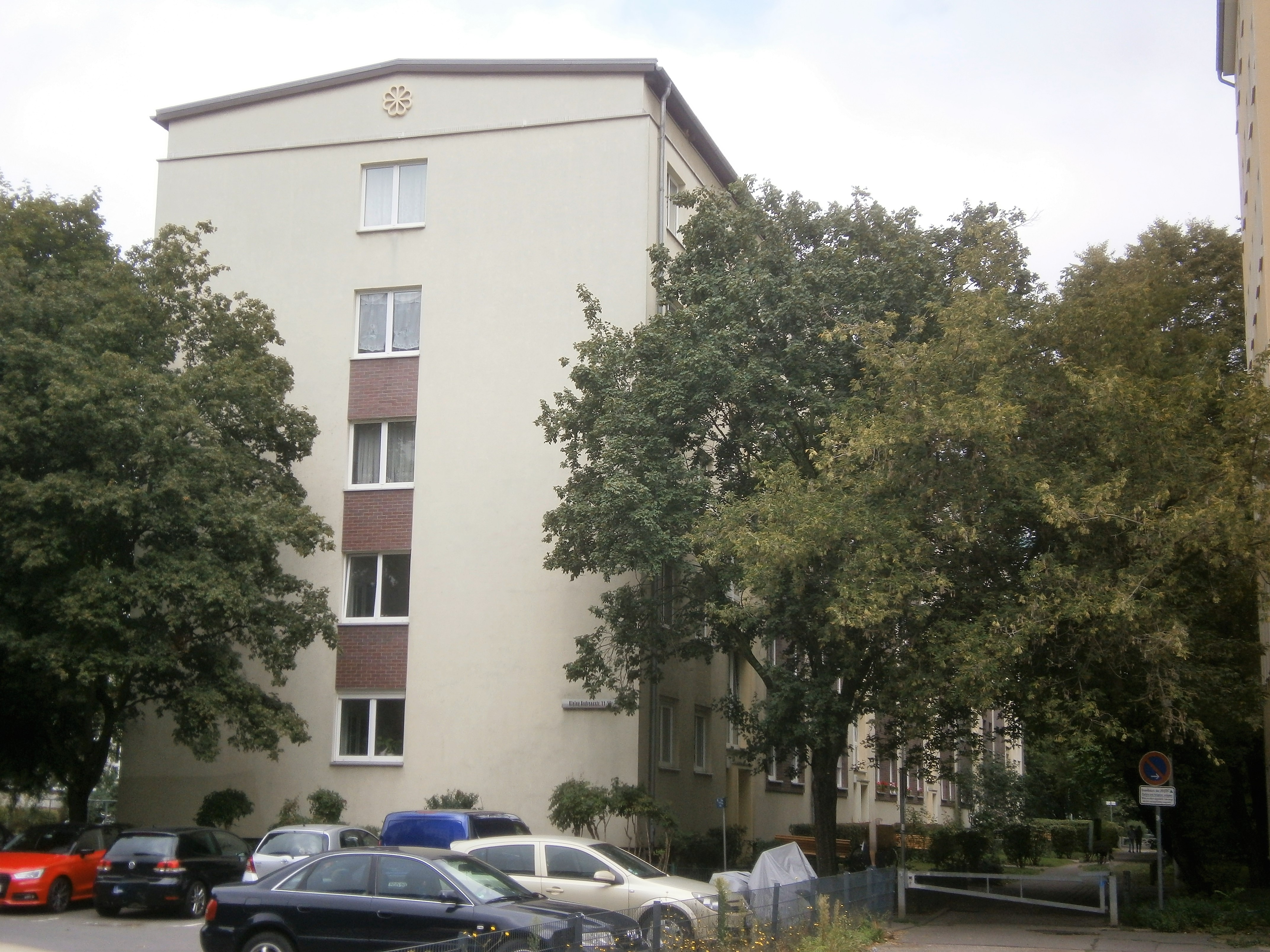
Südende der Wohnzeile mit Rosette (wie Stalinallee-Bauten)

## Andreasplatz
Der Andreasplatz war als historisch bedeutsamer Platz das ehemalige Zentrum der Stralauer Vorstadt. Der Platz mit 3900 m² war ein Schmuckplatz, 1898 entstand auf dem Platz ein Springbrunnen. Der war von einer dreiteiligen, halbovalen Marmorbank umgeben, zu deren Mittelteil (links) die Vatergruppe von Wilhelm Haverkamp und an der anderen Seite die Muttergruppe von Edmund Gomansky gehörte. Der Platz lag westlich der Andreasstraße, begrenzt von deren Querstraßen Kleine Andreasstraße und Grüner Weg (seit 1947: Singerstraße). Nach Hobrechts Bebauungsplan von 1861 als Platz D im Stralauer Viertel. Der Name am 25. März 1865 vergebene Name ergab sich „weil der Platz an der Andreasstraße liegt“ lag. In den 1960er Jahren verschwand mit der Neuplanung des Viertels um die Singer- über die Krautstraße der Platz aus dem Stadtbild. Die Vatergruppe wurde als „Handwerker mit Sohn“ vor das Alters-/ Seniorenheim umgesetzt.

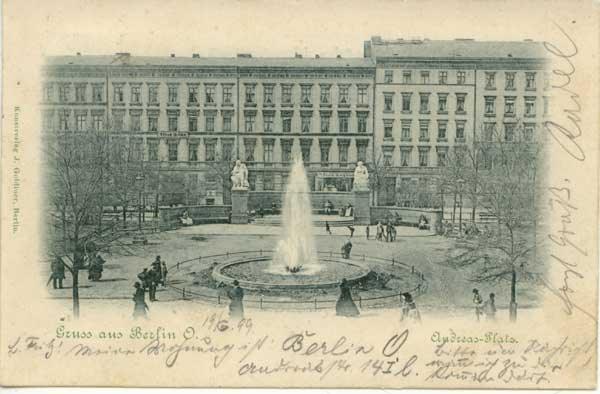
Familiengruppe Ansicht 1899
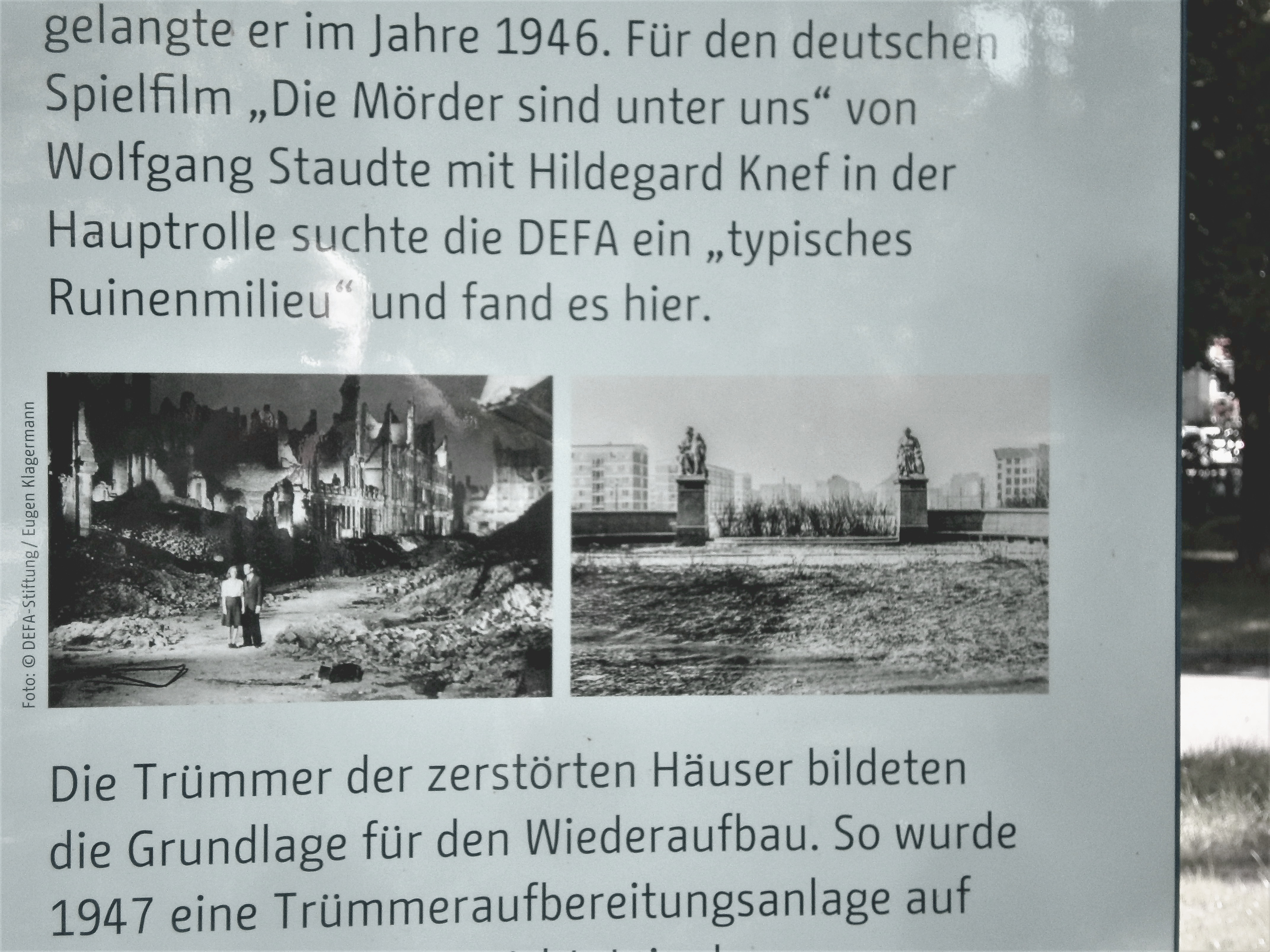
Bilder auf der Infotafel zum Andreasplatz
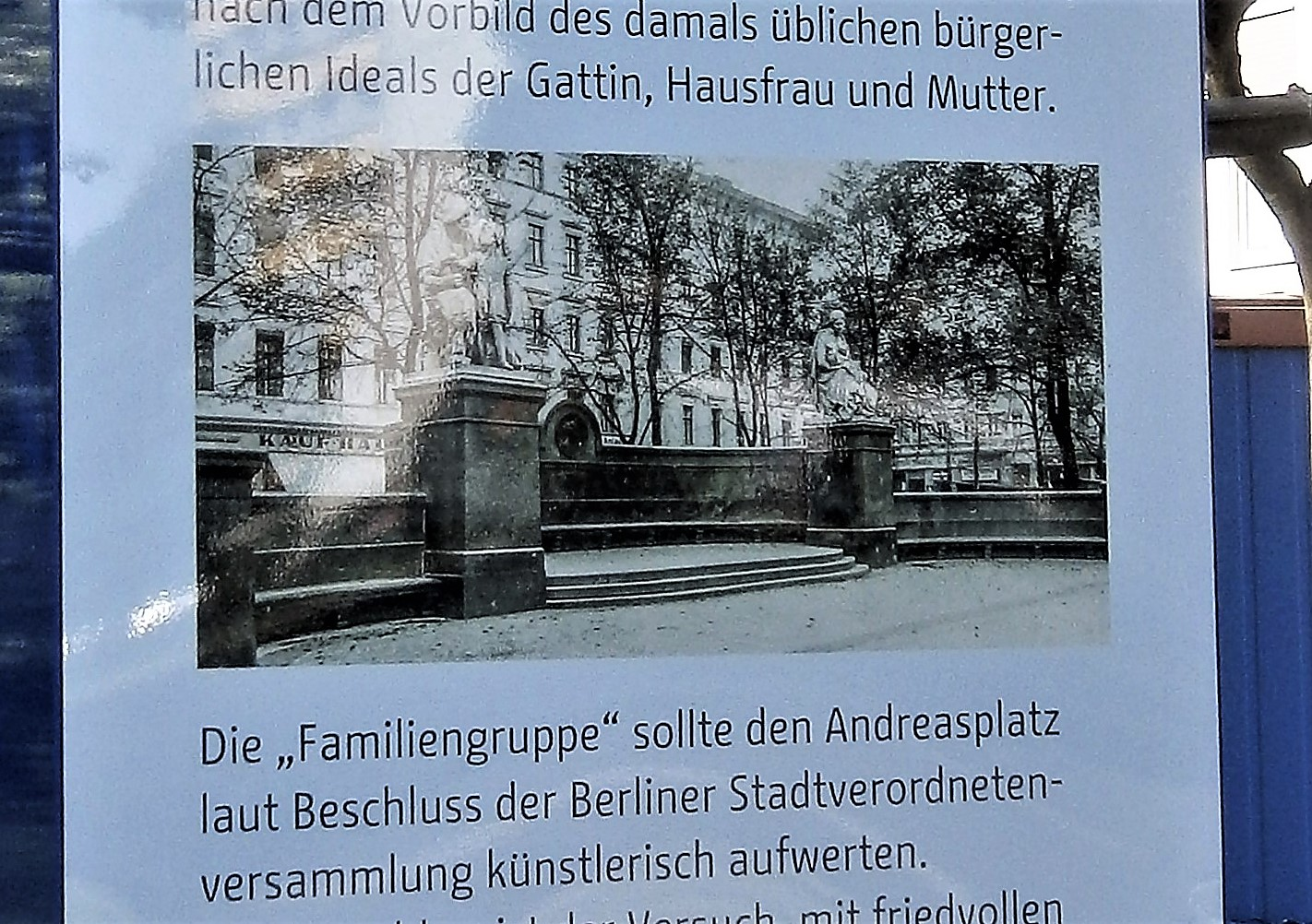
Ansicht auf Infotafel
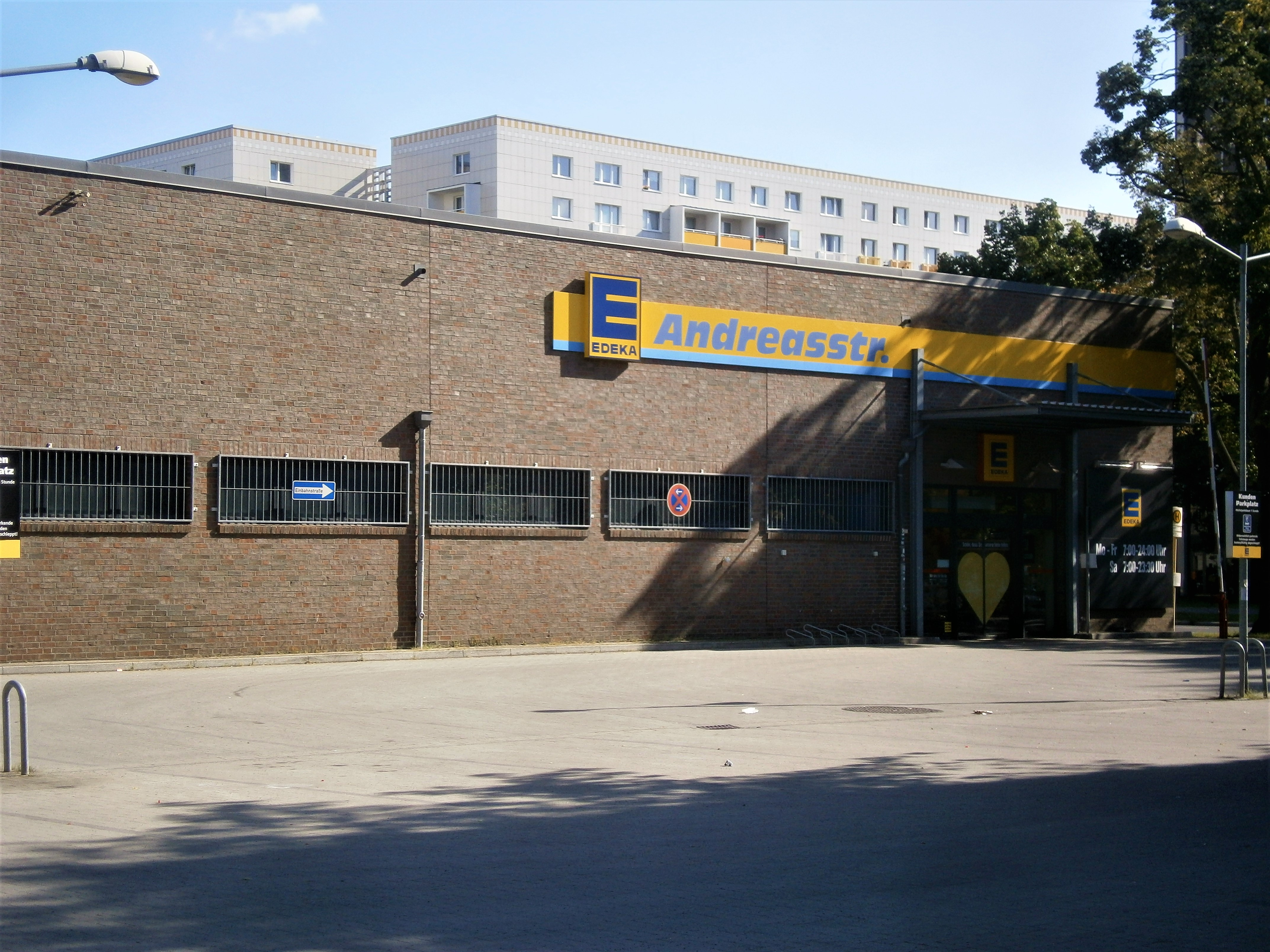
Supermarkt statt Schmuckplatz
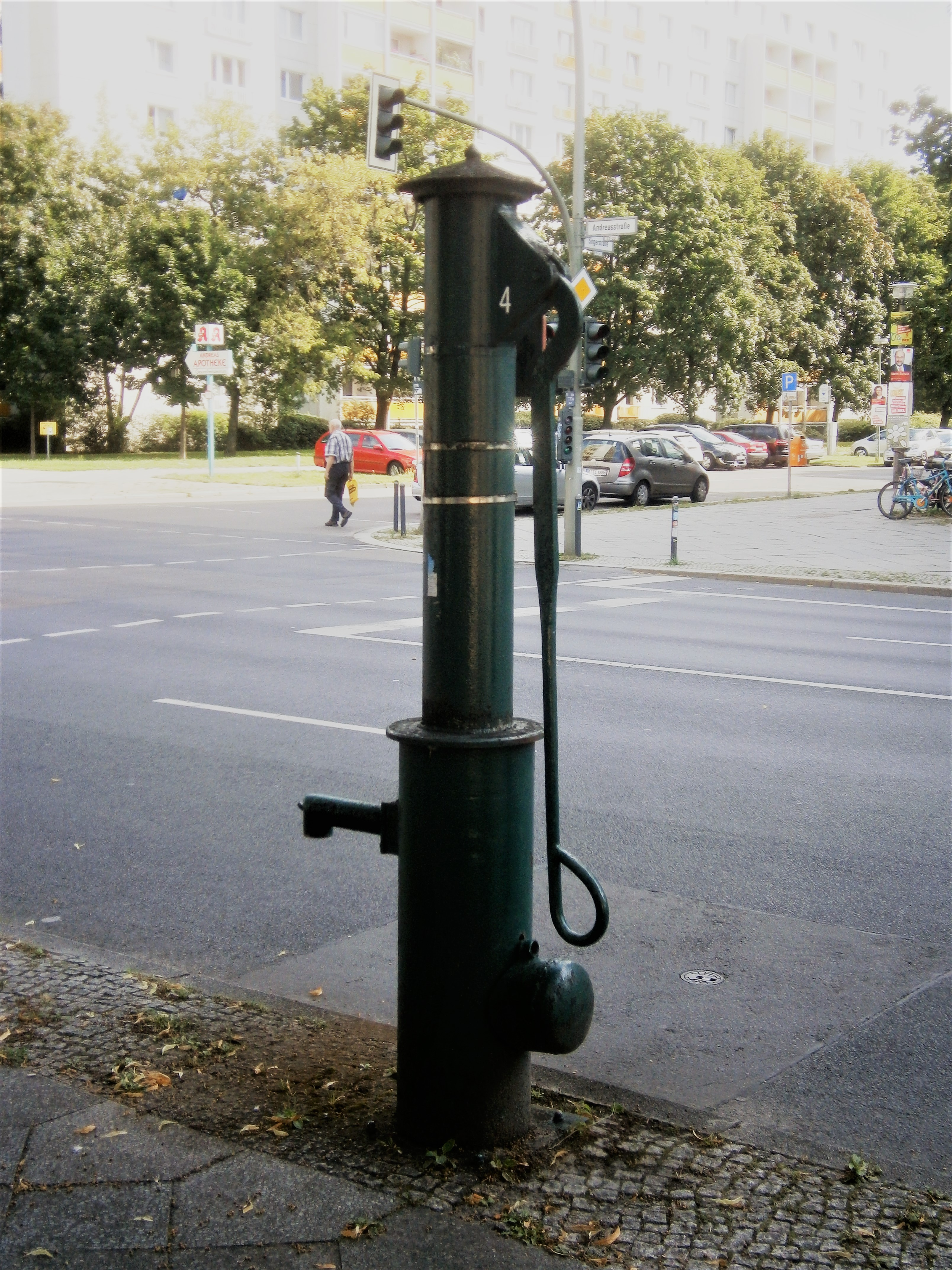
Pumpe (Höhe Andreasstraße 59)

## Sonstiges
- „Berlin ist ein beliebter Drehort für nationale und internationale Filme. Das gilt besonders für Friedrichshain-Kreuzberg.“ Szenen zum DEFA-Film Die Mörder sind unter uns von 1946 wurden in der Trümmerlandschaft von Andreasstraße und Andreasplatz gedreht.[233] In der Andreasstraße 20 „oben auf dem Dach des 25-geschossigen Plattenbaus“ war der Drehort für den Film Eine etwas andere Familie (Regisseur Marc Meyer, Produzent Faysal Omer).[234]
- Im Juni 2015 kam es zu einem Rohrbruch der Trinkwasserleitung an der Kreuzung Andreas-/ Singerstraße.[235][236]
- Im Edeka-Supermarkt Andreasstraße 59 fand 2017 ein Überfall statt.[237]
- Die Kreuzung Andreasstraße / Stralauer Platz ist unfallträchtig.[238]
- „Rüde geworden sind die Methoden auf dem Wohnungsmarkt, aber diese Aktion erinnert an eine Hetzjagd. Um Stimmung gegen Investoren in Friedrichshain zu machen, hängten Gegner von Luxus-Bauprojekten Flugblatt-Steckbriefe an Ampelmasten. […] Mit zwei Kollegen vertreibt H. 47 Eigentumswohnungen, die auf einem Brachgelände in der Andreasstraße entstehen sollen.“[239]
- Der „Berliner Immobilienring“ mit Sitz in der Andreasstraße 64 ist ein seit 1996 bestehendes eigentümergeführtes Unternehmen im Immobilienbereich.* Betten-Schulz besaß seinen Laden zeitweise einen Laden in der Andreasstraße 63.[240]
- Am Haus Andreasstraße 46 befindet sich ein Briefkasten des Postunternehmens PIN.
- „Die Hallen des VEB Fahrzeugausrüstung sind bis auf das denkmalgeschützte Verwaltungsgebäude längst abgetragen. Seitdem verwildert das Areal zwischen Kraut-, Lange- und Andreasstraße.“ Durch die Eigentumswechsel der Firmen kam Bombardier in den Besitz der Fläche und wollte eine Konzernzentrale hier errichten. Der Entwurf mit einer dichten Bebauung stieß auf Ablehnung und Bombardier wählte einen anderen Firmenstandort. Für das hiesige Grundstück plante Bombardier 600 Wohneinheiten: „Das soll kein Luxusquartier werden“.[241]